# Charleroi
Pour les articles homonymes, voir Charleroi (homonymie).
Charleroi est une ville francophone de Belgique, située en Wallonie, province de Hainaut, sur la Sambre. C'est le chef-lieu de l'arrondissement administratif de Charleroi englobant 12 communes sur une superficie totale de 472,19 km2.
Grand nœud routier, ferroviaire et aérien, Charleroi comptait, au 1er janvier 2025, 205 763 habitants (425 000 dans l'agglomération – la cinquième de Belgique – qui s'étend de Thuin à Sambreville). Elle est ainsi la première commune wallonne, la deuxième agglomération wallonne après Liège en nombre d'habitants et la troisième commune belge. Ses habitants s'appellent les Carolorégiens (par abréviation : Carolos).
Charleroi reste un centre industriel : sidérurgie, verreries, produits chimiques, constructions électriques, constructions mécaniques. Au centre d'un ancien bassin houiller communément appelé Pays Noir, elle est pourtant redevenue la ville la plus verte de Wallonie. On y compte pas moins de trente terrils ainsi que des anciennes carrières où la nature a repris ses droits. Il y a également de nombreux espaces verts : avec ses 17 parcs, ses jardins privés et plusieurs surfaces agricoles, elle présente une grande diversité de coins de nature.
Charleroi a une dimension culturelle importante grâce à ses nombreux musées et salles de spectacles. Elle a vu éclore de nombreux talents de dessinateurs de bande dessinée sous la houlette de sa célèbre école de Marcinelle, dont les statues des personnages ornent la ville. Charleroi est un important centre d'enseignement.
Charleroi, riche en infrastructures et en clubs de sport, est également présente en Belgique au plus haut niveau sur le plan sportif.
Charleroi est la capitale sociale de la Wallonie. C'est à ce titre qu'elle est le siège des institutions sociales de la Région wallonne, comme le FOREM ou la SWCS.
Après une longue période de déclin industriel,, la ville, sous l’impulsion d’acteurs publics et privés, se réoriente sur des activités économiques centrées sur les techniques de pointe. De même, depuis 2008, la métropole carolorégienne investit massivement, d’une part dans la rénovation et la création d’infrastructures et d’événements culturels tout en redonnant une place à l’initiative citoyenne. D’autre part, elle investit dans les infrastructures, logements et services de qualité dans le but de redevenir d’ici 2025 un pôle d'attraction pour les habitants, les visiteurs et les investisseurs.

## Géographie

### Communes limitrophes

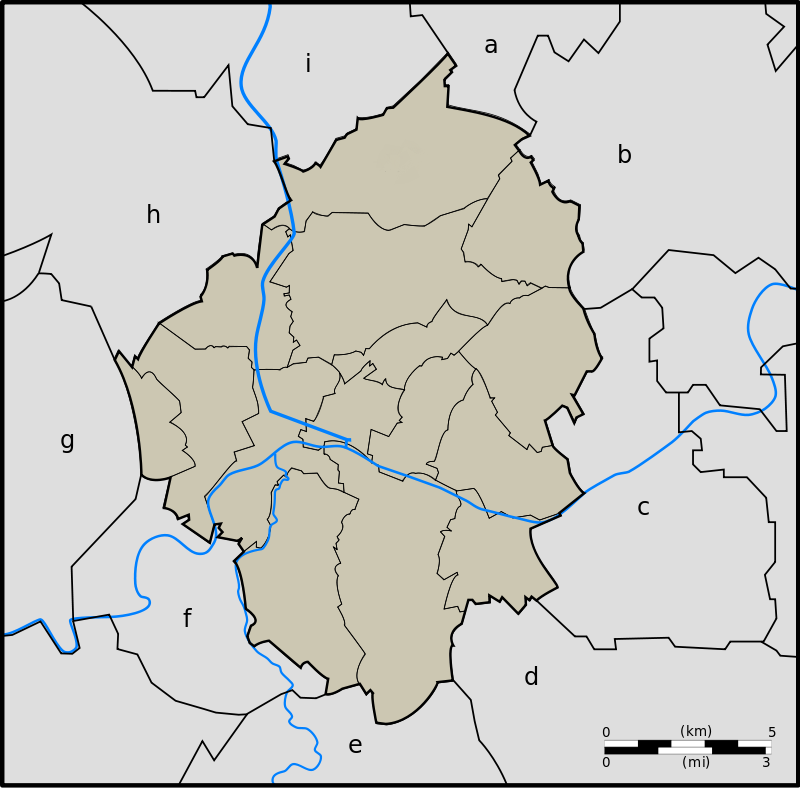
Communes limitrophes

Les communes limitrophes de Charleroi sont :
| - a. Les Bons Villers - b. Fleurus - c. Châtelet - d. Gerpinnes - e. Ham-sur-Heure-Nalinnes | - f. Montigny-le-Tilleul - g. Fontaine-l'Évêque - h. Courcelles - i. Pont-à-Celles |

### Sections de la commune

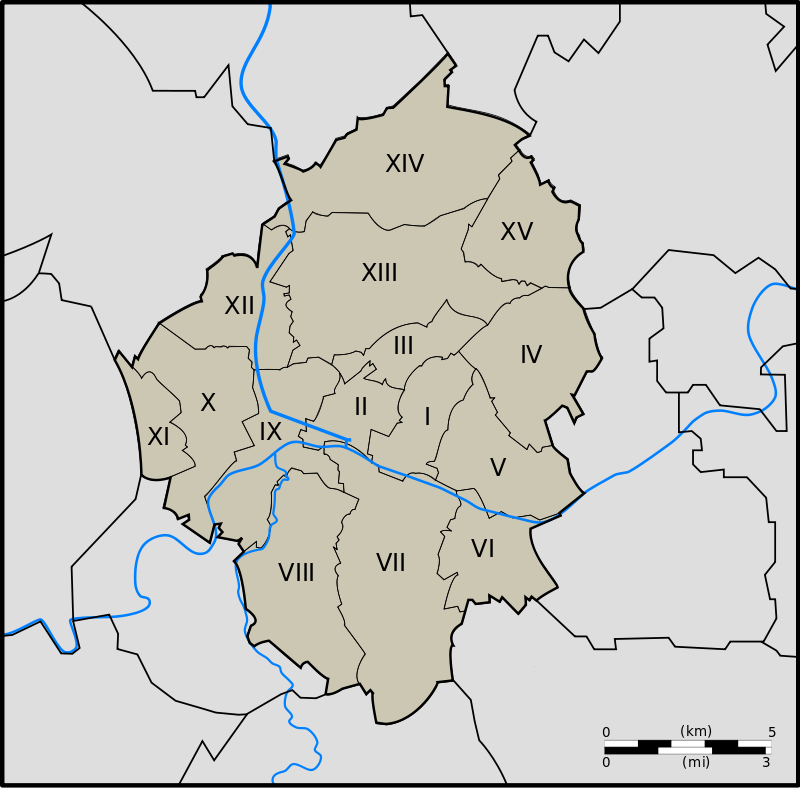
Sections

| #  | Nom                        | Superf. (km²). | Habitants (2022). | Habitants par km² | Code INS |
| -- | -------------------------- | -------------- | ----------------- | ----------------- | -------- |
| 1  | Charleroi                  | 3,85           | 20.144            | 5.227             | 52011A   |
| 2  | Dampremy (II)              | 2,75           | 6.807             | 2.473             | 52011B   |
| 3  | Lodelinsart (III)          | 2,95           | 8.459             | 2.869             | 52011C   |
| 4  | Gilly (IV)                 | 7,39           | 19.957            | 2.699             | 52011D   |
| 5  | Montignies-sur-Sambre (V)  | 6,04           | 18.641            | 3.088             | 52011E   |
| 6  | Couillet (VI)              | 5,00           | 11.458            | 2.294             | 52011F   |
| 7  | Marcinelle (VII)           | 13,22          | 23.604            | 1.786             | 52011G   |
| 8  | Mont-sur-Marchienne (VIII) | 9,27           | 12.565            | 1.355             | 52011H   |
| 9  | Marchienne-au-Pont (IX)    | 6,74           | 15.064            | 2.236             | 52011J   |
| 10 | Monceau-sur-Sambre (X)     | 7,09           | 9.742             | 1.374             | 52011K   |
| 11 | Goutroux (XI)              | 2,70           | 2.911             | 1.077             | 52011L   |
| 12 | Roux (XII)                 | 5,51           | 8.773             | 1.593             | 52011M   |
| 13 | Jumet (XIII)               | 12,65          | 24.585            | 1.944             | 52011N   |
| 14 | Gosselies (XIV)            | 12,11          | 10.774            | 890               | 52011P   |
| 15 | Ransart (XV)               | 5,69           | 8.937             | 1.572             | 52011R   |

### Districts de la commune

Subdivision de la ville en cinq districts (districts en noir et sections en blanc.

Le principe des districts est un redécoupage de la ville qui résulte en la centralisation des services publics dont les guichets administratifs seront répartis au sein d’une maison citoyenne pour chaque district. La Ville a également exprimé sa volonté de mettre sur pied un système de guichet en ligne destiné à faciliter et moderniser les démarches administratives. Il résultera également de ce découpage l’attribution d’identités globales spécifiques à chacun des districts. Pour chaque district, des projets d’aménagement sont prévus ou en cours de réalisation dans le cadre du redéveloppement de la région.
Les districts de Charleroi sont :
| - Centre : composé des sections Charleroi, Dampremy et Lodelinsart, - Nord : composé des sections de Gosselies, Ransart et Jumet, - Sud : composé des sections de Marcinelle, Mont-sur-Marchienne et Couillet, - Ouest : composé des sections de Goutroux, Monceau-sur-Sambre, Roux et Marchienne-au-Pont, - Est : composé des sections de Gilly et Montignies-sur-Sambre. |

### Topographie et hydrographie

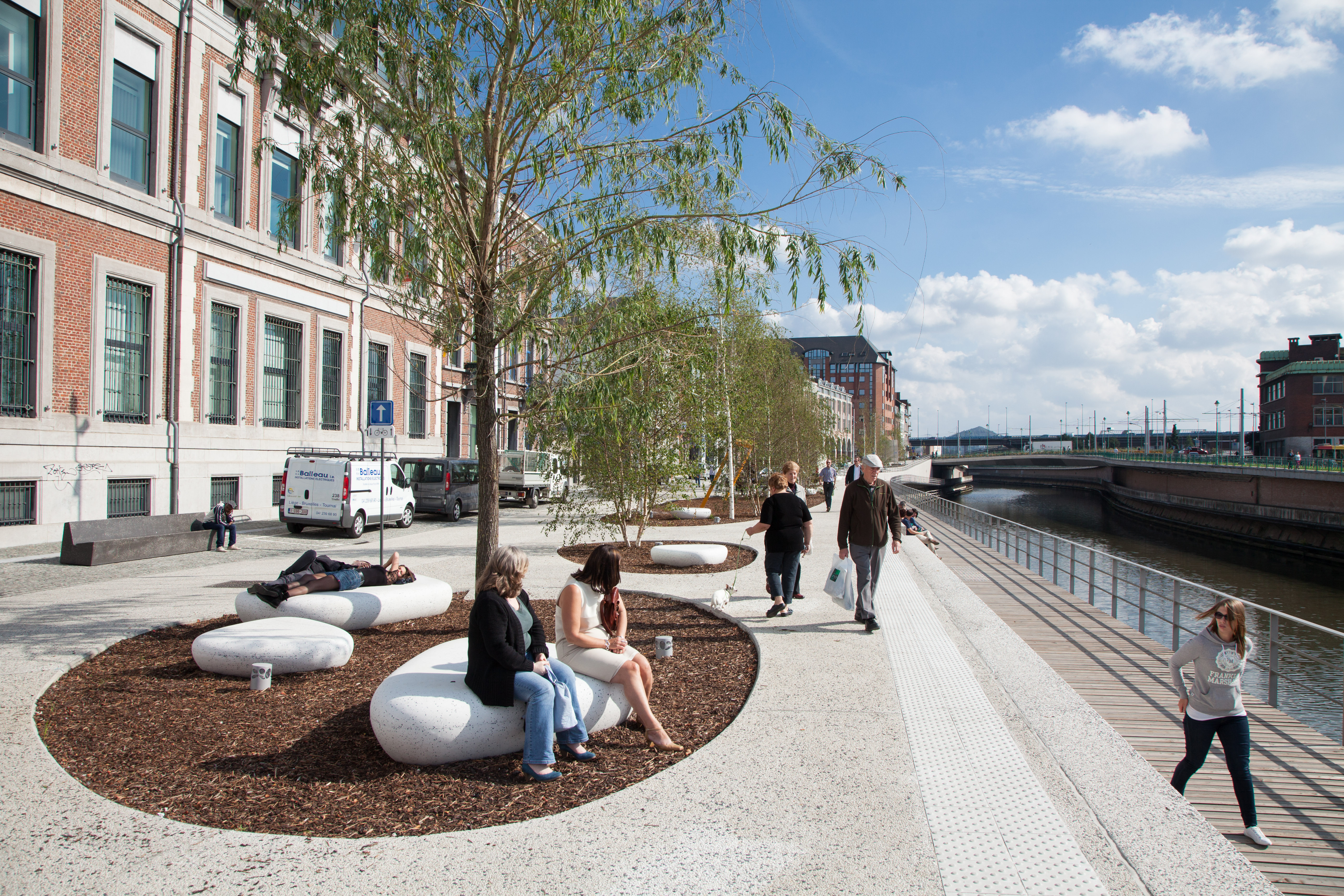
Le quai Arthur Rimbaud (anciennement quai de Brabant) le long de la Sambre après rénovation.

Le relief de Charleroi est influencé par la vallée de la rivière Sambre qui coule d'ouest en est avant de rejoindre la Meuse à Namur. Le ruisseau Piéton coule du nord au sud pour se jeter dans la Sambre à Dampremy. Dans la vallée de ce ruisseau est creusé le canal Charleroi-Bruxelles. L'Eau d'Heure vient du sud et se jette également dans la Sambre à Marchienne-au-Pont. Une vingtaine de ruisseaux parcourent le territoire de la commune.
L'altitude va de 96 mètres (vallée de la Sambre et du Piéton) pour culminer à plus de 220 mètres au Bois du Prince à Marcinelle. Le niveau est de 132 mètres sur la place Vauban. L'altitude des terrils dépasse souvent 200 mètres, le terril Saint-Charles du bois du Cazier atteint 241 mètres.

### Géologie
Charleroi est traversé par les plaines alluviales situées le long des rivières Sambre, Piéton et Eau d'Heure. Le territoire de la ville est également traversé par l'étroit synclinal houiller qui caractérise le sillon Sambre et Meuse. Plus généralement, le sous-sol est constitué d'une variété de composants, en premier lieu d'importants gisements de houille grasse et parfois de fer, du grès, du schiste et des calcaires de la deuxième moitié de l’ère primaire (il y a +/- 350 millions d’années). Au nord de Charleroi, les sables et les argiles de l’Éocène s'avancent du Brabant jusqu'à Gosselies et se retrouvent même plus au sud dans la Formation de Couillet en remplissage de poches karstiques. Les terrils qui ponctuent le paysage carolorégien sont constitués de résidus miniers, principalement de schistes et, en plus petite quantité, de grès carbonifères et de résidus divers.
Charleroi se situe sur la « Faille du midi » qui court du nord de la France à Liège presque à l'horizontale. Cette faille correspond à une importante ligne de rupture géologique située à la limite nord du massif du midi (Condroz-Ardenne), apparue au paléozoïque. En bord d'Eau d'Heure, le plissement hercynien a dressé les couches de roches calcaires, déposées au fond de la mer tropicale du Carbonifère qui occupait le territoire à cette époque.

### Aire métropolitaine
Charleroi Métropole se situe dans un bassin de vie de 600 000 habitants constitué de 30 communes. Ce territoire s'étend sur 80 km du nord au sud, de la frontière française à la grande périphérie bruxelloise, soit plus de 2 000 km2. Ce territoire se dessine à la fois par rapport aux structures territoriales de ces cinq plateaux paysagers (le plateau hesbignon, le plateau urbain, le plateau du Condroz, le plateau de la Fagne et le plateau des Ardennes) et aussi par rapport ses interactions sociales, économiques et culturelles.

### Climat
C'est un climat tempéré océanique comme pour l'ensemble de la partie occidentale de la Belgique, dû à la proximité de l'océan Atlantique qui régule le temps grâce à l'inertie thermique de ses eaux. Il est influencé soit par des masses d'air humide et doux en provenance de l'océan, soit par des masses d'air sec (chaud en été et froid en hiver) en provenance de l'intérieur du continent européen. En moyenne (moyenne faite sur une période couvrant les 100 dernières années), on observe environ 200 jours de pluie par an dans la région de Charleroi.
| Mois                     | jan. | fév. | mars | avril | mai  | juin | jui. | août | sep. | oct. | nov. | déc. |
| ------------------------ | ---- | ---- | ---- | ----- | ---- | ---- | ---- | ---- | ---- | ---- | ---- | ---- |
| Température moyenne (°C) | 1,9  | 2,6  | 4,7  | 8     | 11,8 | 15,1 | 16,6 | 16,6 | 14,3 | 10   | 5,5  | 2,6  |
| dont pluie (mm)          | 67   | 53   | 52   | 52    | 62   | 70   | 76   | 75   | 70   | 72   | 71   | 73   |

## Toponymie

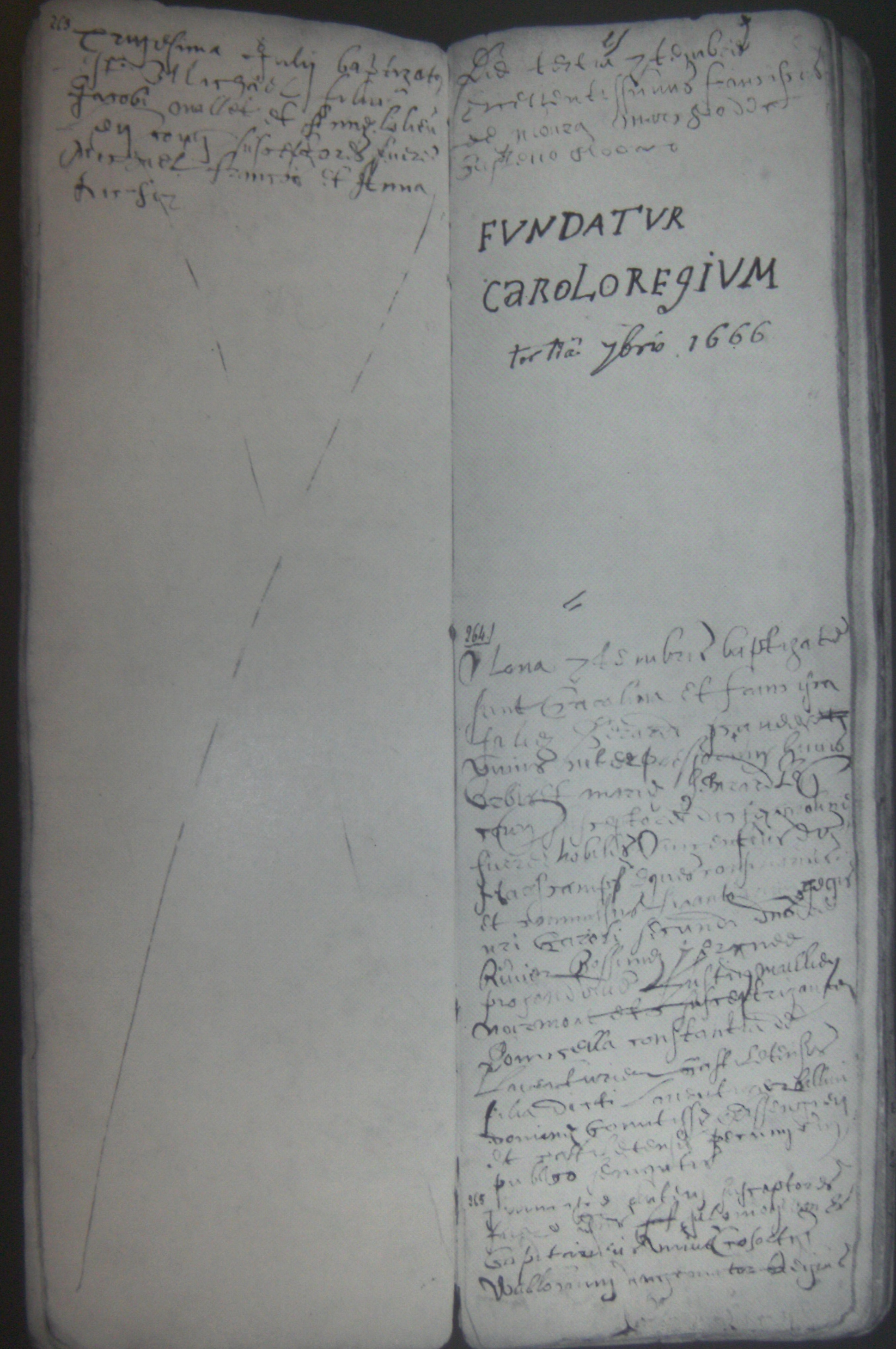
Registre des baptêmes de la paroisse de Charnoy en date du 3 septembre 1666.
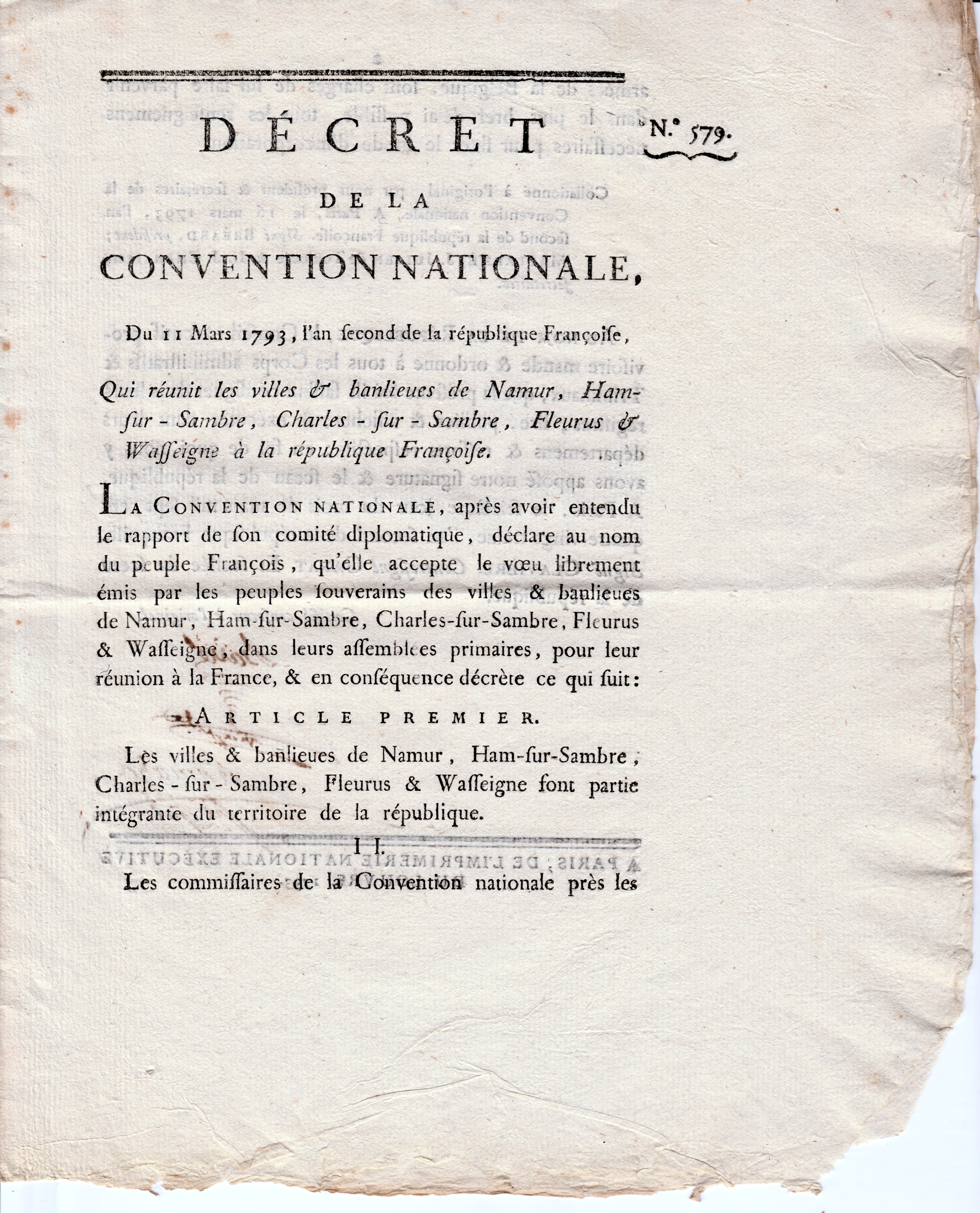
Décret du 11 mars 1793 de la Convention nationale qui réunit la ville de « Charles-sur-Sambre » à la République française.
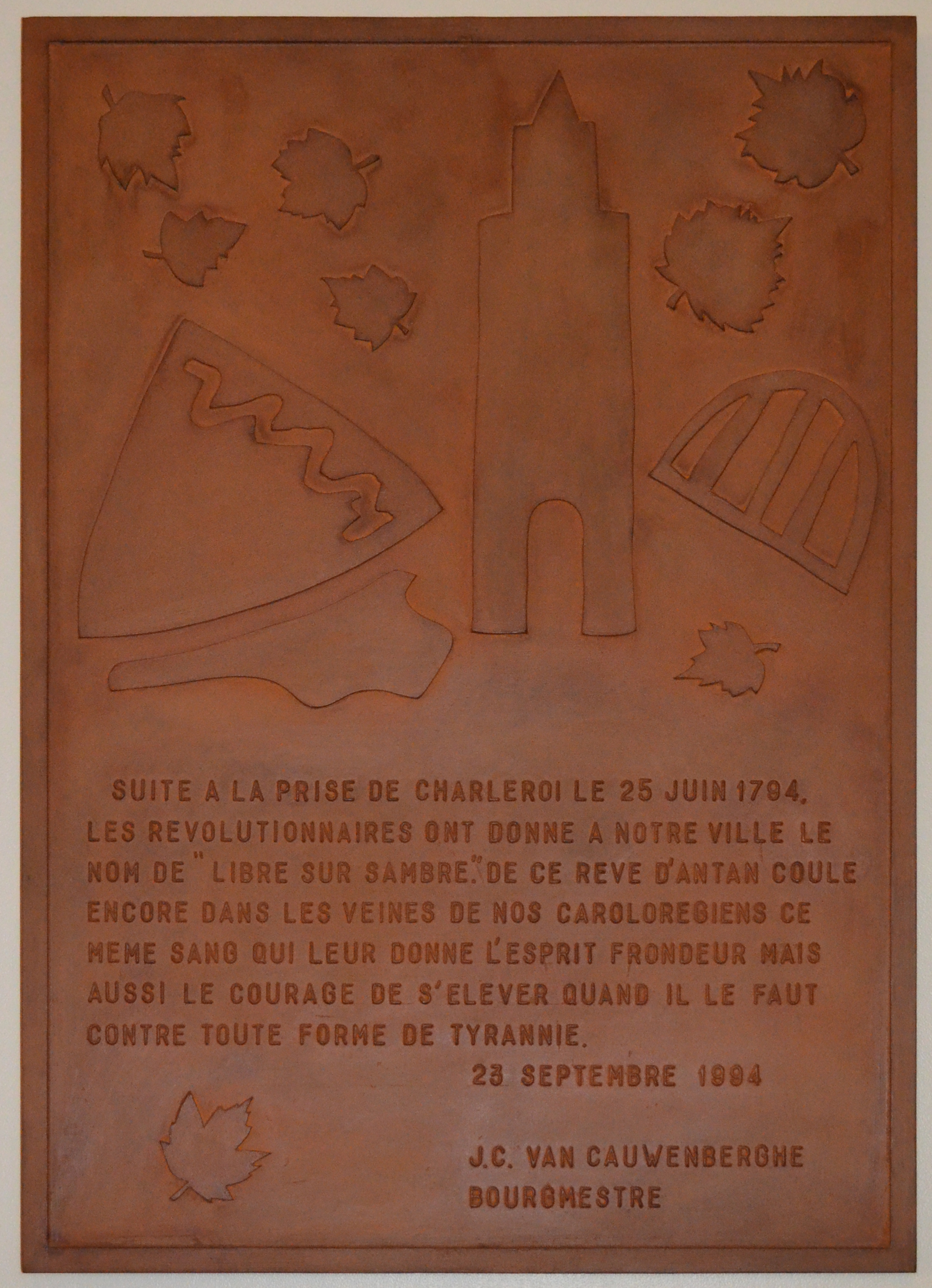
Plaque commémorative du nom de « Libre-sur-Sambre » apposée dans l'Hôtel de Ville.

Charleroi est nommé ainsi en l'honneur de Charles II, roi d'Espagne et des Pays-Bas en 1666, année de la fondation de la forteresse qui deviendra la ville. Souvent écrit « Charle Roi » à l'origine, ce nom, qui en soi désigne un souverain, est anormal comme nom de ville. Un toponyme tels que Charleville ou Charlebourg, à l'exemple de Philippeville et Mariebourg (devenu Mariembourg) tout proches, étaient plus indiqués. Le nom répond à une intention de propagande politique. Il était destiné à populariser le nom du jeune souverain, qui est alors âgé de quatre ans, et en imposer aux Français à la veille de la guerre de Dévolution. Ce nom est la réplique en français du mot latin Caroloregium qui apparait dans le chronogramme FVNDATVR CAROLOREGIVM inscrit dans le registre des baptêmes de la paroisse de Charnoy en date du 3 septembre 1666, c'est-à-dire le jour de l'ouverture des travaux de la forteresse,.
Pendant la Révolution française, la ville portera plusieurs noms différents. Depuis la bataille de Jemappes et l'arrivée des Français à Charleroi le 12 novembre 1792 et jusqu'au retour des Autrichiens après la bataille de Neerwinden en mars 1793, la ville portera successivement les noms de Char-sur-Sambre et Charles-sur-Sambre. Après la bataille de Fleurus en juin 1794 et le retour des forces révolutionnaires française, la ville prendra le nom de Libre-sur-Sambre. À partir du Consulat en 1800, la ville retrouve son nom d'origine.
L'orthographe officielle Charleroi au lieu de Charleroy sera définitive en août 1880 à la suite d'une communication du ministre de l'Intérieur au Conseil communal. Avant cette date, les deux orthographes étaient officiellement en usage.

## Histoire

### DuIXeauXVIIesiècle

Charnoy au début du XVIIe siècle.

Sur le site, actuellement occupé par le centre de Charleroi, habitait une petite communauté villageoise. La plus ancienne mention en est faite sous le nom de « Carnotus » en 863 dans un polyptyque des possessions de l'abbaye de Lobbes. Le village sera ensuite nommé « Karnoit » (980) puis « Charnoy » (1188). Situé sur la rive gauche de l'ancien lit de la Sambre, il fait partie du comté de Namur. La rive droite, territoire de l'actuelle Ville Basse, fait partie de Marcinelle, qui dépend de la principauté de Liège.
Un dénombrement de 1602 indique que le territoire s'étend sur 276 bonniers (environ 350 hectares) et est habité par une cinquantaine de « chefs de famille », essentiellement des cloutiers et des houilleurs. Le site habité comprend trois parties, la plus importante se situant sur le bord de la Sambre.

### Forteresse espagnole (1666)
Par le traité des Pyrénées de 1659, la frontière entre la France et les Pays-Bas espagnols est modifiée. Plusieurs places-fortes deviennent françaises, laissant entre Mons et Namur un large couloir sans défenses en direction de Bruxelles.
Le marquis Francisco de Castel Rodrigo, gouverneur des Pays-Bas en 1664, veut renforcer les défenses militaires. Le village de Charnoy, le long de la Sambre, est un des rares endroits propices à l'installation d'une forteresse et appartenant au Comté de Namur (donc aux Pays-Bas).
Le roi d'Espagne passe donc une convention avec le seigneur des lieux, par laquelle il achète la seigneurie de Charnoy.
Le Charnoy cède la place à Charleroy, nommé ainsi en l'honneur de Charles II, roi d'Espagne et des Pays-Bas.
La construction de la nouvelle forteresse commence vers la mi-septembre. Dès le début de la construction, informé par des espions, Louis XIV décide de prendre Charleroy. Devant la menace, Castel Rodrigo envisage d'abandonner et même de démolir la forteresse qui a coûté 28 % de la recette moyenne pour les années 1665 à 1667. Les derniers soldats espagnols quittent les lieux le 27 mai 1667.

### DuXVIIIesiècleà 1977: développement de la ville

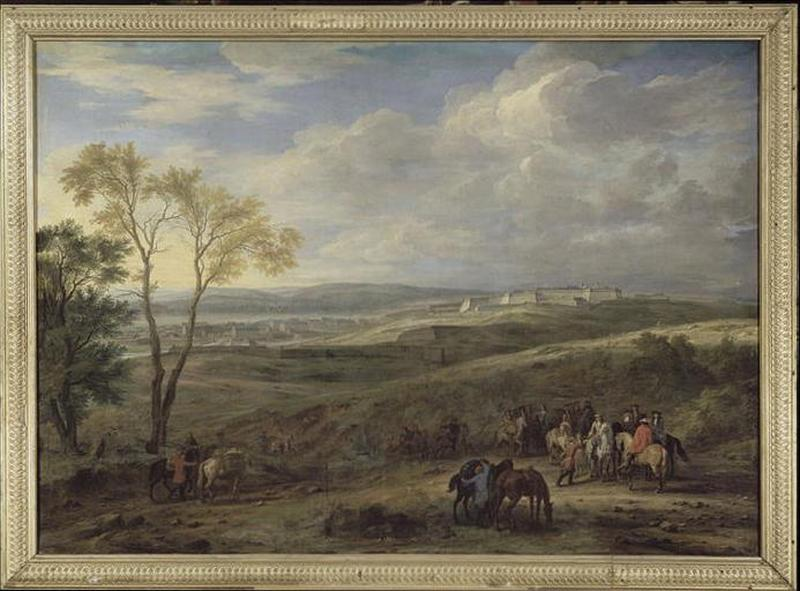
Prise de Charleroi, le 2 juin 1667 par Adam François van der Meulen.

Le 31 mai, les Français, sous le commandement de Turenne, découvrent un paysage désolé. Le 2 juin, Louis XIV entre dans Charleroy et en ordonne la reconstruction. Les ouvrages de défense sont alors parfaits et agrandis par Thomas de Choisy, Vauban donnant quelques indications pour les demi-lunes au nord et à la ville basse. Par la paix d'Aix-la-Chapelle, Charleroi est attribuée à la France et Louis XIV accorde des privilèges aux habitants de la nouvelle ville (terrain offert gratuitement, primes à la construction, etc.) en vue de la développer.

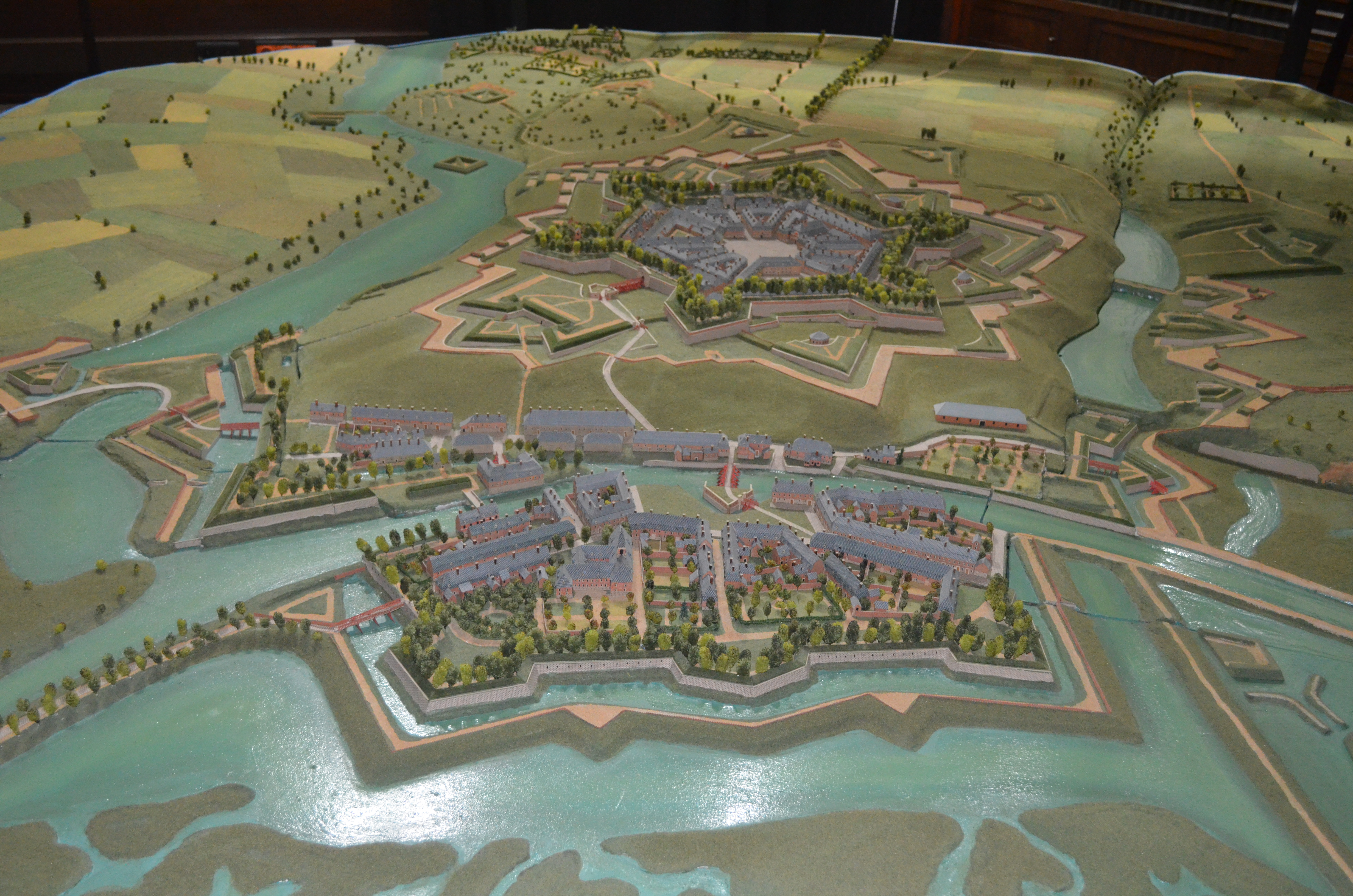
Plan-relief (copie) de Charleroi fin du XVIIe siècle, vue depuis le Sud.

En 1675, la ville s'étend sur la rive droite de la Sambre, qui deviendra la « ville basse », par opposition à la forteresse existante placée sur les hauteurs, portant logiquement le nom de « ville haute ».
De 1667 à 1678, Charleroi est possession française. Pendant cette période, la ville subit deux sièges par Guillaume III d'Orange-Nassau, attaques qui sont repoussées. Par le traité de Nimègue, la ville est rétrocédée à l'Espagne.
En 1692, la ville est bombardée par les armées françaises, mais celles-ci doivent se replier à la suite d'une inondation subite de la vallée de la Sambre. L'année suivante, lors de la guerre de la Ligue d'Augsbourg, la ville est prise par Vauban, sous le regard de Louis XIV qui en reprend le contrôle. Ce dernier ne se résout en effet pas à perdre la place qui verrouille Sambre et Meuse et représente un poste avancé vers Bruxelles. Mais par le traité de Ryswick de 1697, Charleroi redevient espagnole. De 1698 à 1701, la forteresse est occupée par un contingent hollandais dans le cadre du traité de la Barrière.
En 1701, lors de la guerre de Succession d'Espagne, Maximilien-Emmanuel de Bavière, qui a choisi le parti de la France, permet l'occupation de Charleroi par celle-ci. Le contingent hollandais évacue la ville. En 1713, la ville est attribuée à l'Autriche par le traité de Rastatt. Suivent une trentaine d'années de paix et de prospérité.
En 1746, pendant la guerre de Succession d’Autriche, la forteresse est prise par le prince français Louis François de Bourbon-Conti. Après le traité d'Aix-la-Chapelle de 1748, la ville est rendue au Saint-Empire, à la condition que les forteresses soient démantelées. Elle connaît alors 45 ans de prospérité.
En décembre 1790 commence la révolution brabançonne, et Charleroi connaît une nouvelle période de troubles. Après qu'elle a brièvement fait partie des États belgiques unis, les Impériaux occupent la ville le 25 décembre ; ils cèdent la place aux vainqueurs français de Jemappes le 8 novembre 1792 (les Français l'occupent le 12 novembre 1792) avant de la reprendre le 28 mars 1793 (les Français l'ayant abandonnée le 25 mars 1793 après la défaite de Neerwinden). Charleroi, dès l'arrivée des Français, proclame sa sécession du comté de Namur. Elle demande plus tard d'être rattachée directement à la France. En 1794, le général Charbonnier met le siège devant la ville, mais est repoussé. C'est Jourdan qui parvient à prendre la place après six jours d'un bombardement intensif. C'est pendant la prise de Charleroi et la bataille de Fleurus qu'on eut recours pour la première fois à l'observation aérienne, depuis Jumet (lieu-dit Belle-Vue), d'un champ de bataille depuis un aérostat.
Sous le régime français révolutionnaire, la ville, qui fait partie du département de Jemmapes. Durant ce rattachement à la France, la ville est dirigée par sept maires différents.

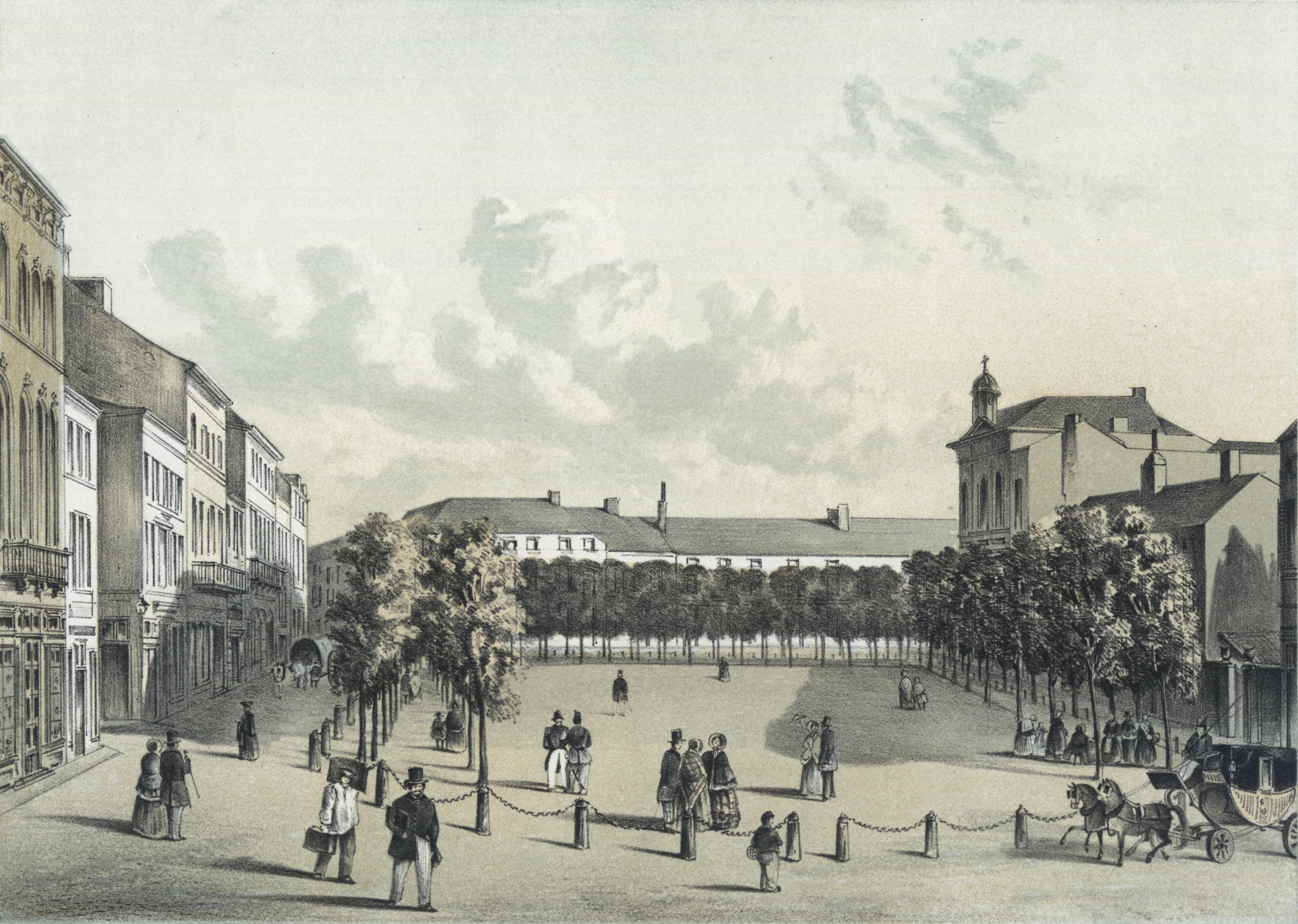
Place Verte au début du XIXe siècle.

Peu avant la bataille de Waterloo de 1815, les Carolorégiens très « francophiles » accueillent avec enthousiasme les troupes françaises qui récupèrent la cité faisant désormais partie du « royaume uni des Pays-Bas ». Le 15 juin 1815 (la veille de la bataille de Ligny) a lieu à Gilly, au nord-est de Charleroi, le premier combat sérieux de la campagne de Belgique. Il oppose l'armée française commandée par Napoléon Ier et l'arrière-garde de l'armée prussienne composée d'environ 10 000 hommes, commandée par le général von Zieten. Au cours de ce combat, le général Letort, commandant des dragons de la Garde impériale et aide de camp de Napoléon, poursuit l'infanterie prussienne en la sabrant, enfonce deux carrés d'infanterie et détruit un régiment entier. Il est cependant mortellement blessé par balle au bas-ventre. Napoléon, quant à lui, fait des allers-retours entre le château Puissant où se tient son état-major à Charleroi et Gilly (Sart Allet) pour observer du haut d'un vieux moulin la bataille engagée dans les bois de Soleilmont entre les Prussiens et les Français de Letort. Des combats ont également lieu le 15 juin 1815 à Gosselies entre le 2e corps d'armée français du général Reille et une division du corps du général von Zieten. Après des combats infructueux, les Prussiens se replient sur Heppignies.
Trois jours plus tard, le 18 juin 1815, l'armée de Napoléon est défaite au cours de la célèbre bataille de Waterloo par le général anglais Wellington. Quarante-huit heures plus tard, Charleroi recueille les débris de la Grande Armée ; le 19 juin à 5 heures, Napoléon lui-même est dans la ville avant de continuer vers Paris.
Charleroi, après cette intégration à la France, passe au royaume uni des Pays-Bas. Pour se protéger de la France, la ville se verra dans l'obligation de construire de nouveaux murs qui la tiendront dans un étroit carcan pendant cinquante ans.
En moins de deux siècles, la ville passe par treize dominations successives. De bataille en bataille, la région dut sans cesse reconstruire son avenir.

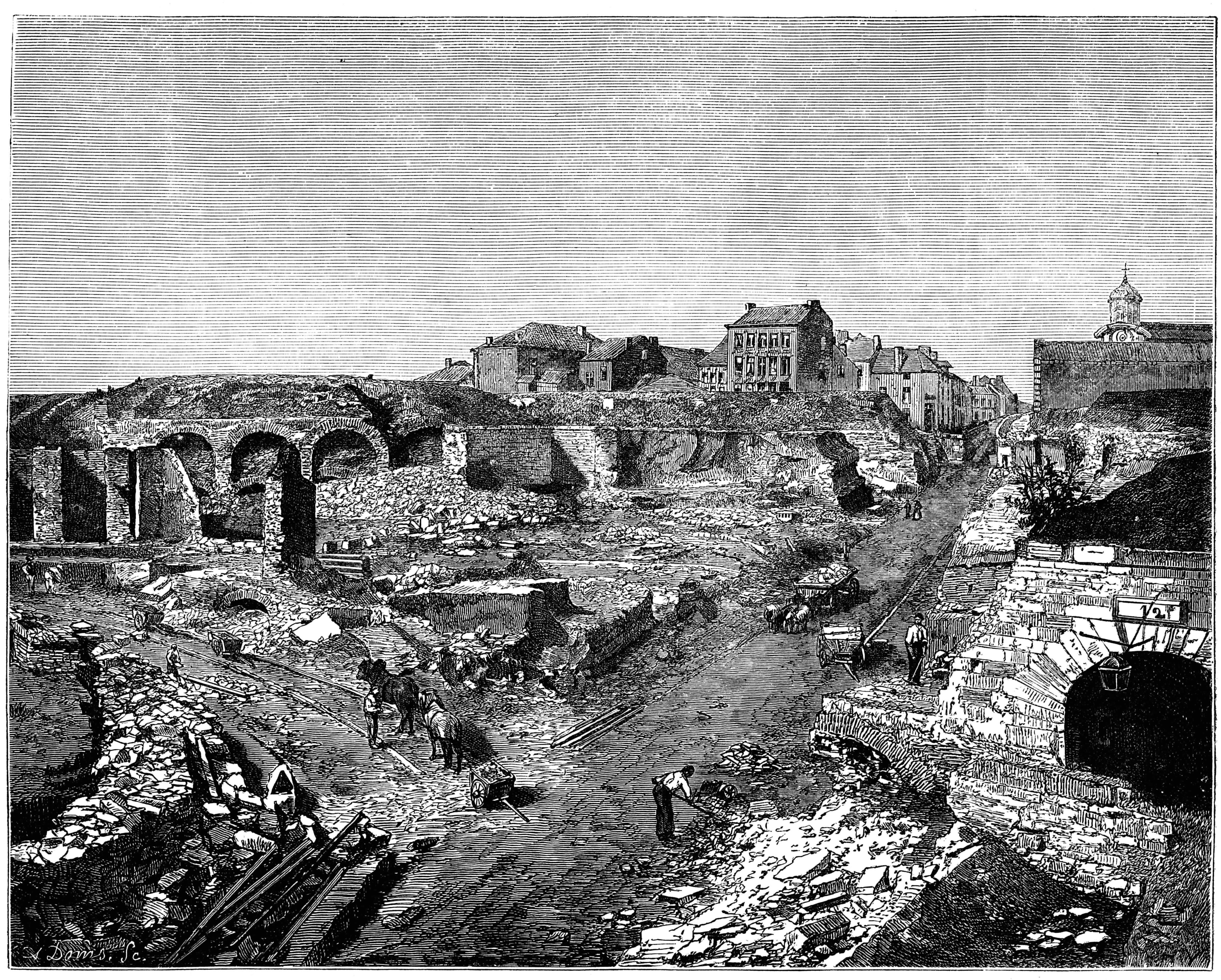
Démolition des remparts.

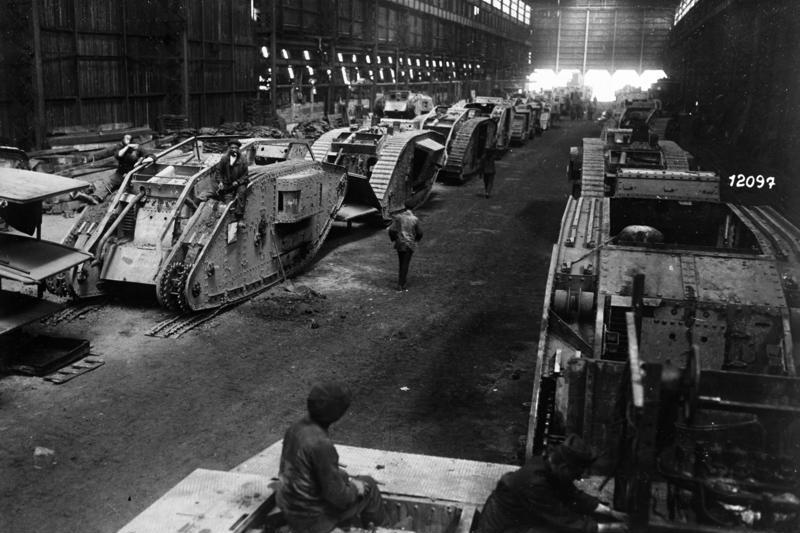
Atelier de réparation allemand pendant la Première Guerre mondiale pour chars britanniques capturés (dont Mark IV), 1917.

La ville et les localités voisines tireront parti de très importants gisements de charbon à fleur de terre (d'où l'appellation de la ville : « Pays Noir » ). Des verreries s'installeront à Lodelinsart, Roux, Dampremy, etc. Des moulins, des houillères et des hauts-fourneaux à Charleroi, Monceau, Marchienne, Montignies, Couillet, etc. La sidérurgie, la métallurgie et la production de verre, liées à l'extraction du charbon sont les moteurs du développement industriel.
Après la révolution de 1830 et l'indépendance de la Belgique, à laquelle la population prend une part active, l'activité économique se développe grâce à l'essor des industries anciennes et à l'installation de nouvelles productions ainsi qu'au développement des voies et moyens de communication. La ville devenant trop étroite, la démolition des remparts est décidée en 1867 ; elle s'achèvera en 1871. L'activité économique de Charleroi est alors en plein essor notamment sous l'impulsion de bourgmestres-entrepreneurs tels que Georges Gautier-Puissant, Ferdinand Puissant, Paul-François Huart-Chapel et Charles Lebeau. La ville de Charleroi et son agglomération, produisant le plus de richesses du pays, participe grandement à l'accession de la Belgique au rang de 2e puissance industrielle mondiale. Ce qui fournira à la Belgique les moyens de mener une politique colonialiste et d'entamer de vastes travaux de modernisation du pays (routes, rail pour tramways et trains, voies fluviales, éclairage, équipements des administrations, bâtiments tels qu'écoles et grands hôpitaux, etc.). L'automobile fait son apparition avec les Ateliers Germain à Monceau-sur-Sambre qui deviennent avant la Première Guerre mondiale le plus grand producteur belge d'automobiles. Une fabrique de pianos, De Heug, est créée à Marcinelle en 1892.
Mais la révolution industrielle s'essouffle, la découverte d'un combustible nouveau (le pétrole), plus performant et moins cher à produire, réduit progressivement l'importance économique de la houille et donc des villes minières de Belgique et du Nord de la France. Les mines ferment alors les unes après les autres, amorçant le lent déclin industriel des industries d'aval, vers la fin des années 1960. À l'abandon fin mars 2012 du dernier haut-fourneau, seule la sidérurgie électrique a été maintenue sur deux sites où sont produits des aciers spéciaux et inoxydables consommés par des laminoirs, tréfilerie, etc. mais elle éprouve de grandes difficultés à rester compétitive face à la concurrence des pays émergents, comme toute l'industrie lourde européenne.

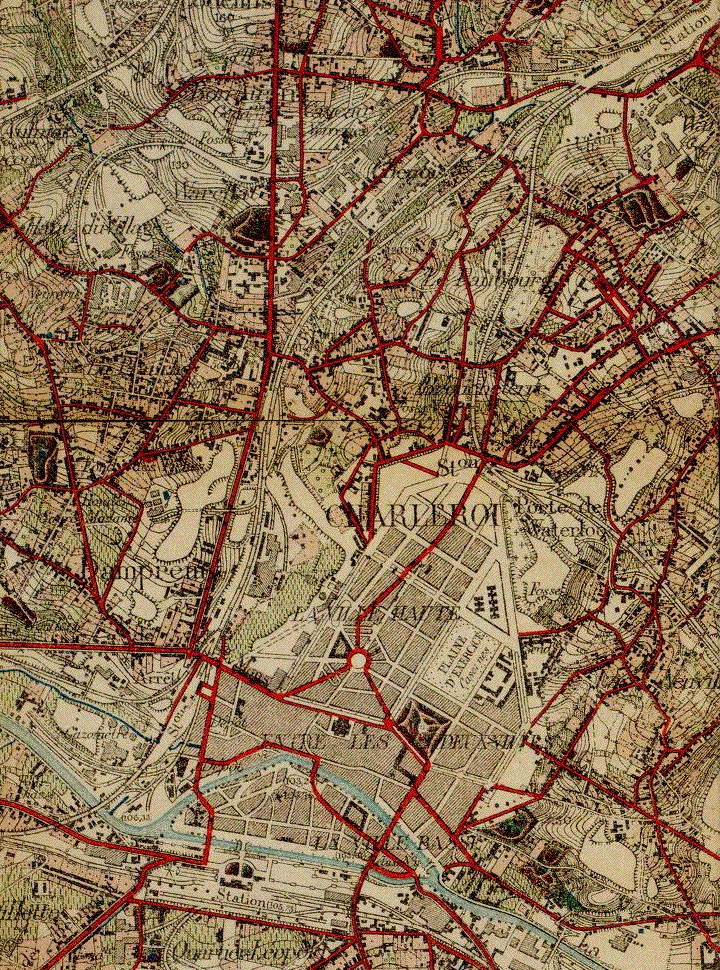
Carte topographique réalisée vers 1900.

Au début de la Première Guerre mondiale, dans le cadre de la bataille de Charleroi qui se déroule du 21 au 23 août 1914, la ville et les communes environnantes subissent des exactions de la part des soldats allemands. L'armée allemande exécute 32 civils et détruit 156 bâtiments. L'unité en cause est le 78e RIR - régiment d'infanterie de réserve- La ville échappe à la destruction complète moyennant le payement d'une lourde indemnité de guerre imposée par le général Max von Bahrfeldt. Après l'Armistice du 11 novembre 1918, l'armée allemande fait sauter plusieurs centaines de wagons remplis de munitions à Charleroi, Marchienne-au-Pont, Lodelinsart et Montignies-sur-Sambre provoquant pendant trois jours quelques incendies et bris de vitre. Le 18 novembre 1918, la ville de Charleroi est libérée par l'armée britannique.

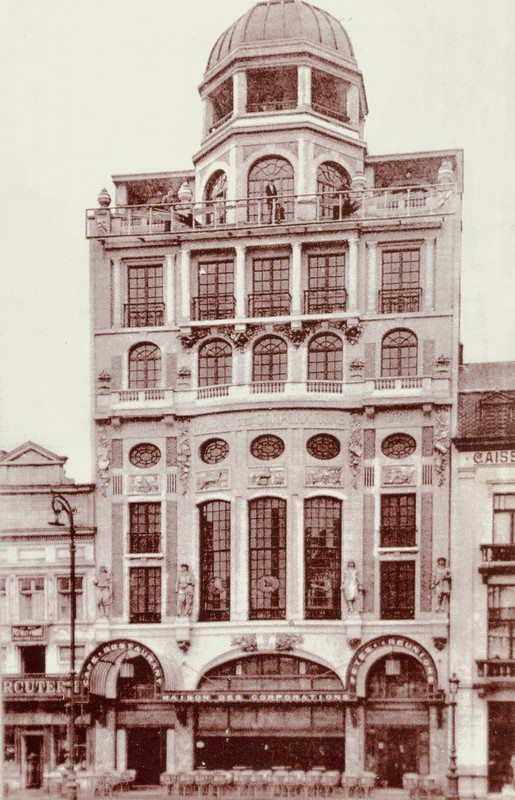
Maison des corporations Charleroi.

Dans l’entre-deux-guerres, Charleroi commence à gagner en verticalité. En 1925, la « Maison des Corporations » est érigée par Joseph André, place de la Charleroi Ville-Basse. Ce bâtiment se détache nettement de ses voisins directs qui sont deux fois moins hauts alors qu'ils comptent quand même trois étages plus les combles. De même, la Moderne Résidence est construite en 1938 par l'architecte Alfred Machelidon.
En mai 1940, au début de la Seconde Guerre mondiale, Charleroi est largement convoitée par les protagonistes des deux camps, Alliés et Allemands, pour la possession des ponts sur la Sambre. Au cours de ce conflit, Charleroi a été également le lieu de persécution et de déportation des Juifs par le régime hitlérien. En mémoire des Juifs carolorégiens assassinés, l'artiste allemand Gunter Demnig a placé onze pavés de mémoire dans différentes rues de Charleroi.
Peu avant la libération de Charleroi en septembre 1944, des combats sporadiques ont lieu dans le centre-ville de Charleroi et dans les localités avoisinantes entre la Résistance et les Allemands. L'après-midi du 4 septembre 1944, Charleroi est définitivement libérée par la 1re division d'infanterie (Big Red One) et la 3e division blindée américaine.

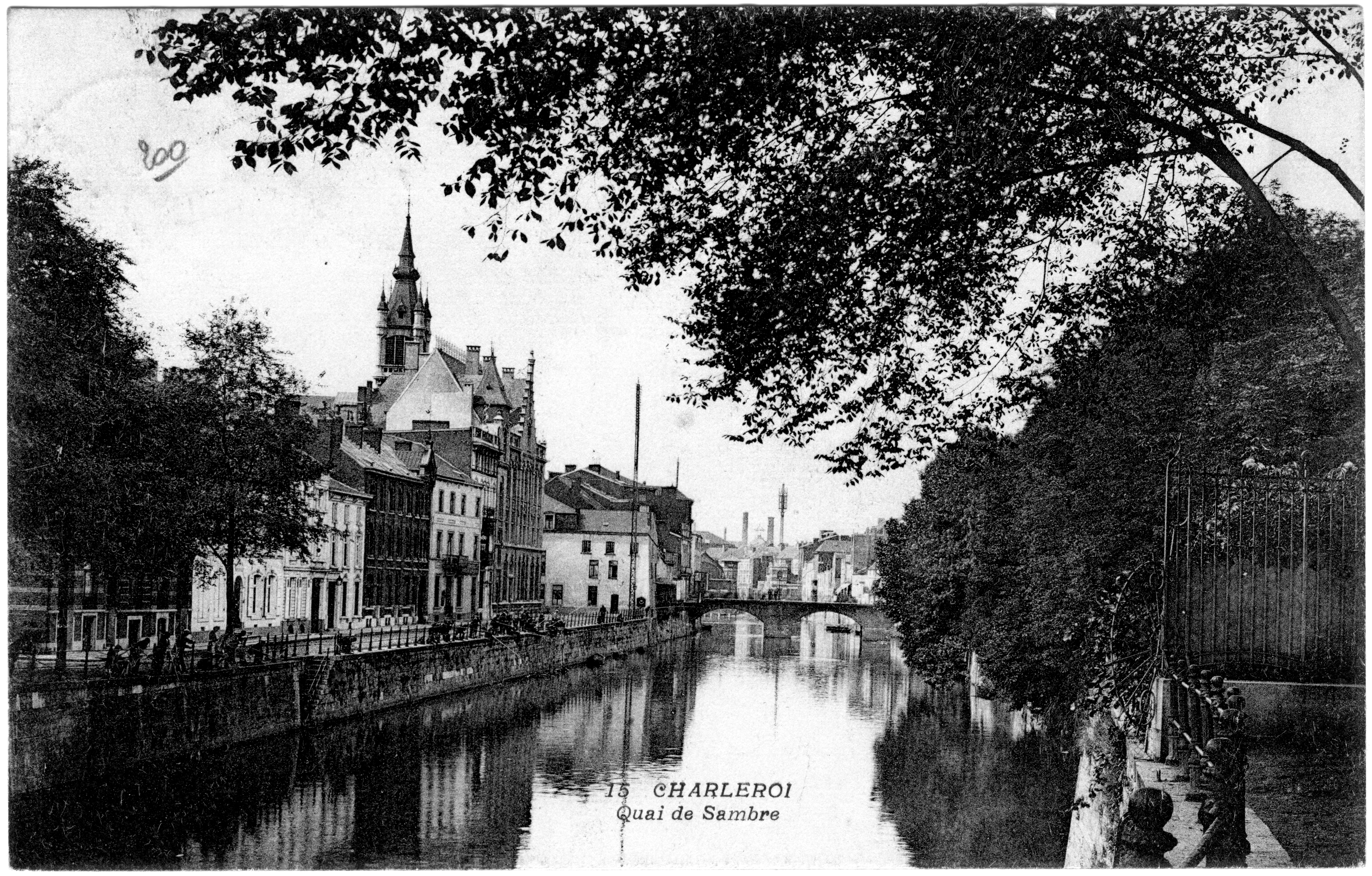
Charleroi, Quai de Sambre.

Durant la période 1930 - 1948, d'importants travaux de détournement et de canalisation de la Sambre ont été menés pour faciliter la navigation des péniches dans le centre de la ville, parallèlement à la modernisation du canal Charleroi-Bruxelles. Le boulevard Joseph Tirou, importante artère de Charleroi, occupe l'ancien lit (naturel) de la Sambre.
En 1975, le départ de la 62e édition du Tour de France, course cycliste qui s'est déroulée du 26 juin au 20 juillet 1975 sur 22 étapes pour 4 000 km, a eu lieu à Charleroi. Cette course marqua la fin du règne du quintuple vainqueur de l'épreuve, le Belge Eddy Merckx face à Bernard Thèvenet mais aussi de sa domination dans le cyclisme international qu'il domine outrageusement depuis la fin des années 1960.
En 1976, la ville se dote d'un petit ring (ou Ring belge R9) qui permet de réduire la circulation dans le centre-ville et qui permettra à terme le développement de piétonniers. Les transports publics sont également privilégiés avec la création d'un métro léger dont le premier tronçon est également inauguré en 1976. Ce métro connaîtra un développement très progressif. La boucle centrale du métro léger de Charleroi, sera ainsi terminée par le tronçon « gare de Charleroi-Centrale- station Parc » en 2012.

### Depuis 1977 et la fusion des communes
L'histoire du Grand Charleroi commence le 1er janvier 1977, date de l'entrée en vigueur de la loi sur la fusion des communes. Charleroi devient alors la ville wallonne la plus peuplée. Au 1er janvier 2024, elle compte 204 322 habitants.

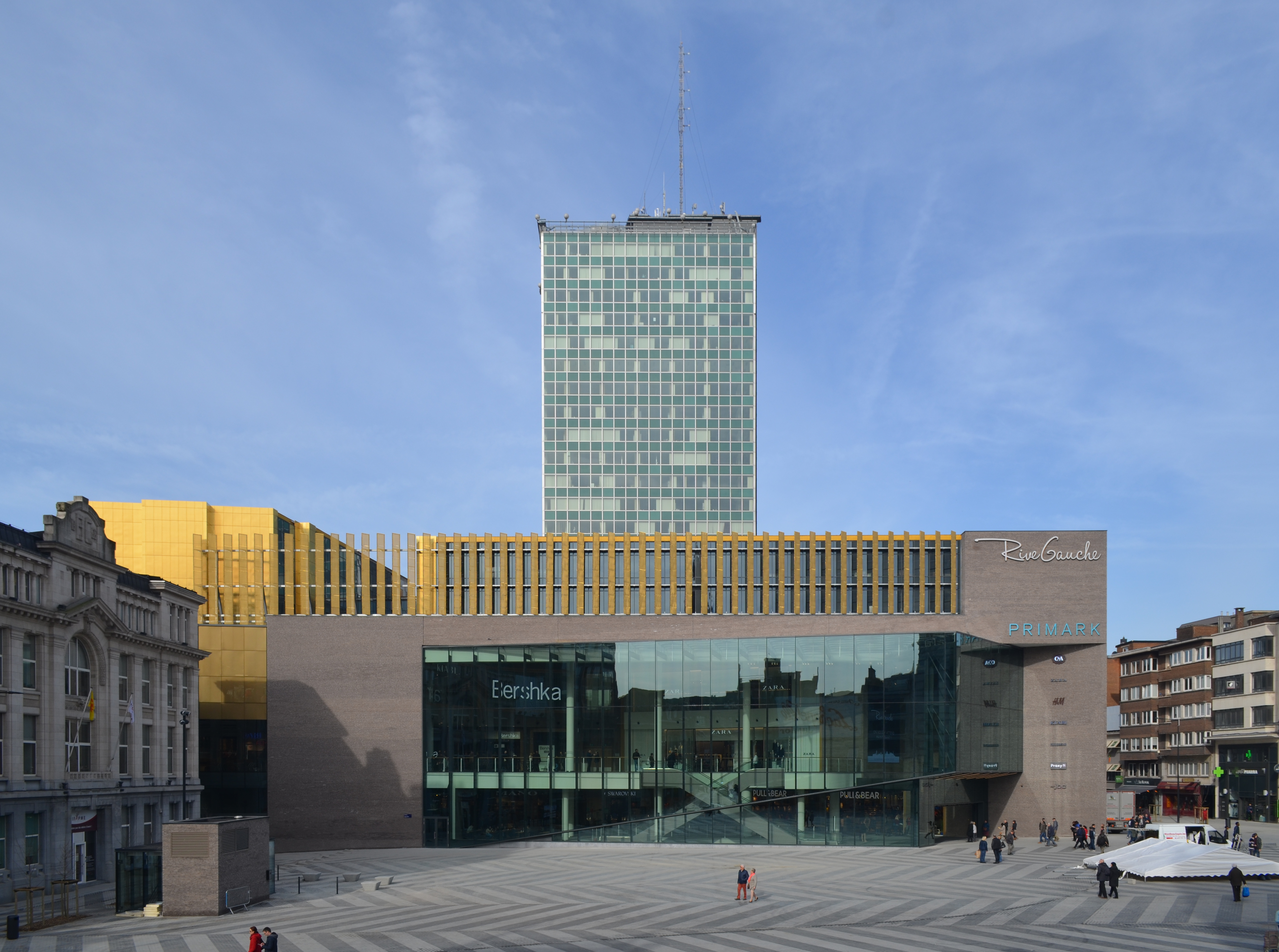
Rive Gauche.

Depuis la fin des années 1990, l'aéroport de Charleroi-Bruxelles-Sud (ou Brussels South Charleroi Airport), situé à dix kilomètres de la Ville-Haute, connaît un développement exponentiel en ce qui concerne le nombre de passagers. Il est ainsi devenu le deuxième aéroport de Belgique et constitue désormais un des pôles de développement pour une ville qui était jusque-là fortement marquée par son passé industriel.
Au niveau sportif, Charleroi accueille en juin 2000 au stade du Pays de Charleroi trois rencontres de niveau international avec le Championnat d'Europe de football 2000.
Depuis le début des années 2000, la ville de Charleroi entreprend de grands travaux d'aménagement urbain en vue de renforcer son attractivité.
De grands centres commerciaux sont créés à proximité ou dans le centre-ville. Au début des années 1990, le centre commercial Ville 2 et le cinéma Carollywood, vaste complexe cinématographique, ont vu le jour à Charleroi-nord. Une rénovation prévoyant une importante extension des surfaces commerciales ainsi qu'un parking souterrain a donné lieu à une nouvelle inauguration en mai 2012.
De même, des projets de rénovation de la Ville-Basse (Phénix et Rive Gauche) sont lancés en 2011, projets qui aboutissent notamment à la création d'une nouvelle place publique, la place Verte, à la construction d'un centre commercial, d'un hôtel et de logements. La Place Verte accueille désormais des événements publics tels que les quartiers d'été ou la patinoire en hiver, culturels (les Médiévales et Fantaisies consacrées aux arts de la rue) ou sportives (départ du Circuit de Wallonie cycliste et des Dix Miles de Charleroi).
Depuis 2014, la Tour Bleue s'affirme dans le paysage carolorégien à la Ville-Haute. Cette tour haute de 75 mètres due à l'architecte Jean Nouvel et couverte de briques bleues abrite l'Hôtel de police de la zone de police Charleroi et est un immeuble passif.
Depuis 2013, le centre-ville de Charleroi a fait l'objet d'une attention particulière pour ramener les grandes fonctions métropolitaines en son cœur. C'est ainsi que les plans directeurs ambitieux de Charleroi District Créatif, le Left Side Business Park (pôle mixte de bureaux) à l'emplacement de l'ancien immeuble des Finances) sont mis en œuvre pour renforcer l'attractivité dans toute la région et même en-dehors de la métropole de Charleroi. En mars 2017, le centre commercial Rive gauche ouvre officiellement ses portes à la Ville-Basse de Charleroi en face de la place Verte.
Pour compléter la mue du centre-ville de Charleroi, des chantiers importants sont en cours de réalisation pour la rénovation de la voirie à la Ville-Haute et des quais de la Sambre côté gare (et des abords de la gare de Charleroi-Central) qui devraient s'achever respectivement fin 2023 et fin 2024,. De même, l'ancien Palais des expositions de Charleroi est en complète rénovation et deviendra « Le Grand Palais » , espace multifonctionnel polyvalent destiné à abriter tout type d'activités d'ampleur (en particulier des salons, congrès, festivals). L'inauguration devrait avoir lieu début 2024.

## Armoiries

Blason de Balthazar-Philippe de Gand, dit Vilain, prince de Masmines, comte d'Isenghien et de Middelbourg (…) Seigneur des Villes de Lannoy, de Watten et de Charleroi (1617-1680)[55],[56].
Blason de Charleroi confirmé par l'Arrêté royal de 1847.
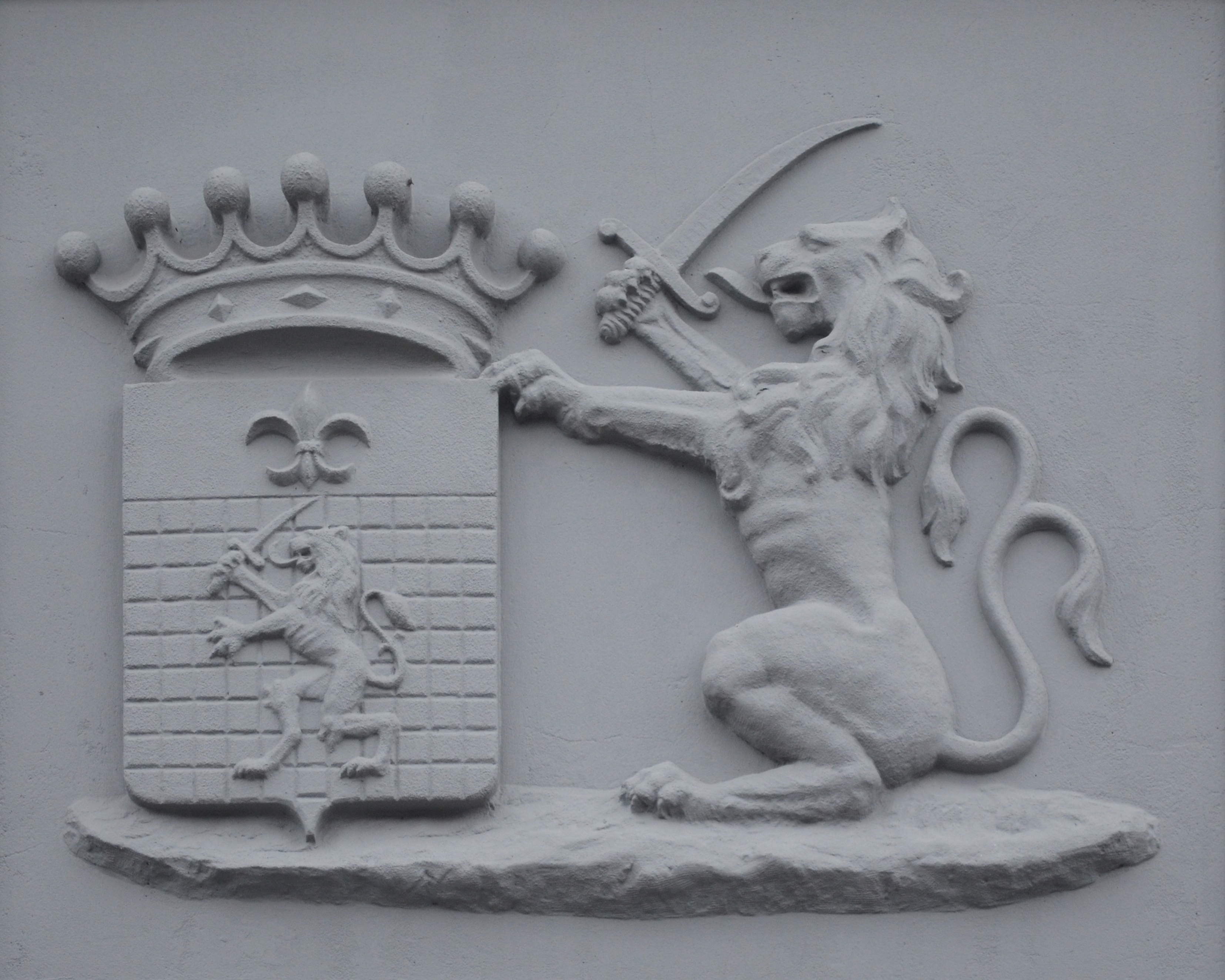
Bas-relief sur l'ancienne école communale de la digue.
Armoiries de Charleroi depuis la fusion des communes de 1977.

Charleroi a porté successivement les armes des Isenghien de Gand (de sable au chef d'argent), celles du comté de Namur en 1697 (d'or au lion de sable, armé et lampassé de gueules et à la bande de gueules), les mêmes aux émaux inversés et le lion tenant un sabre, puis augmentées d'un chef à la fleur de lis au XIXe siècle. C'est ce dernier type qui lui fut confirmé par Arrêté royal le 28 août 1847 : De sable au lion d'or rampant, armé et lampassé tenant à dextre un sabre de même, au chef d'argent portant une fleur de lys de gueules. L'écu est sommé d'une couronne de sept perles. Pour support à senestre de l'écu un lion assis au naturel, armé à dextre d'un sabre d'argent garni d'or. Le tout reposant sur un tertre de synople.
Depuis les fusions de 1977, la ville a abandonné ses anciennes armoiries et en a adopté de nouvelles mais qui n'ont pas été reconnues par une autorité supérieure : « De sable à la silhouette d'une forteresse hexagonale d'argent, entourée de douze étoiles à cinq rais d'or rangées en cercle, le tout surmonté de quinze points d'échiquier alternativement de gueules et d'argent rangés en fasce huit et sept ; au chef diminué d'argent à une fleur de lys de gueules »,. « Elles symbolisent à la fois l'ancienne forteresse de Vauban, berceau de la ville, l'Europe (les étoiles), les quinze communes fusionnées dans l'entité actuelle (les carrés) et l'essor donné par la France à la forteresse initiale (la fleur de lys). »
Les armoiries sont rarement présentées seules. Elles le sont habituellement avec le support : « Blanc chargé d'un coq rouge, la patte droite posée sur le bord supérieur de l'écu de la ville ».
Le 3 mai 1995, le conseil communal a adopté un sceau communal, décision approuvée par la Communauté française le 28 mars 1996, mais ce sceau n'a jamais été utilisé : De sable au coq hardi d'or, au chef d'argent chargé d'une fleur de lys de gueules.

Drapeau.
Sceau.

Depuis l'adoption du nouveau logotype en 2015, le blason n'est plus utilisé dans la communication de la commune.

## Logotype
Dans le prolongement de l'effort de redresser son image, la ville s'est dotée début 2015 d'un nouveau logo et d'une nouvelle charte graphique réalisés par le studio bruxellois Pam et Jenny.
La couronne de trois triangles au-dessus du C a plusieurs significations :
- La forme triangulaire évoque les terrils, hier noirs et aujourd'hui verts, qui symbolisent le passé industriel de la ville et ses usines.
- Elle rappelle également la crête du coq hardi dessiné par Pierre Paulus et symbole de la Wallonie.
- La couronne fait référence au roi Charles II qui donna son nom à la ville lors de sa fondation[62].
- La typographie utilisée est aussi très proche de celle présente dans le logo des ACEC : Ateliers de Construction Électrique de Charleroi, entreprise historique fondée, développée et finalement éteinte à Charleroi en 1989[63] après plus d'un siècle d'existence.

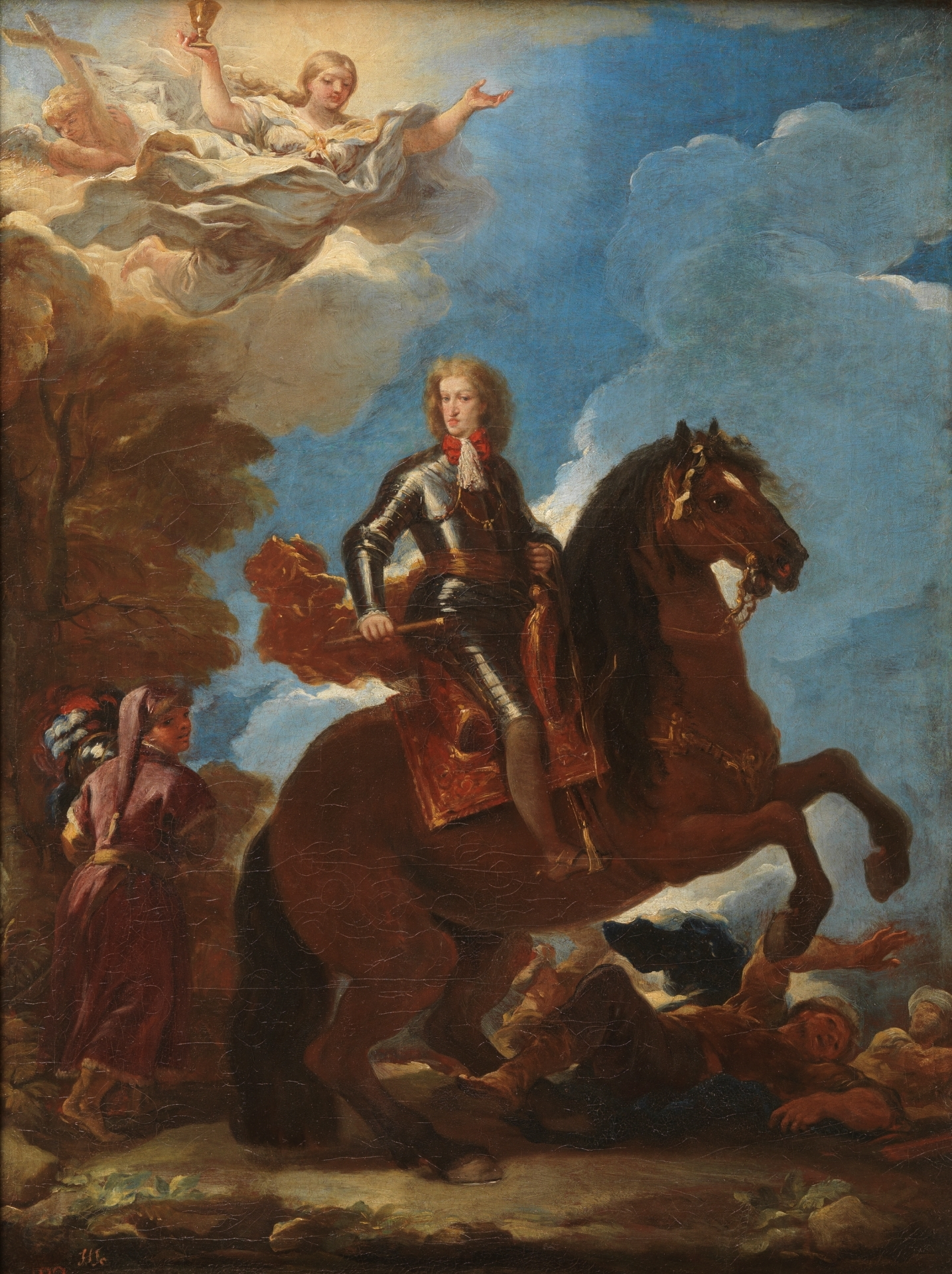
Charles II
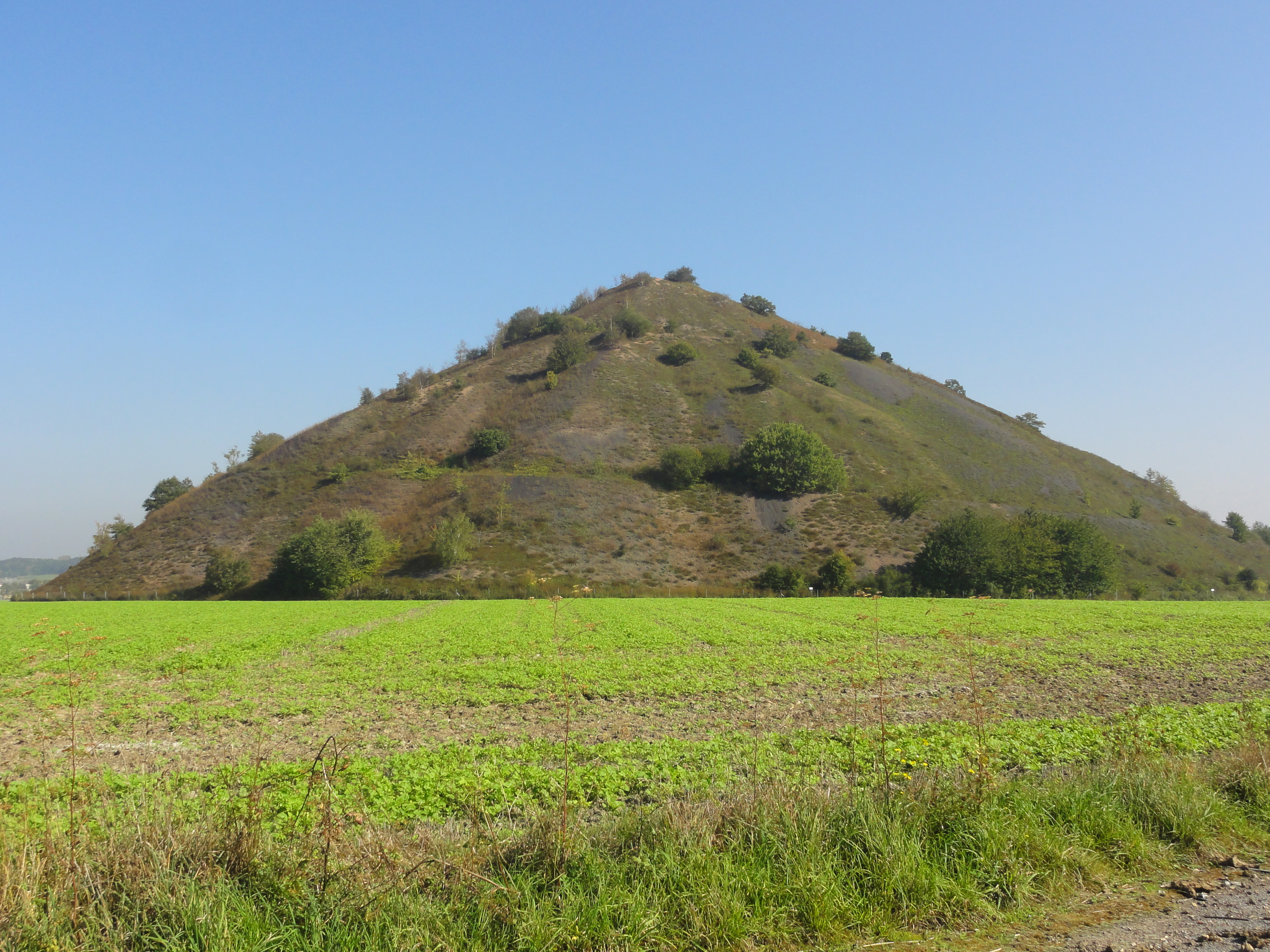
Terril
Logo de la Wallonie
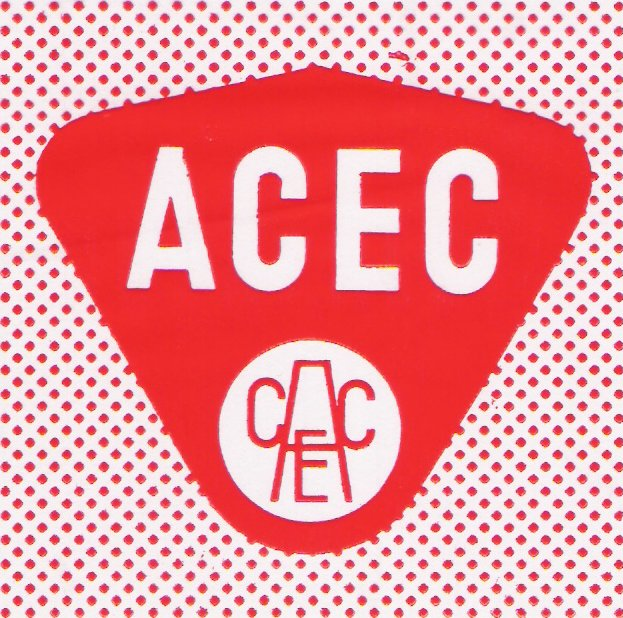
Typographie

Le magazine Infopresse le présente dans sa liste des huit meilleurs logos qui ont fait l'actualité en 2015. Lors de la remise des premiers awards de la communication publique, le 23 février 2016, la ville remporte le Grand prix 2016 ainsi que prix de la promotion identitaire pour le lancement de la nouvelle identité graphique. Prix organisé à l'initiative de l'ASBL « WBCOM » (Wallonie-Bruxelles Communication publique), en collaboration avec le groupe Rossel et RTL-TVI.

## Démographie

### Évolution démographique avant la fusion de 1977
- Source : DGS - recensements de la population

### Évolution démographique de la commune fusionnée
Charleroi compte 205 763 habitantsau 1er janvier 2025, soit une densité de 1 999 habitants par km2 pour une superficie de 102,95 km2²
Parmi les 262 communes de la Région wallonne, elle se situe à la 51e place par rapport à sa superficie, à la 1re place par rapport à son nombre d'habitants et à la 3e place par rapport à sa densité. Parmi les 581 communes belges, elle se situe à la 64e place par rapport à sa superficie, à la 3e place par rapport à son nombre d'habitants et à la 28e place par rapport à sa densité.[réf. nécessaire]
La population étrangère est très importante à Charleroi qui, avec pas moins de 128 nationalités recensées en 2010, est plus cosmopolite que Bruxelles.
Selon les statistiques officielles de l'année 2016, sur les 202 182 habitants, 171 677 sont Belges. Parmi les quelque 15 % d'étrangers, il y a, par ordre décroissant, 12 041 Italiens, 2 893 Marocains, 2 306 Français, 2 239 Turcs, 1 643 Roumains, 1 533 Algériens et 1 090 Espagnols, pour les nationalités dont le nombre de représentants dépasse les 1 000.
Le graphique suivant reprend sa population résidente au 1er janvier de l'année
Les chiffres de 1831 à 1970 tiennent compte des chiffres des anciennes communes fusionnées.
- Source : DGS - Remarque: 1831 jusqu'à 1981=recensement; depuis 1990=nombre d'habitants chaque 1er janvier

### Immigration flamande

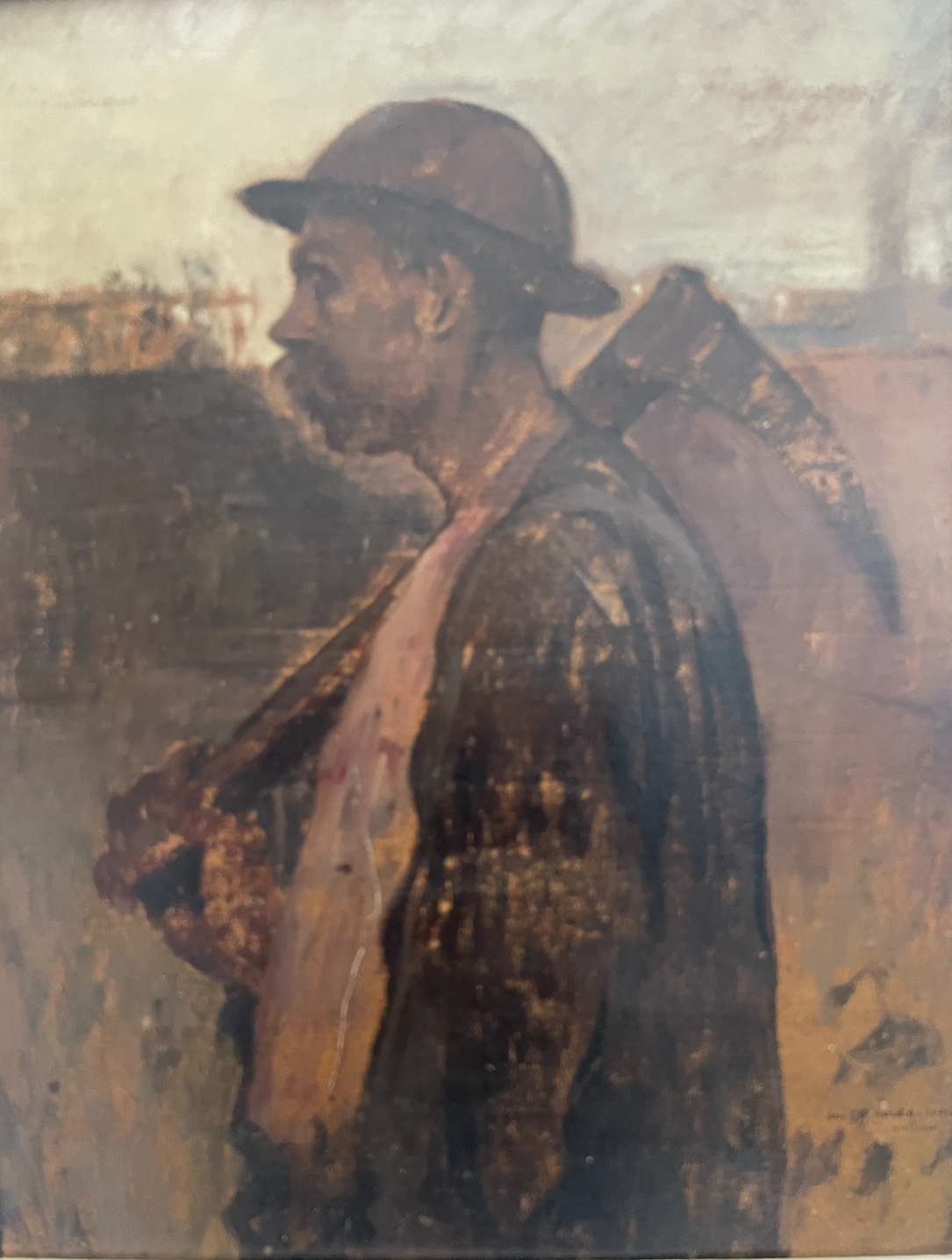
Jules Adler, Le Mineur, Charleroi, 1901, musée Baron-Martin, Gray.

La présence actuelle de nombreuses personnes d'ascendance flamande à Charleroi s'explique en grande partie par la venue de travailleurs flamands aux XIXe et XXe siècles. En effet, la révolution industrielle permet fortement à Charleroi de se développer et de prospérer à partir du  XIXe siècle et provoque un exode rural en Belgique, notamment des agriculteurs flamands qui veulent quitter la Flandre et sa grande précarité. Cette main-d'œuvre profite à Charleroi qui en a besoin pour ses mines, verreries et sidérurgies. Selon les recensements linguistiques organisés au XIXe par l’État belge, 9 044 flamands vivent à Charleroi en 1866 et 26 986 en 1910. Ce grand nombre de flamands en Wallonie entraîne la construction de quartiers flamands et la création d’associations comme « Werk Der Vlamingen » (association catholique qui soutenait les flamands installés en Wallonie). On comptait également à l'époque, de nombreux navetteurs qui effectuaient chaque jour le trajet entre leur domicile en Flandre et leur lieu de travail en Wallonie. Cette migration flamande explique donc pourquoi on retrouve des patronymes flamands à Charleroi.

### Immigration italienne
L'immigration italienne à Charleroi est relativement ancienne. Dès la période de l'Entre-deux-guerres, de nombreux Italiens viennent déjà travailler dans les mines à Charleroi. Ce flux provient d'une désaffection des Belges pour le travail de mineur mais également de la natalité importante en Italie. Ce phénomène est également présent dans toute la Province de Hainaut. Dès 1923, on comptait 1682 travailleurs italiens répartis principalement à Marchienne-au-Pont, Couillet, Marcinelle, Châtelineau, Lodelinsart, Couillet et autres communes de la métropole carolorégienne. Il s'agit en général de main d'œuvre non qualifiée. Ces travailleurs s'intègrent rapidement notamment via des fiançailles et des mariages avec des Belges. Ils ouvrent également pas mal de restaurants italiens.
Après la Deuxième Guerre mondiale, face à la pénurie de main-d'œuvre dans les mines, le gouvernement belge fait appel à des travailleurs étrangers. Les Italiens vont être sollicités en priorité pour travailler dans les mines. Le 23 juin 1946, un protocole d'accord (l'« accord charbon ») est signé entre la Belgique et l'Italie qui est dans une situation sociale délicate. L'accord prévoit l'arrivée de 50 000 Italiens avec en contrepartie l'exportation vers l’Italie de « 200 kg de charbon par mineur et par jour ». Les besoins continuent toutefois à augmenter et des contingents sont formés. Au fil des années, sont conclus différents accords bilatéraux entre l'Italie et la Belgique. Tels que les protocoles du 23 juin 1946 et du 11 décembre 1957 en vertu desquels les immigrés italiens se dirigent vers les mines de charbon belges. Dans un premier temps, ils vivent dans des conditions déplorables. Au Bois du Cazier, ils logent dans les anciens baraquements qui avaient hébergé les prisonniers allemands travaillant à la mine au sortir de la guerre. La catastrophe de Marcinelle sera à l'origine d'un blocage des relations diplomatiques entre les deux pays. Elle met un terme définitif à l'« accord charbon » et à l'immigration italienne à Charleroi.
Des structures se créent pour encadrer cette immigration. Un Consulat général d'Italie est installé à Charleroi au début du XXe siècle et une école consulaire se crée à Charleroi se consacrant à l'enseignement de la langue italienne avec des institutions telles que la Société Dante Alighieri. Des médias italiens spécifiquement locaux se créent également tel le bimestriel Nuovi Orizzonti Europa - Belgio, éditeur de la Congrégation Scalabrinienne à Marchienne-au-Pont.

## Économie

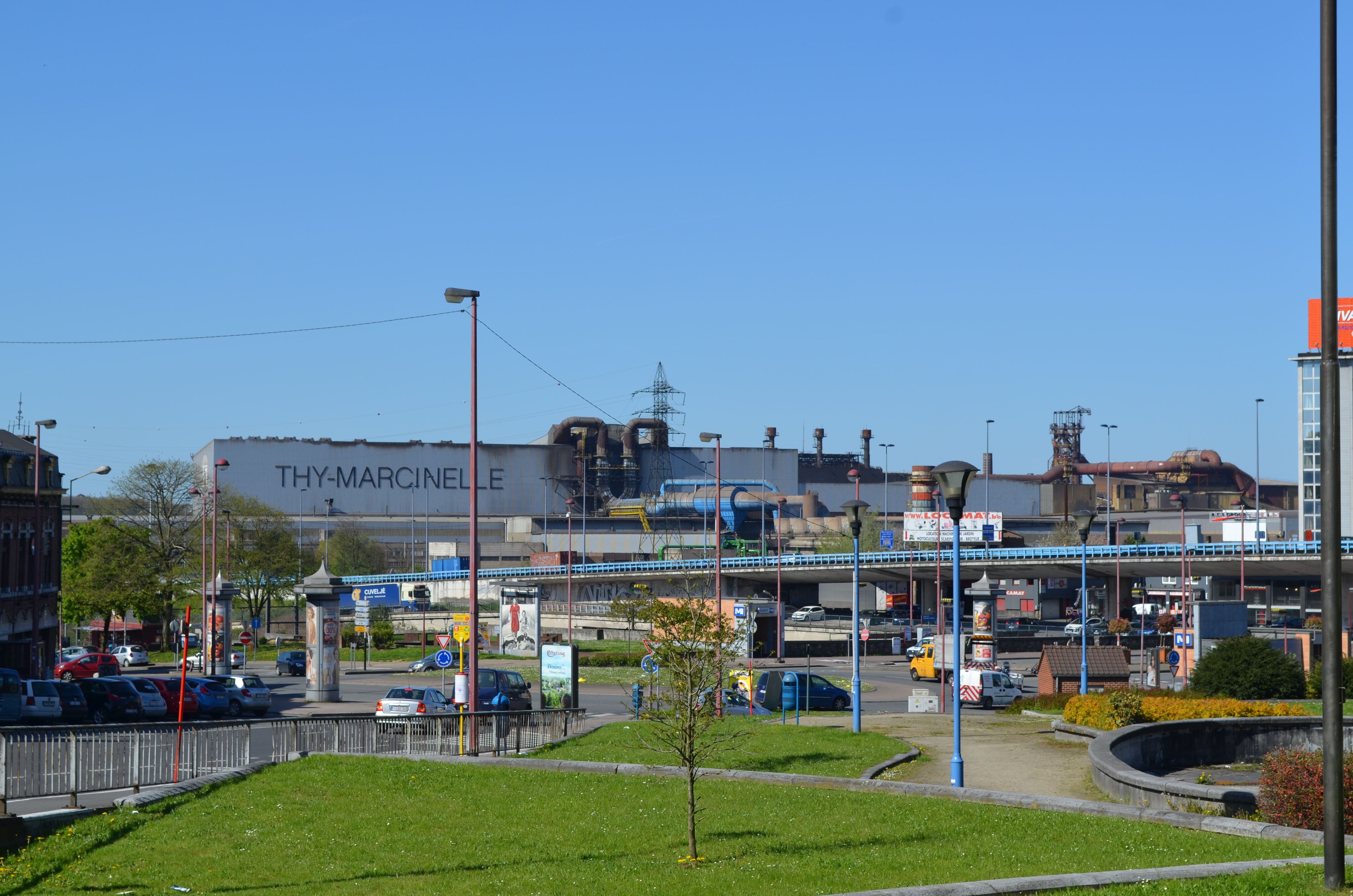
Aciérie de Thy-Marcinelle.

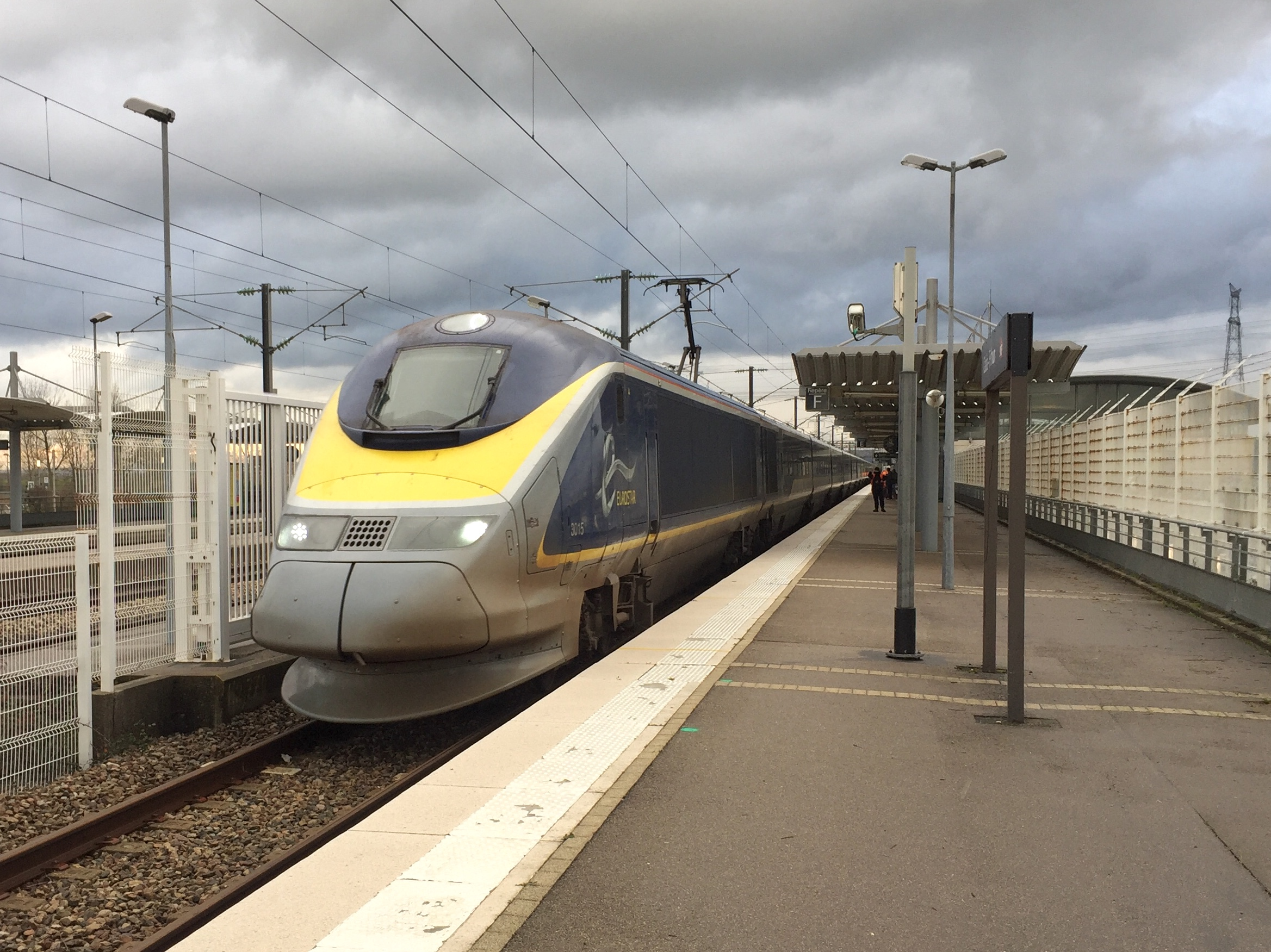
Train Eurostar TMST fabriqué par Alstom à Charleroi.

Deuxième agglomération wallonne et première commune, Charleroi est un pôle économique important. Traditionnellement, trois secteurs constituaient l'essentiel de l'activité économique : le charbon, la sidérurgie et le verre. Si le charbon a définitivement disparu, les industries sidérurgiques se sont restructurées et modernisées et occupent toujours une place importante. Ainsi, Industeel, filiale d'Arcelor est un leader mondial dans les aciers spéciaux et inoxydables et l'aciérie électrique de Thy-Marcinelle (groupe Riva) produit du fil d'acier.
À Marcinelle, les activités des ACEC (Ateliers de Construction électrique de Charleroi), un des plus puissants groupes industriels européens actif dans les domaines des constructions électriques lourdes et de l'électronique industrielle et spatiale avant 1970, ont été absorbées et poursuivies avec de grands groupes étrangers comme Suez, Alcatel (secteur de l'énergie), Alstom (secteur ferroviaire), ABB (secteur robotique). Le nom ACEC existe toujours au travers la division chauffage d'ACIT, aujourd’hui implantée au Roeulx et spécialisée dans le marché des énergies renouvelables.
En 2013, est construit à Couillet un grand centre de tri automatisé des déchets PMC dénommé Valtris qui dépend de l'intercommunale Tibi de collecte et de gestion des déchets de la région de Charleroi. En juin 2021, le centre Valtris de tri de déchets est modernisé, permettant grâce à sa technologie de pointe, de séparer en 14 fractions distinctes le contenu du sac bleu de près de 1,7 million d’habitants des zones intercommunales de la province de Namur, de la province du Brabant wallon, de la province de Luxembourg et de la région de Charleroi.
Plus récemment, d'autres secteurs se sont développés, principalement l'aéronautique civile et militaire (SABCA, SONACA), la logistique, l'imprimerie et les biotechnologies. L'industrie aéronautique et spatiale se développe rapidement autour de l'aéroport de Charleroi-Bruxelles-Sud avec la fondation de deux centres de recherche universitaires : le Centre d'Excellence en Technologies de l'Information (CETIC) servant comme centre d'expertise pour l'élaboration d'entreprises wallonnes et fondé par l'UCLouvain avec les universités de Namur et de Mons, ainsi que le Cenaero (Centre de recherche en aéronautique) de l'ULiège, l'UCLouvain et l'ULB. En mai 2024, l'entreprise spécialisée dans le domaine de la construction de satellites artificiels Aerospacelab lance également la construction à Marcinelle (sur l'ancien site des ACEC à La Vilette) de la plus grande usine de fabrication de satellites en Europe (et la troisième au niveau mondial). Il est prévu que le site emploie environ 500 personnes avec une capacité de production allant jusqu'à 500 satellites par an.

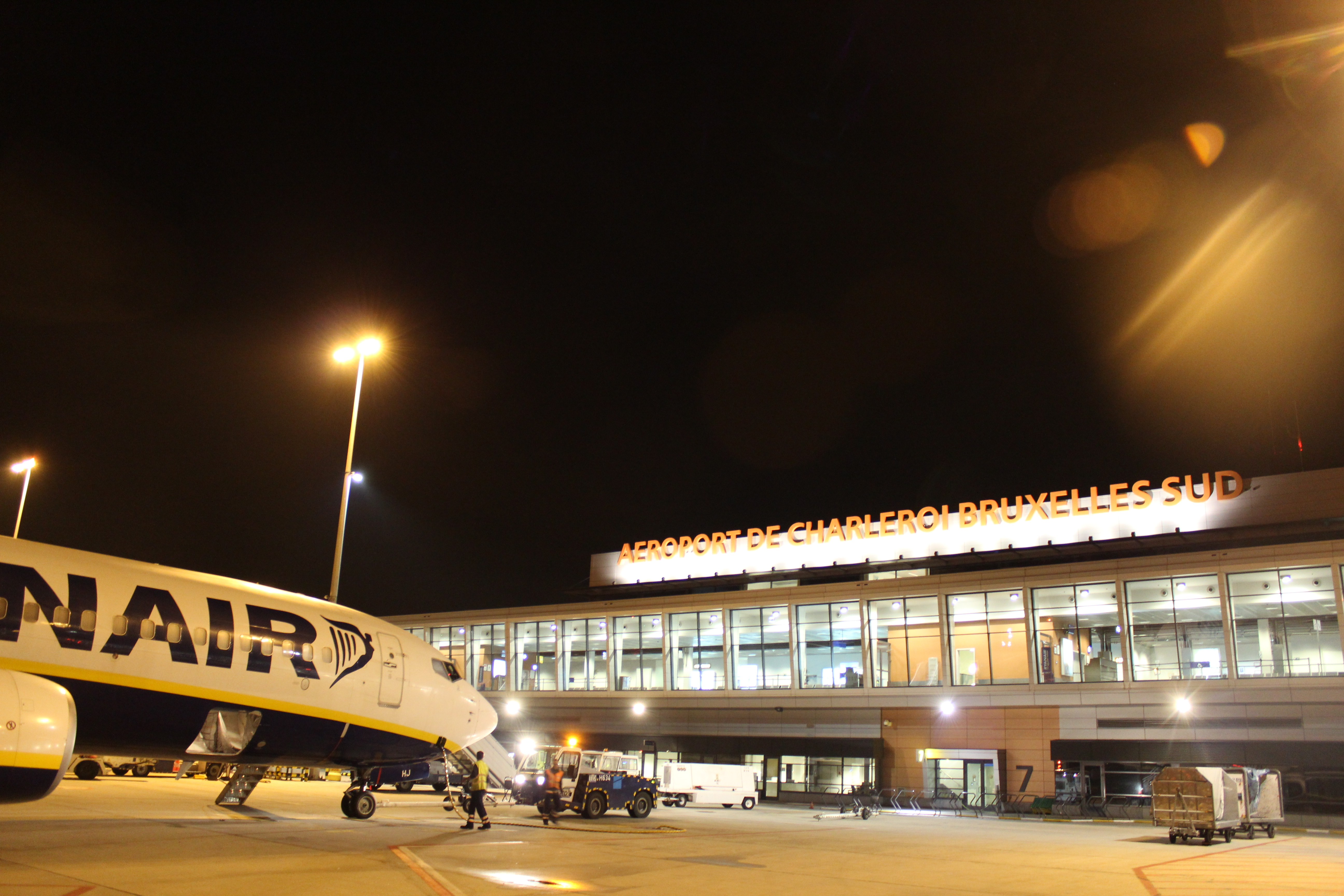
Boeing 737 de la compagnie Ryanair sur le tarmac de l'aéroport en 2011.

L'Aéropole accueille de surcroît plusieurs spin-off de l'ULB et de l'UCLouvain. À cela s'ajoute la nouvelle attractivité du secteur des techniques de pointe soutenu par l'Intercommunale Igretec. Cette intercommunale est la structure publique spécialisée dans la promotion économique de la métropole et dans l'accueil des investisseurs. Elle joue aussi un rôle de soutien pour l'activité des PME, notamment en matière d'implantation et d'aides à l'investissement.
Depuis la fin des années 1990, l'aéroport de Charleroi-Bruxelles-Sud (ou Brussels South Charleroi Airport) constitue une réussite commerciale avec une croissance du nombre de passagers de 210.000 en 1998 à 8.3 millions de passagers en 2023. Il est ainsi devenu le deuxième aéroport de Belgique pour le transport passager et constitue désormais un atout substantiel pour le développement économique, commercial de la ville de Charleroi. L'activité de l'aéroport génère ainsi de nombreux emplois directs et indirects.
Comme dans d'autres villes wallonnes, de nombreux navetteurs quittent chaque matin Charleroi en train ou en empruntant les axes autoroutiers pour travailler à Bruxelles. Les prix relativement abordables de l'immobilier dans la région de Charleroi par rapport à ceux pratiqués dans la région bruxelloise ou dans le Brabant Wallon constituent en effet un incitant croissant à s'installer dans la métropole carolorégienne.
Le commerce de centre-ville souffrait depuis les années 1970, comme dans beaucoup de grandes villes, d'une désaffection au profit de centres commerciaux en périphérie, plus faciles d'accès et offrant de nombreuses places de parking. Cette tendance s'est toutefois inversée à partir des années 1990 avec la création de grands centres commerciaux à proximité ou dans le centre-ville de Charleroi tels le centre commercial Ville 2 à Charleroi-nord et surtout le centre commercial Rive gauche à la Ville-Basse de Charleroi tous les deux dotés de vastes parkings.
De même, depuis 2017, ont été créés, au quai Arthur Rimbaud en bord de Sambre, Quai 10, lieu culturel qui rassemble cinémas et jeux vidéo au sein d'une même structure, et une brasserie artisanale « la Manufacture urbaine » (Brasserie du Pays de Charleroi). Le site du charbonnage du Martinet à la limite des communes de Marchienne-au-Pont et de Monceau-sur-Sambre, a également trouvé une nouvelle affectation avec la mise en place d'une chaîne d'embouteillage de la Brasserie du Pays de Charleroi.
| Revenu                         | Charleroi | Belgique |
| ------------------------------ | --------- | -------- |
| <10 000 euros                  | 26,3 %    | 18,2 %   |
| >10 000 euros et <20 000 euros | 43,3 %    | 35,7 %   |
| >20 000 euros et <30 000 euros | 16,7 %    | 20,9 %   |
| >30 000 euros et <40 000 euros | 6,8 %     | 10,2 %   |
| >40 000 euros et <50 000 euros | 3,3 %     | 6,1 %    |
| >50 000 euros                  | 3,6 %     | 8,9 %    |

| Secteur                                          | % du total |
| ------------------------------------------------ | ---------- |
| Industrie manufacturière                         | 38,9 %     |
| Commerce de gros et de détail, réparations…      | 37,4 %     |
| Production d'électricité, de gaz et d'eau        | 6,8 %      |
| Construction                                     | 5,9 %      |
| Immobilier, location et services aux entreprises | 5,1 %      |
| Transports, entreposage et communications        | 2,2 %      |
| Hôtels et restaurants                            | 1,2 %      |
| Autres                                           | 2,3 %      |

## Transport et mobilité
Charleroi est bien desservi au niveau des transports car situé au centre de nœuds autoroutiers et ferroviaires très denses. De même, la métropole carolorégienne dispose du Port Autonome de Charleroi et d'un réseau fluvial donnant accès à trois grands ports (Dunkerque, Anvers et Rotterdam) et de l'Aéroport de Charleroi-Bruxelles-Sud qui assure de nombreuses liaisons aériennes internationales.

## Politique et administration communale

### Vie politique avant et après la fusion des communes
Avant la fusion des communes, depuis l'Indépendance de la Belgique en 1830 au 1er janvier 1977 (à l'exception pour la période liée à la Seconde Guerre mondiale), Charleroi n'a connu que des bourgmestres libéraux et des majorités où les libéraux étaient chaque fois présents, en majorité abolue ou en coalition.
Les élections communales d'octobre 1976 à la veille de la fusion des communes ont pour effet de mettre en place en 1977 une majorité absolue du Parti socialiste et Lucien Harmegnies, ancien ministre et jusqu'alors bourgmestre de Marcinelle devient le premier bourgmestre socialiste de la nouvelle entité. À partir de 1977, le parti socialiste fait constamment partie de la majorité politique au sein du conseil communal disposant soit de majorités absolues soit en étant en coalition avec d'autres partis.
En 2005, de nombreuses affaires judiciaires mettent en cause des élus communaux socialistes de Charleroi. Le retentissement et l'impact sont importants aux niveaux local, régional et même national. Au niveau local, le PS perd ainsi la majorité absolue lors des élections communales du 8 octobre 2006.
Lors des élections d'octobre 2012, le PS, sous la conduite de Paul Magnette, retrouve la majorité absolue au conseil communal. Paul Magnette, élu bourgmestre, choisit cependant d'ouvrir la majorité socialiste et de reconduire la coalition PS, MR et cdH. Aux élections communales de 2018, Paul Magnette, réélu bourgmestre, ouvre la majorité socialiste communale à Ecolo et à C+ (tendance cdH).

### Élections 2024

#### Conseil et collège communal 2024-2030
Ci-dessous, le tableau des résultats des élections communales de 2024.
| Parti | Parti          | Voix (2024) | Voix (2018) | % (2024) | % (2018) | +/-    | Sièges  | +/- | Collège |
| ----- | -------------- | ----------- | ----------- | -------- | -------- | ------ | ------- | --- | ------- |
|       | ECOLO          | 2.957       | 7.317       | 3,16%    | 7,39%    | 4.23 % | 0 / 51  | 3.0 | Non     |
|       | LES ENGAGÉS    | 11.997      | -           | 12,81%   | -        | 0.0 %  | 6 / 51  | 6.0 | Oui     |
|       | PS             | 40.920      | 40.884      | 43,69%   | 41,29%   | 2.4 %  | 26 / 51 | 0.0 | Oui     |
|       | PTB            | 16.444      | 15.572      | 17,56%   | 15,73%   | 1.83 % | 9 / 51  | 0.0 | Non     |
|       | MR-IC          | 17.753      | 11.092      | 18,95%   | 11,20%   | 7.75 % | 10 / 51 | 4.0 | Non     |
|       | Le Bien Commun | 1.319       | -           | 1,41%    | -        | 0.0 %  | 0 / 51  | 0.0 | Non     |
|       | CC             | 702         | -           | 0,75%    | -        | 0.0 %  | 0 / 51  | 0.0 | Non     |
|       | MCW            | 1.575       | -           | 1,68%    | -        | 0.0 %  | 0 / 51  | 0.0 | Non     |
|       | LA DROITE      | -           | 2.584       | -        | 2,61%    | 0.0 %  | - / 51  | 0.0 | Non     |
|       | DéFI           | -           | 5.120       | -        | 5,17%    | 0.0 %  | - / 51  | 2.0 | Non     |
|       | PP             | -           | 4.494       | -        | 4,54%    | 0.0 %  | - / 51  | 1.0 | Non     |
|       | AGIR           | -           | 1.328       | -        | 1,34%    | 0.0 %  | - / 51  | 0.0 | Non     |
|       | CA             | -           | 334         | -        | 0,34%    | 0.0 %  | - / 51  | 0.0 | Non     |
|       | NWA-NATION     | -           | 1.267       | -        | 1,28%    | 0.0 %  | - / 51  | 0.0 | Non     |
|       | OXYGENE        | -           | 1.494       | -        | 1,51%    | 0.0 %  | - / 51  | 0.0 | Non     |
|       | C+             | -           | 7.539       | -        | 7,61%    | 0.0 %  | - / 51  | 4.0 | Non     |
| Total | Total          | 93 667      | 99 025      | 100 %    | 100 %    |        | 51      |     |         |

#### Collège communal 2024-2030

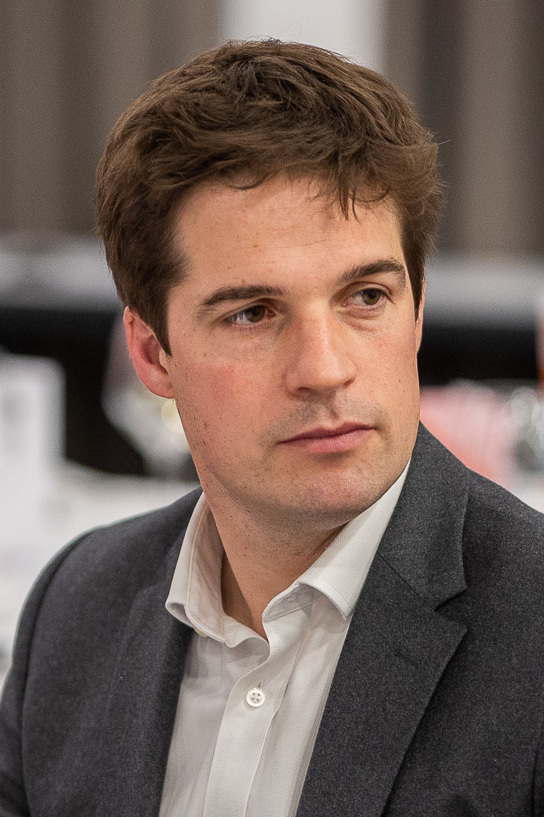
Thomas Dermine, bourgmestre de Charleroi.

| Collège           | Collège                        |
| ----------------- | ------------------------------ |
| Bourgmestre       | Thomas Dermine (PS)            |
| Échevins          | Julie Patte (PS)               |
| Échevins          | Éric Goffart (Les Engagés)     |
| Échevins          | Karim Chaïbaï (PS)             |
| Échevins          | Babette Jandrain (PS)          |
| Échevins          | Mahmut Dogru (PS)              |
| Échevins          | Alicia Monard (PS)             |
| Échevins          | Maxime Felon (PS)              |
| Échevins          | Ayse Aktas (PS)                |
| Échevins          | Tanguy Luambua (Les Engagés)   |
| Président du CPAS | Philippe Van Cauwenberghe (PS) |

### Résultats des élections communales depuis 1976
| Parti                  | 1976   | 1976   | 1982   | 1982   | 1988   | 1988   | 1994   | 1994   | 2000   | 2000   | 2006   | 2006   | 2012   | 2012   | 2018   | 2018   | 2024   | 2024   |
| Voix / Sièges          | %      | 51     | %      | 51     | %      | 51     | %      | 51     | %      | 51     | %      | 51     | %      | 51     | %      | 51     | %      | 51     |
| ---------------------- | ------ | ------ | ------ | ------ | ------ | ------ | ------ | ------ | ------ | ------ | ------ | ------ | ------ | ------ | ------ | ------ | ------ | ------ |
| PS                     | 49,11  | 27     | 53,34  | 32     | 63,78  | 37     | 53,97  | 32     | 51,37  | 30     | 38,43  | 23     | 47,69  | 30     | 41,29  | 26     | 43,69  | 26     |
| PRL1/MR2/MR-IC3        | 10,851 | 5      | 15,991 | 9      | 11,711 | 5      | 11,391 | 6      | -      |        | 24,642 | 14     | 16,282 | 9      | 11,202 | 6      | 18,953 | 10     |
| PRL-MCC                | -      |        | -      |        | -      |        | -      |        | 16,15  | 8      | -      |        | -      |        | -      |        | -      |        |
| PSC1/CDH2/Les Engagés3 | 15,351 | 8      | 11,231 | 6      | 12,381 | 6      | 11,591 | 6      | 9,611  | 4      | 11,42  | 6      | 10,592 | 6      | -      |        | 12,813 | 6      |
| ECOLO                  | -      |        | 6,03   | 2      | 7,6    | 3      | 6,27   | 2      | 11,38  | 6      | 8,12   | 4      | 7,37   | 3      | 7,39   | 3      | 3,16   | 0      |
| PTB1/PTB+2             | 0,321  | 0      | 0,291  | 0      | 0,431  | 0      | 1,271  | 0      | 1,331  | 0      | 2,12   | 0      | 3,422  | 1      | 15,731 | 9      | 17,561 | 9      |
| FDF1/DéFI2             | -      |        | -      |        | -      |        | -      |        | -      |        | -      |        | 1,811  | 0      | 5,172  | 2      | -      |        |
| C+                     | -      |        | -      |        | -      |        | -      |        | -      |        | -      |        | -      |        | 7,61   | 4      | -      |        |
| PP                     | -      |        | -      |        | -      |        | -      |        | -      |        | -      |        | -      |        | 4,54   | 1      | -      |        |
| RW                     | 19,17  | 10     | -      |        | 0,83   | 0      | -      |        | -      |        | -      |        | 0,92   | 0      | -      | -      | -      |        |
| RWF                    | -      |        | -      |        | -      |        | -      |        | 1,09   | 0      | -      |        | -      |        | -      | -      | -      |        |
| PCB1/PC2               | 4,411  | 1      | 3,821  | 1      | 2,442  | 0      | -      |        | -      |        | -      |        | -      |        | -      | -      | -      |        |
| UDRT                   | -      |        | 1,69   | 0      | -      |        | -      |        | -      |        | -      |        | -      |        | -      | -      | -      |        |
| FN                     | -      |        | 0,74   | 0      | 0,4    | 0      | 10,5   | 5      | 6,9    | 3      | -      |        | -      |        | -      | -      | -      |        |
| VIVANT                 | -      |        | -      |        | -      |        | -      |        | 2,17   | 0      | 0,82   | 0      | -      |        | -      | -      | -      |        |
| WALLON                 | -      |        | 4,48   | 1      | -      |        | -      |        | -      |        | 1,14   | 0      | -      |        | -      | -      | -      |        |
| RPW                    | -      |        | 1,65   | 0      | -      |        | -      |        | -      |        | -      |        | -      |        | -      | -      | -      |        |
| GU                     | -      |        | -      |        | -      |        | 1,2    | 0      | -      |        | -      |        | -      |        | -      | -      | -      |        |
| SAMUEL                 | -      |        | -      |        | -      |        | 1,64   | 0      | -      |        | -      |        | -      |        | -      | -      | -      |        |
| VIE                    | -      |        | -      |        | -      |        | 1,64   | 0      | -      |        | -      |        | -      |        | -      | -      | -      |        |
| Front-Nat.             | -      |        | -      |        | -      |        | -      |        | -      |        | 9,51   | 4      | -      |        | -      | -      | -      |        |
| FNationale             | -      |        | -      |        | -      |        | -      |        | -      |        | 2,7    | 0      | -      |        | -      | -      | -      |        |
| FN-Belge               | -      |        | -      |        | -      |        | -      |        | -      |        | -      |        | 5,78   | 2      | -      | -      | -      |        |
| FNW                    | -      |        | -      |        | -      |        | -      |        | -      |        | -      |        | 1,98   | 0      | -      | -      | -      |        |
| NATION                 | -      |        | -      |        | -      |        | -      |        | -      |        | -      |        | 1,16   | 0      | -      | -      | -      |        |
| Wall.d'Abord!          | -      |        | -      |        | -      |        | -      |        | -      |        | -      |        | 1,09   | 0      | -      | -      | -      |        |
| La Droite              | -      |        | -      |        | -      |        | -      |        | -      |        | -      |        | -      |        | 2,61   | 0      | -      |        |
| OXYGENE                | -      |        | -      |        | -      |        | -      |        | -      |        | -      |        | -      |        | 1,51   | 0      | -      |        |
| AGIR                   | -      |        | -      |        | -      |        | -      |        | -      |        | -      |        | -      |        | 1,34   | 0      | -      |        |
| NWA-NATION             | -      |        | -      |        | -      |        | -      |        | -      |        | -      |        | -      |        | 1,28   | 0      | -      |        |
| CA                     | -      |        | -      |        | -      |        | -      |        | -      |        | -      |        | -      |        | 0,34   | 0      | -      |        |
| Le Bien Commun         | -      |        | -      |        | -      |        | -      |        | -      |        | -      |        | -      |        | -      | -      | 1,41   | 0      |
| CC                     | -      |        | -      |        | -      |        | -      |        | -      |        | -      |        | -      |        | -      | -      | 0,75   | 0      |
| MCW                    | -      |        | -      |        | -      |        | -      |        | -      |        | -      |        | -      |        | -      | -      | 1,68   | 0      |
| Autres(*)              | 0,78   |        | 0,74   |        | 0,43   |        | 0,54   |        | -      |        | 1,13   |        | 1,91   |        | -      |        | -      |        |
| Bulletins déposés      | 135525 | 135525 | 124898 | 124898 | 119471 | 119471 | 116777 | 116777 | 116018 | 116018 | 121275 | 121275 | 112289 | 112289 | 112512 | 112512 | 105388 | 105388 |
| Participation %        |        |        |        |        | 88,74  | 88,74  | 87,65  | 87,65  | 86,4   | 86,4   | 88,65  | 88,65  | 82,58  | 82,58  | 84,64  | 84,64  | 77,99  | 77,99  |
| Blancs et nuls %       | 5,46   | 5,46   | 6,42   | 6,42   | 6,42   | 6,42   | 6,62   | 6,62   | 9,24   | 9,24   | 8,08   | 8,08   | 10,34  | 10,34  | 11,99  | 11,99  | 11,12  | 11,12  |

 (*)1976: Divers 76 1982: FRNAT, MRW 1988: PCN, POS 1994: LCBCV, PCN, PSN 2006: FNB, Unie 2012: DN, Front-Gauche, NWA 

## Enseignement

### Maternel et primaire
Charleroi est dotée de 51 écoles maternelles et primaires, réparties dans l'ensemble des sections de l'entité.

### Secondaire

#### Les écoles
Le réseau libre (catholique) :
- Institut Saint-Joseph (ISJ) ;
- Institut Saint-André (ISA) ;
- Institut Notre-Dame (IND) ;
- Institut d'enseignement technique Notre-Dame (IETND) ;
- Collège du Sacré-Cœur ;
- Collège Technique Aumôniers du Travail de Charleroi (ATC) ;
- Institut de la Providence - Humanités (GPH) ;
- Collège Saint-Michel du Chapois ;
- Institut Sainte-Anne de Gosselies.

Le réseau officiel :
- Athénée royal Vauban (anciennement « Lycée royal de Charleroi », alors réservé aux jeunes filles) ;
- Athénée royal Ernest Solvay (anciennement « Athénée royal de Charleroi », alors réservé aux garçons ; c'est la première école secondaire fondée à Charleroi) ;
- Athénée royal Jules Destrée (Marcinelle) ;
- Athénée Royal Yvonne Vieslet (Marchienne-au-Pont) ;
- Institut Jean Jaurès. L’Université du Travail Paul Pastur, enseignements technique et professionnel (UTPP) ;
- Institut communal d'Enseignement technique (ICET, Garenne).

Le réseau privé :
- École Tagnon (Esthétique).

Académies :
- Conservatoire Arthur Grumiaux (académie et secondaire artistique) ;
- Académie des Beaux-Arts Alphonse Darville de Charleroi (arts plastiques visuels et de l’espace).

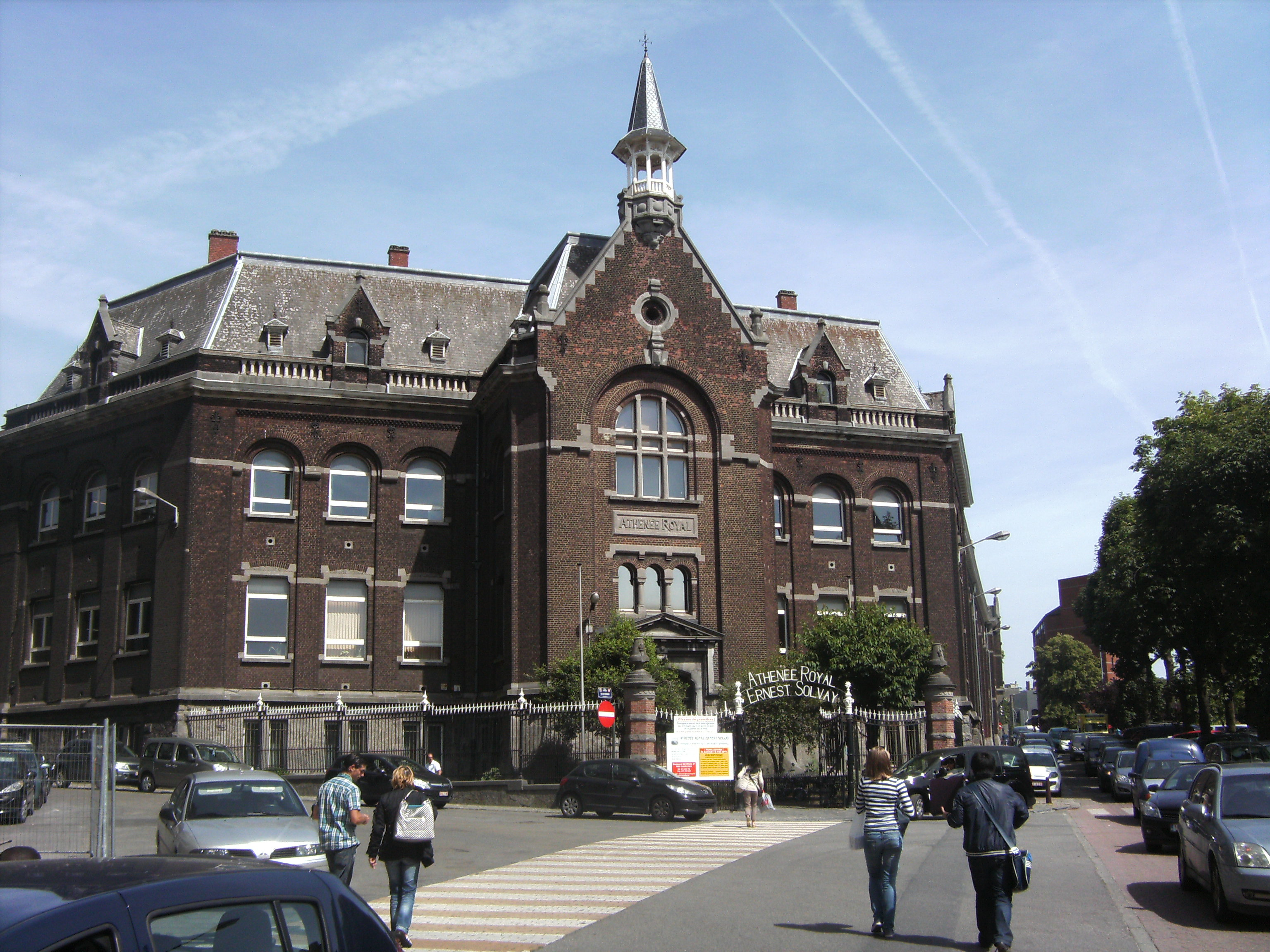
Athénée royal Solvay.
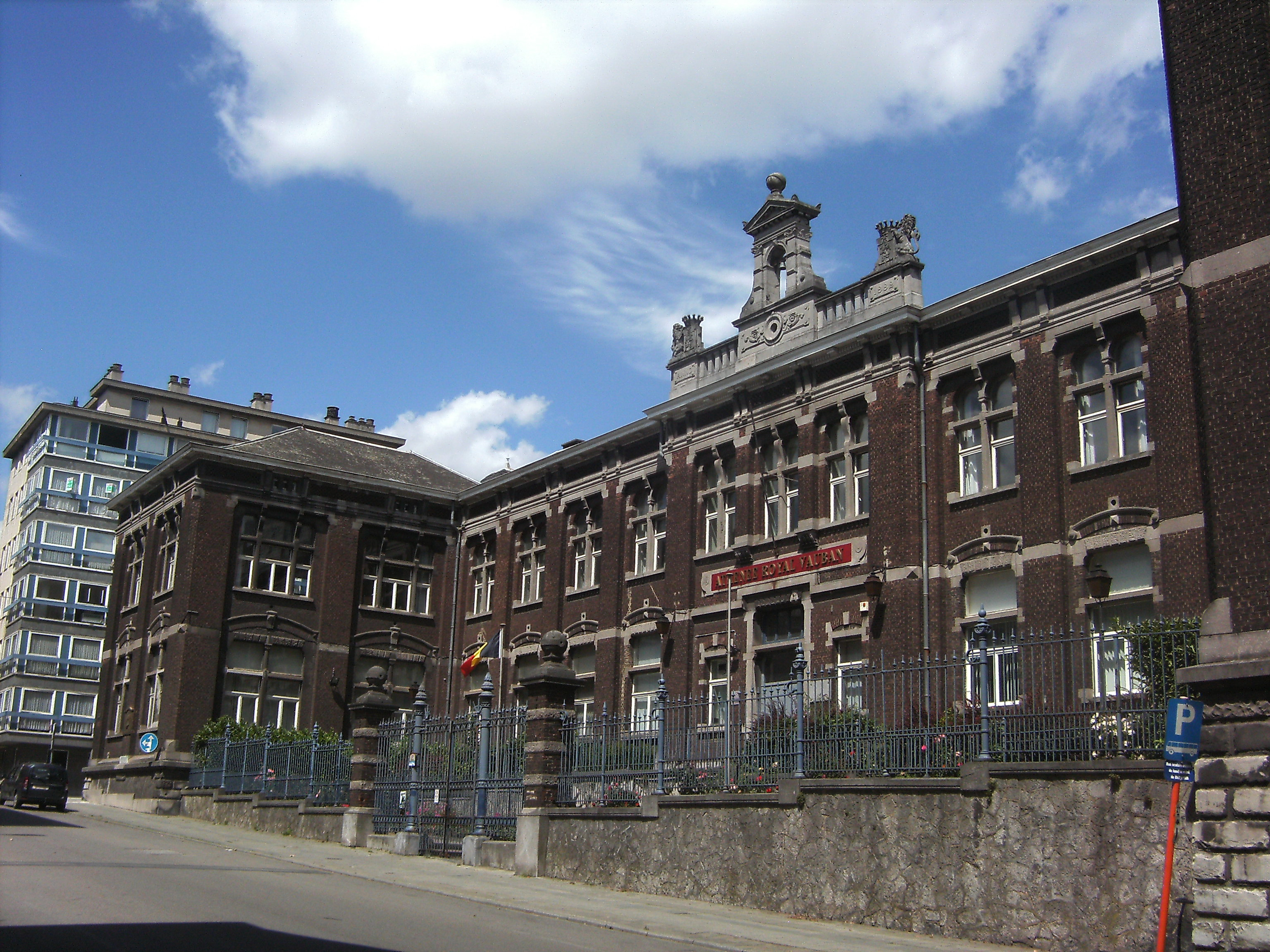
Athénée royal Vauban.
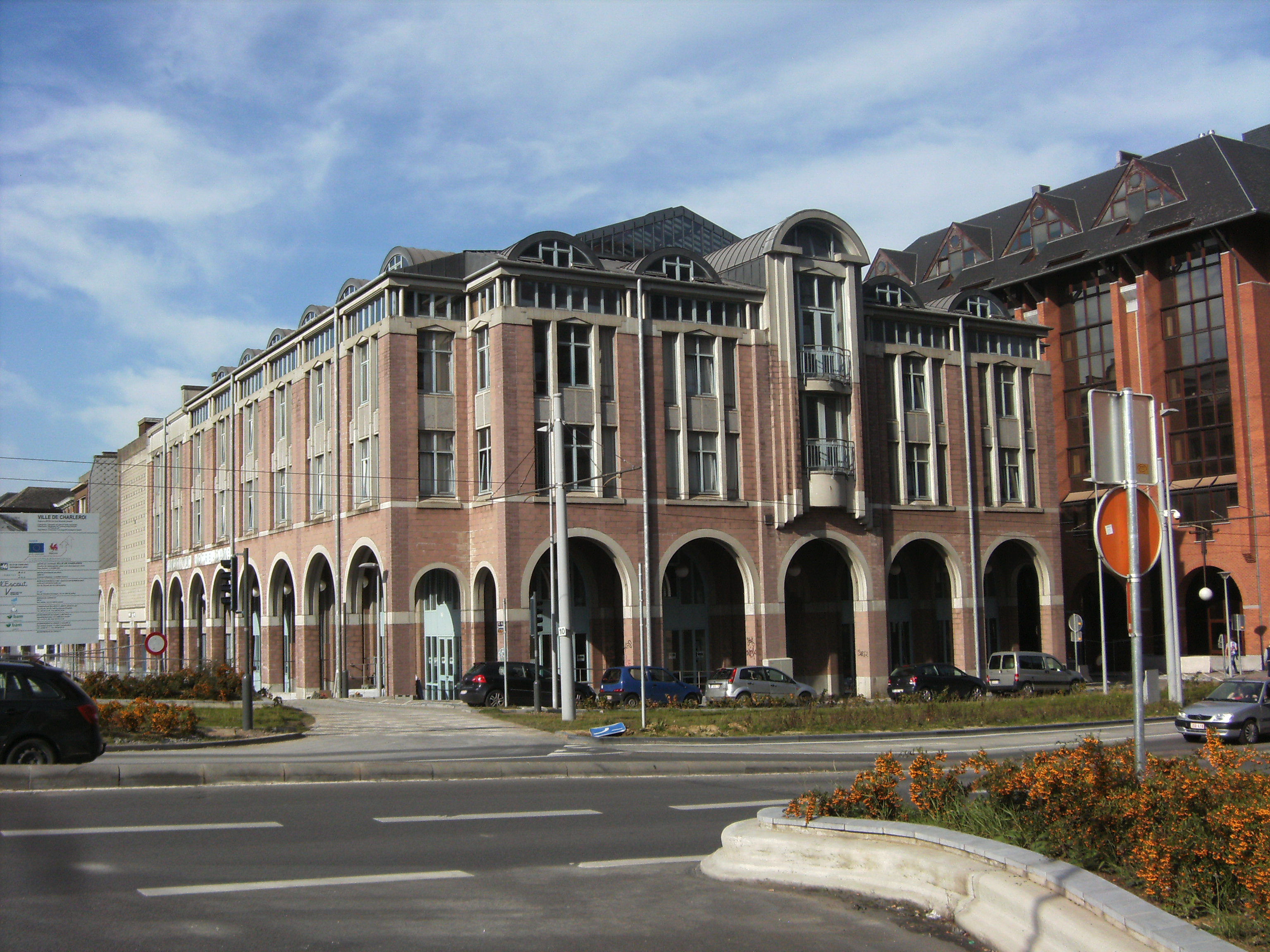
Institut Notre-Dame.
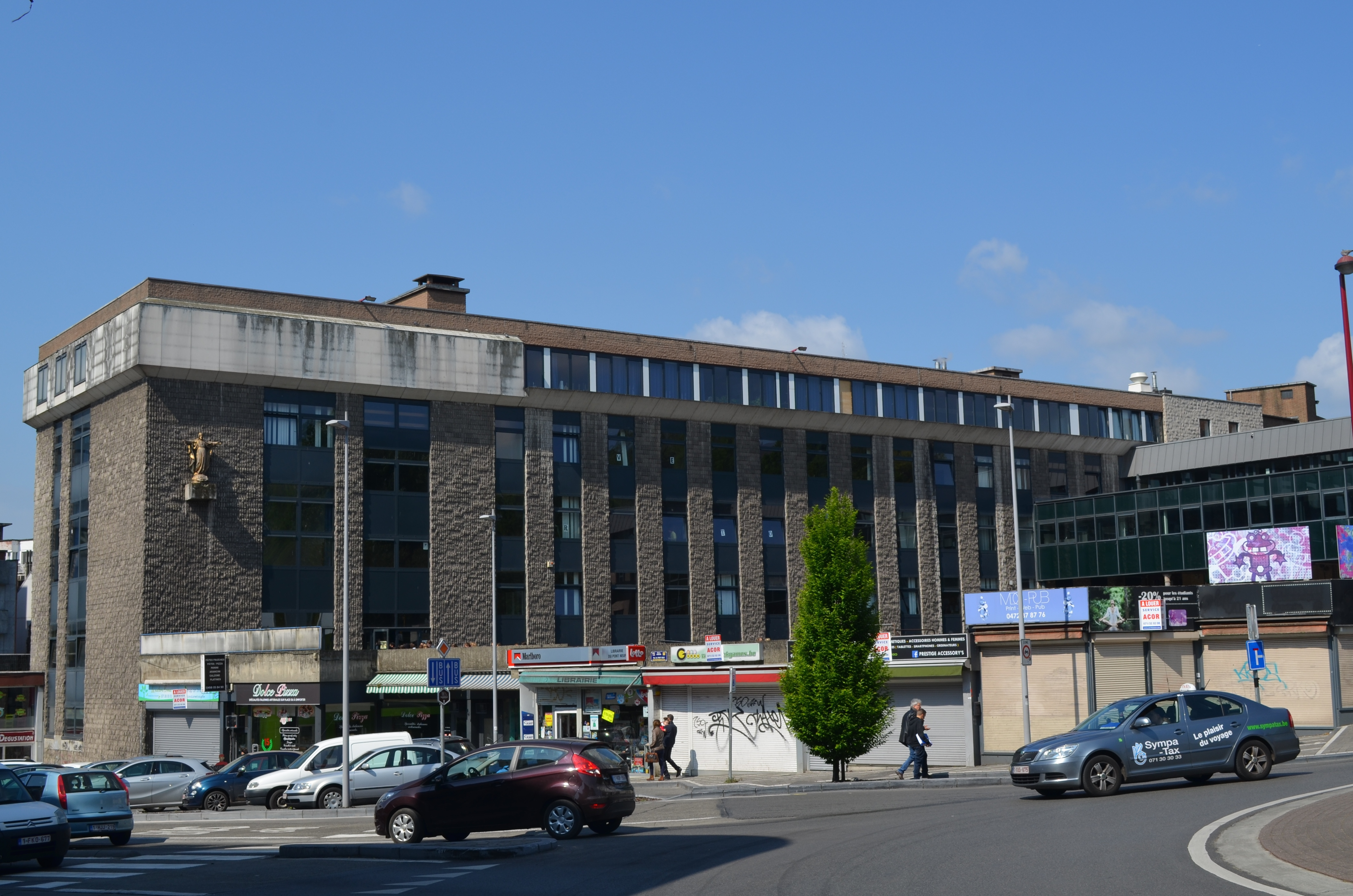
Collège jésuite du Sacré-Cœur.
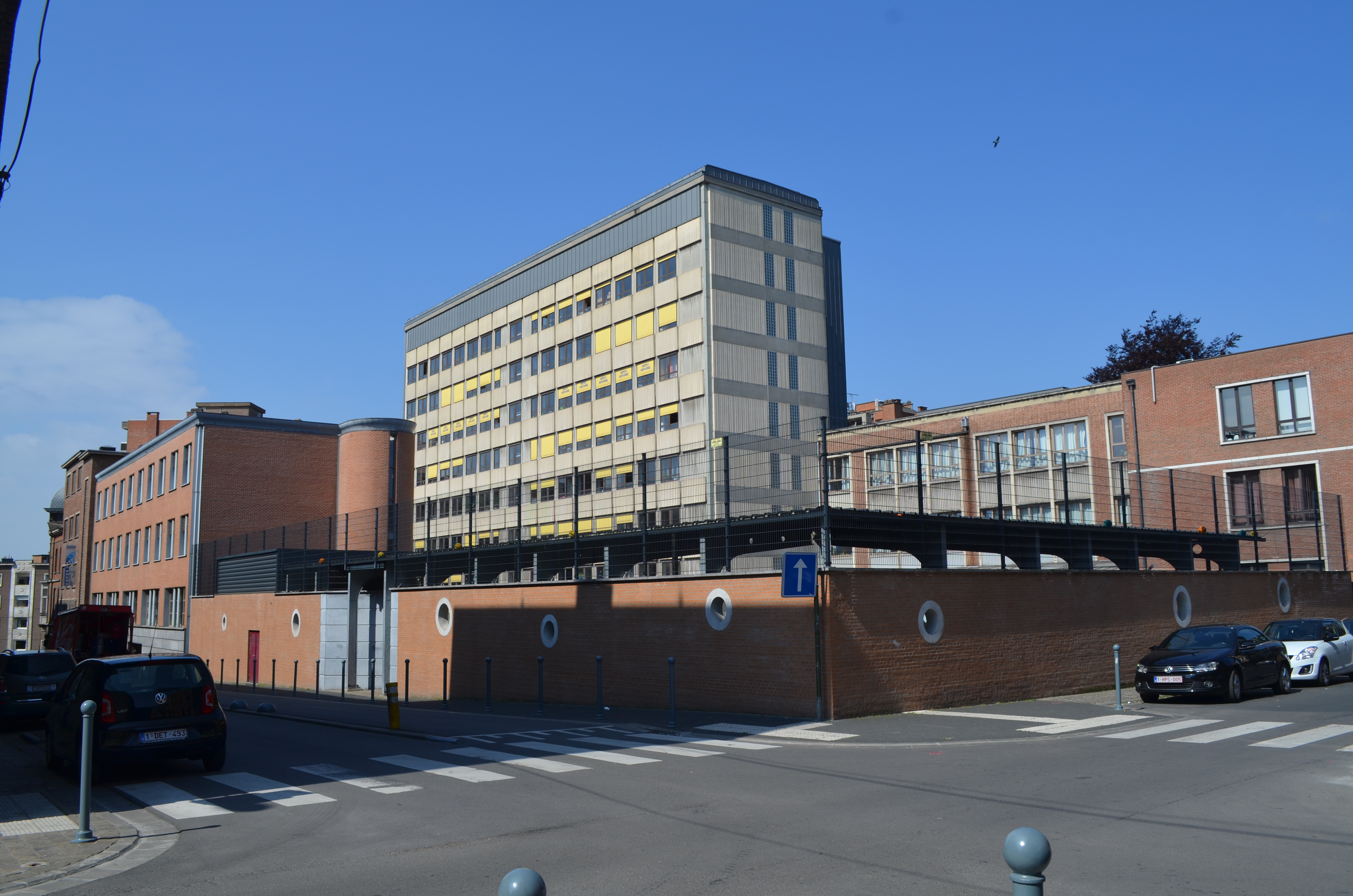
Institut Saint-André.
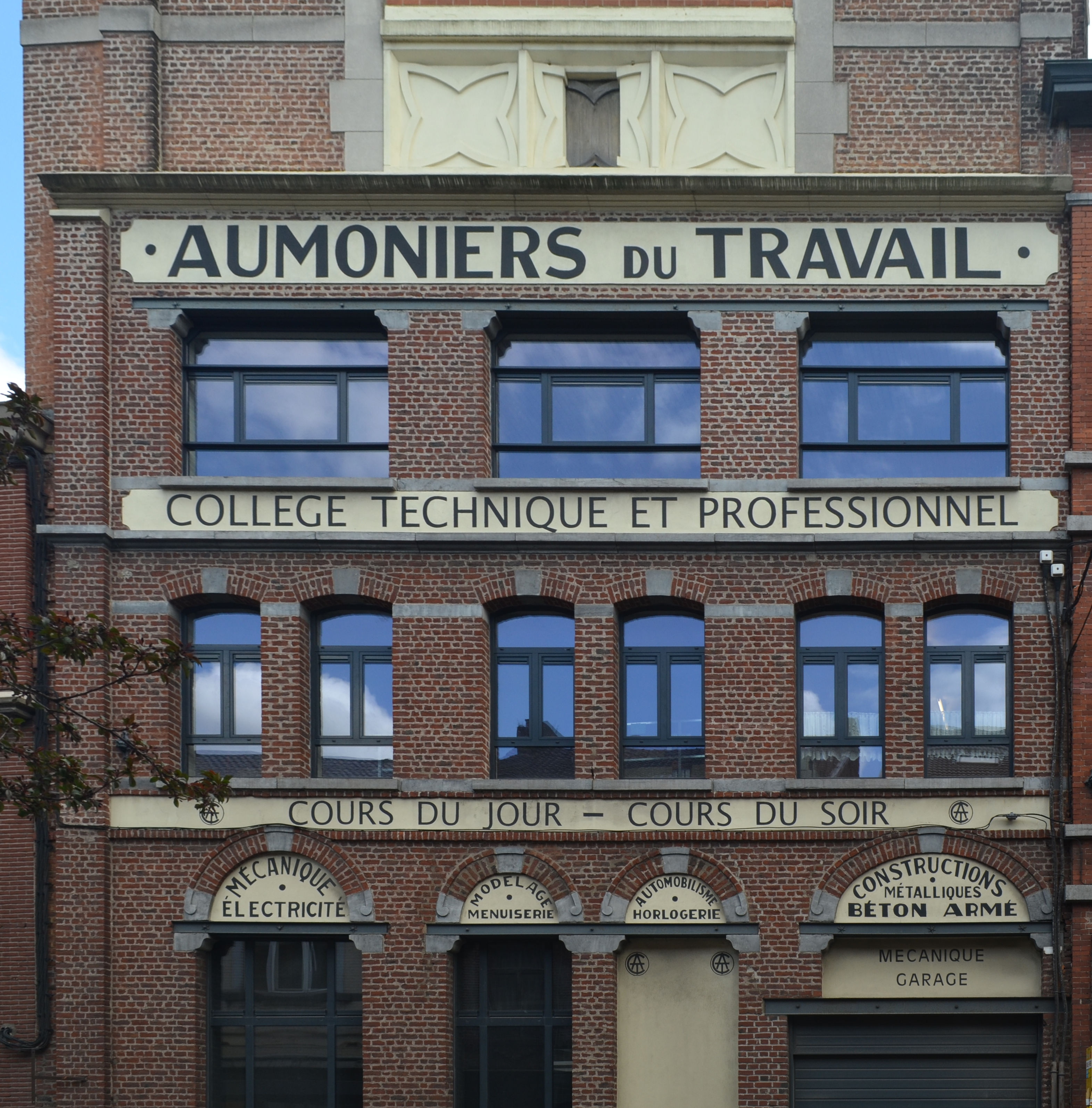
Collège technique Aumôniers du Travail.

### Supérieur

#### Hautes écoles
La ville abrite également deux hautes écoles : la Haute École Louvain en Hainaut (HELHa) sur plusieurs implantations : l'École de la Providence de Gosselies, l'école normale de Loverval, l'IESCA à Gilly et Montignies-sur-Sambre, les Aumôniers du Travail, l'école sociale de Charleroi à Montignies-sur-Sambre ; ainsi que la Haute École provinciale du Hainaut (HEPH)-Condorcet.
Charleroi accueille de nombreux étudiants français dans la catégorie paramédicale, notamment dans les sections de Montignies-sur-Sambre et Marcinelle comme l'Institut Pédagogique et Social de Marcinelle, l'Institut Provincial de Kinésithérapie de Nursing et d'Ergothérapie (IPKNE) faisant tous deux partie de la HEPH-Condorcet, ainsi que l'IESCA ou l'école normale de la Providence (éducateurs spécialisés), faisant partie de la HELHa.
Enfin, l'École supérieure des Arts (ARTS) du pouvoir organisateur Wallonie-Bruxelles Enseignement (WBE) proposera à partir de septembre 2024 à Charleroi un nouveau cursus artistique dans le domaine de la danse en partenariat avec Charleroi danse (Hainaut/Bruxelles) et coorganisé avec la Haute Ecole Provinciale de Hainaut-Condorcet (Hainaut), l’INSAS (Bruxelles) et l’ENSAV La Cambre (Bruxelles).

#### Universités
Depuis 1966, la ville abrite une implantation de l'Université catholique de Louvain, l'UCLouvain Charleroi, désormais établie sur deux sites : la Maison Georges Lemaître se situe au centre-ville, alors que la Louvain School of Management offre des formations à Montignies-sur-Sambre.
Depuis quelques années, Charleroi accueille de surcroît des activités décentralisées de l'ULB, l'Université de Mons ou encore l'Université de Namur.

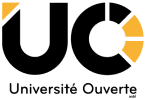
Nouveau logo de l'Université Ouverte (2023).

En effet, la ville de Charleroi accueille depuis juin 2014 le siège de l’Université ouverte de la Fédération Wallonie-Bruxelles, en abrégé UO. Il s’agit d’une plateforme qui vise à soutenir le développement et l’organisation d’activités d’apprentissage relevant de l’enseignement supérieur et universitaire dans une logique de formation tout au long de la vie. L'Université ouverte a notamment pour objectif d’encourager, d’organiser et de promouvoir la collaboration entre les établissements d’enseignement supérieur (universités, hautes écoles, écoles supérieures des arts et établissements de promotion sociale) afin de favoriser l'accès ou la reprise d’études supérieures pour le plus grand nombre en tenant compte des contraintes et des parcours de vie individuels.
Depuis septembre 2023, Charleroi dispose d'un campus universitaire ( « CampusUCharleroi » ) des sciences des arts et des métiers dans les bâtiments Zénobe Gramme et Solvay à la Ville-Haute de Charleroi. L'objectif est de rassembler dans un seul site au centre de Charleroi l'ensemble des étudiants dans l'enseignement supérieur, universitaire, les chercheurs scientifiques et de promouvoir les métiers scientifiques et techniques. Le CampusUCharleroi est le résultat d'un partenariat de l'Université Libre de Bruxelles (ULB), de l'Université de Mons (UMons), de la Haute École Condorcet, de la Province du Hainaut et de la ville de Charleroi. La concrétisation de ce projet a bénéficié de la contribution du Fonds européen de développement régional (FEDER) de l'Union européenne et s'inscrit dans la volonté de créer un pôle d'excellence au sein de Charleroi District Créatif (DC).

## Santé

### Hôpitaux
Réseau Hospitalier Charleroi Métropole :
- Grand Hôpital de Charleroi - Les Viviers (GHdC) à Gilly ;
- Grand Hôpital de Charleroi - Notre Dame (GHdC) à Charleroi-nord ;
- Clinique Notre-Dame de Grâce Gosselies (CNDG).

Réseau hospitalier HUmani (CHU Charleroi Chimay) :
- Hôpital civil Marie Curie à Lodelinsart ;
- Hôpital Vincent Van Gogh à Marchienne-au-Pont (psychiatrie).

### Centres médicaux
- Centre psychothérapie de jour Charles-Albert Frère (CPJ) à Marcinelle.
- Polyclinique du Mambourg (Charleroi).
- Centre médical de la Grand Rue (Charleroi).
- Polyclinique neutre de Charleroi.
- Centre médical Villette Charleroi.
- Centre médical du Pied (Ransart).
- Espace Temps Maison de Santé (Charleroi).
- Centre médical l'Olivier (Couillet).
- Centre médical Tirou (Charleroi).
- Collectif de Santé Gilly-Haies.

## Sport

### Principales équipes

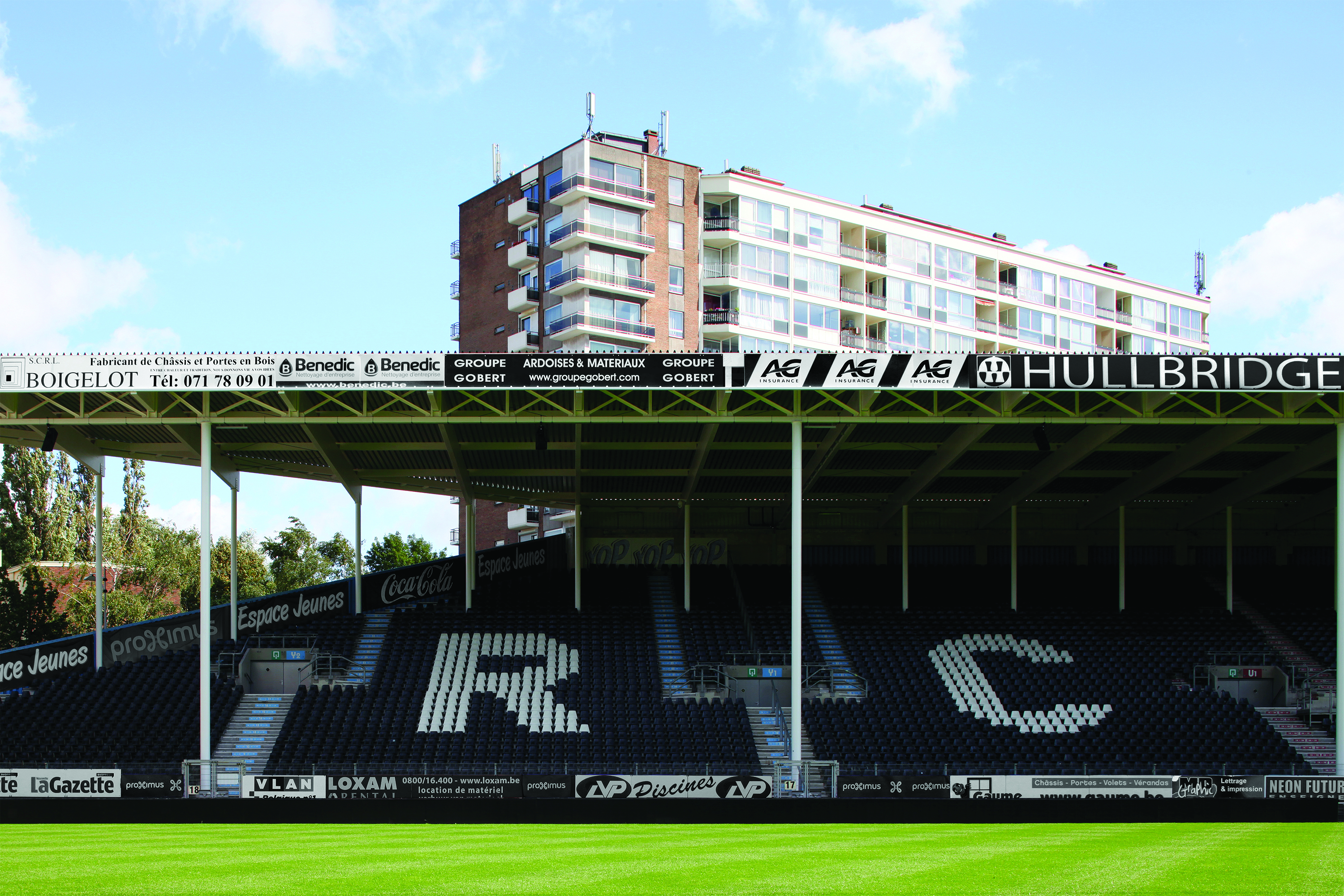
Une tribune du stade de football rénovée aux couleurs des zèbres.

La ville de Charleroi accueille plusieurs équipes sportives de renom, dont le Royal Charleroi Sporting Club (football) qui évolue en Division 1 (officiellement nommée « Jupiler Pro League » d'après le nom de son sponsor) et qui a pris part pendant plusieurs années à des compétitions européennes, et le Spirou Basket Club qui évolue parmi les meilleurs du championnat national et dispute régulièrement les compétitions européennes.
Le club de tennis de table du Royal Villette Charleroi, vainqueur à plusieurs reprises de la Ligue des champions, a compté dans ses rangs des joueurs d'exception comme Jean-Michel Saive, champion d'Europe, vice-champion du monde, et numéro 1 mondial.
- Football :
  - Royal Charleroi Sporting Club (équipe masculine et féminine) au Stade du Pays de Charleroi
  - Royal Olympic Club de Charleroi-Marchienne au stade de La Neuville
  - Football Club Charleroi au stade de La Neuville
- Football en salle :
  - Action21
- Basket-ball :
  - Spirou Basket Club (équipe masculine et féminine des Spirou Ladies) au Spiroudôme
  - Essor Charleroi Basket, club de D2 Nationale, au Spiroudôme
- Volley-ball :
  - Modal Charleroi Volley (équipe féminine) à Monceau-sur-Sambre
- Handball :
  - Handball Club Charleroi-Ransart
  - Sporting Handball Club Mont-sur-Marchienne
- Cyclisme :
  - Sprint 2000 Charleroi à Marcinelle
- Athlétisme :
  - Cercle Royal Athlétique de Charleroi (CRAC) au Stade Jonet à Charleroi-nord
- Natation :
  - Charleroi Hélios Aqua Team à la Piscine Olympique Hélios à la Ville-Basse
- Triathlon :
  - Avenir Triathlon Club Charleroi
- Tennis de table :
  - Royal Villette Charleroi à Lodelinsart
- Hockey sur glace :
  - Redroosters Ice Hockey Charleroi
- Escrime :
  - Escrime Charleroi
- Hockey sur gazon :
  - L'Argos Hockey Club, au Centre des Loisirs de Lodelinsart
- Boxe française - Savate :
  - Le Tireur de Charleroi
- Balle pelote :
  - Dans pratiquement chaque section de Charleroi, il y a une équipe de balle pelote. Ce sport traditionnel est resté très populaire dans la région où l'on trouve encore de nombreux ballodromes.
- Rugby à XV :
  - Rugby Black Star Charleroi
- Roller Derby

### Événements sportifs
- Le Circuit de Wallonie - Ville de Charleroi, épreuve cycliste de niveau international accueillant des équipes UCI World Tour et UCI Pro Team, se déroule à Charleroi chaque année en mai. Le point de départ se situe sur la Place Verte de Charleroi et l'arrivée sur la chaussée de Thuin à Mont-sur-Marchienne[104]. Cette course a accueilli des champions comme Tom Boonen, Peter Van Petegem, Rik Verbrugghe, Greg Van Avermaet, Niki Terpstra ou encore Philippe Gilbert en 2022[105];
- Astrid Bowl Charleroi : tournoi international de tennis pour juniors (masculin et féminin) sur terre battue qui se dispute chaque année fin mai-début juin au Centre de délassement de Marcinelle (Astrid Bowl). Parmi les participants, l'on trouve d'anciennes futures vedettes internationales telles que Martina Navratilova, Justine Henin, Roger Federer et Gustavo Kuerten[106];
- Ethias Swimming Trophy organisé annuellement au mois de mai par la Fédération Francophone Belge de Natation à la Piscine Olympique Hélios à la Ville-Basse. Cette compétition est ouverte aux nageurs et nageuses belges et étrangers. Parmi les participants, on compte de nombreux médaillés et finalistes aux Jeux olympiques et aux Championnats du monde de natation: Brigitte Becue, Frédérik Deburghgraeve, Fanny Lecluyse, Denys Sylantyev (Ukraine), Jörg Hoffmann (Allemagne) et Camelia Potec (Roumanie)[107];
- Not Normal Swimwear Hélios Trophy: compétition annuelle de natation à la Piscine Olympique Hélios (depuis 2022);
- Scout Silver Cup : depuis 1995, la ville accueille chaque année au printemps la plus grande compétition scoute de Wallonie. De 1995 à 2009, elle se déroulait dans le centre-ville, dans l'enceinte du Collège du Sacré-Cœur et le parc reine Astrid, puis a déménagé au Centre de Délassement de Marcinelle. Depuis la rénovation de ce dernier, elle se déroule désormais au Collège Saint-Michel de Gosselies. Cette manifestation ludique accueille quelque 2000 participants[108];
- Course à pied des 10 Miles ;
- Gala international de boxe française : Savate Carolo Trophy.

### Infrastructures sportives
La ville dispose :

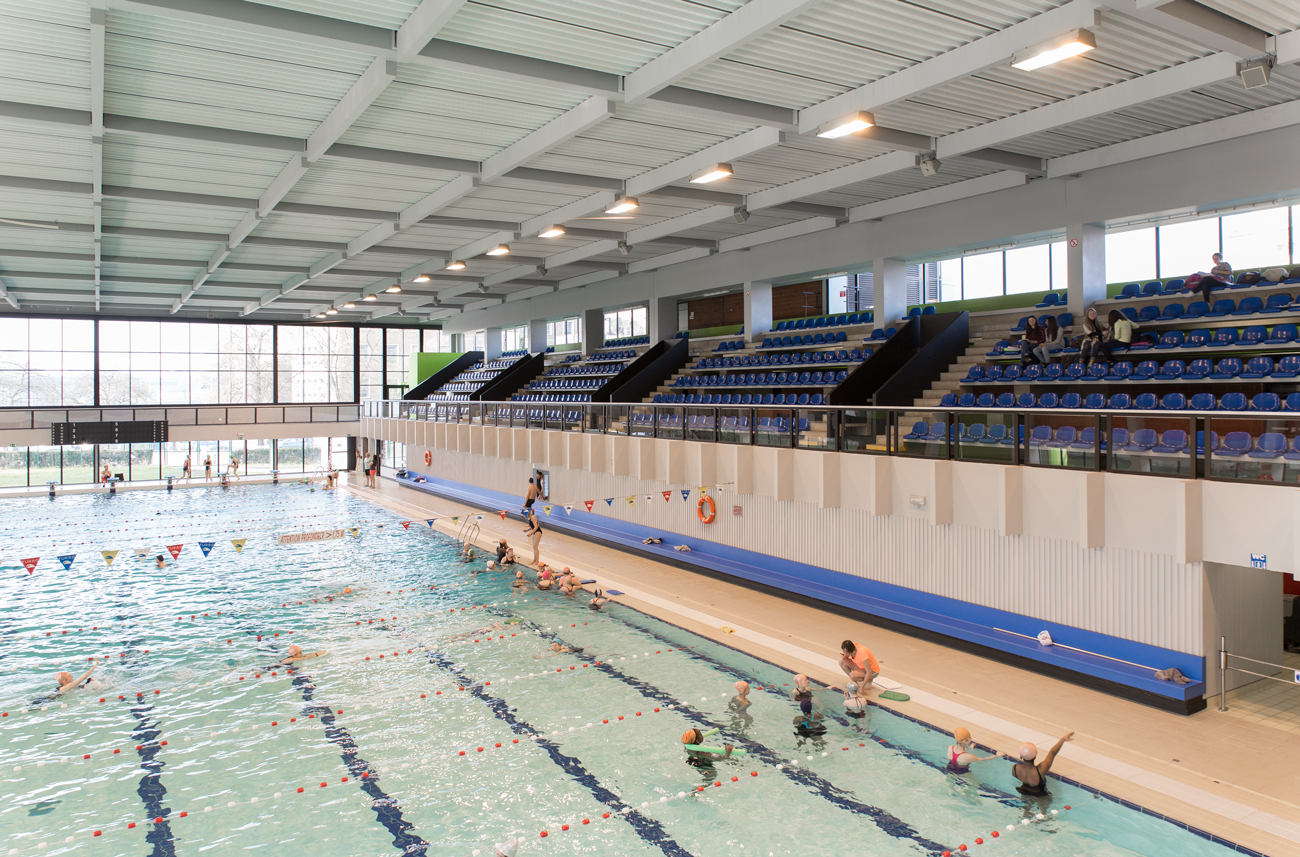
La piscine Hélios après rénovation.

- de plusieurs stades et centres sportifs de grandes dimensions : Stade du Pays de Charleroi et Stade de la Neuville (football), Dôme ou Palais des Sports de Charleroi (basket et sports en salle), Stade Jonet (athlétisme). Un futur stade de football (la Zebrarena) multifonctionnel est en projet à Marchienne-au-Pont pour accueillir les rencontres du RCSC Charleroi. Ces enceintes sportives accueillent ponctuellement des compétitions sportives internationales et événements populaires de grande taille ;
- de la Piscine Olympique Hélios et de plusieurs petits bassins. L'Hélios a été conçue par le Bureau d'étude de la Ville. Cette piscine de 50 mètres a ouvert ses portes en 1976. Elle ferme en 2006 à la suite de nombreux problèmes techniques[109]. Sept ans plus tard, après d'importants travaux pour un budget total de 12 millions d'euros[110], l'Hélios, disposant de techniques de pointe, rouvre ses portes au public. Elle accueille des compétitions ouvertes aux clubs et nageurs belges et étrangers.

## Culture

### Musées et centres culturels

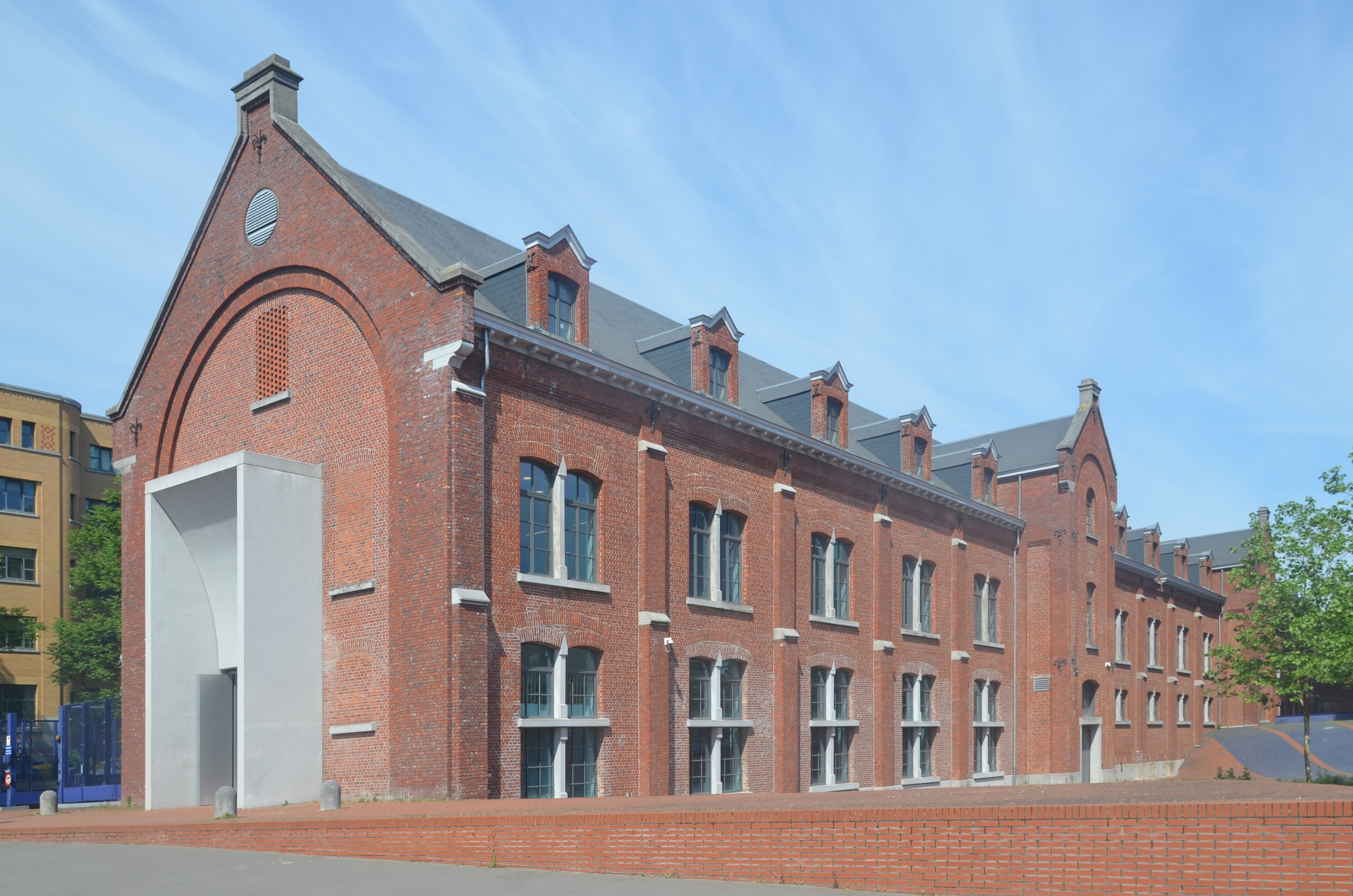
Musée des Beaux-arts.

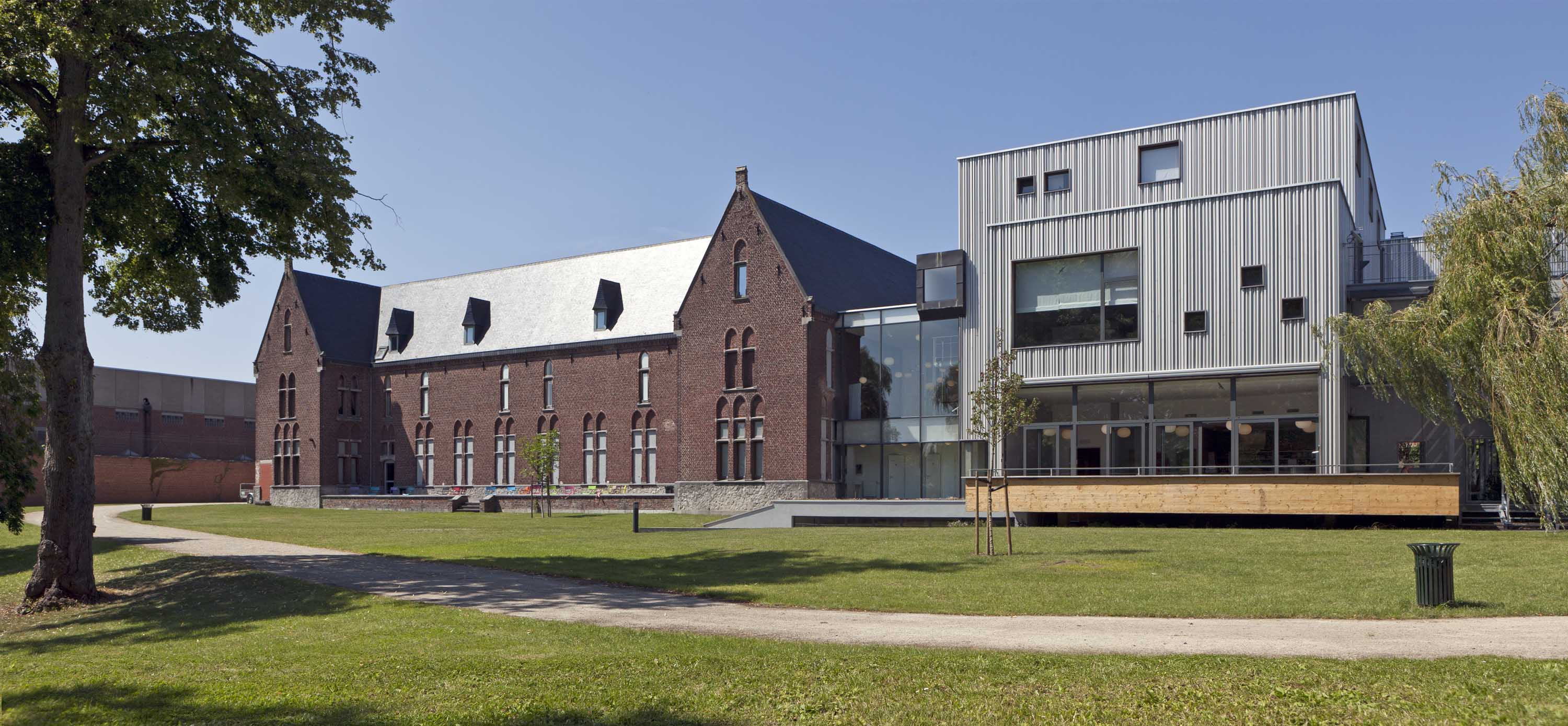
Musée de la photographie.

- Le site le plus visité de Charleroi est le site minier du bois du Cazier, à Marcinelle. Il abrite :
  - un musée consacré à la catastrophe du 8 août 1956 ;
  - un musée à la gloire du passé industriel de Charleroi ;
  - le musée du Verre ;
  - des ateliers de forgerons.
- Musée de la photographie à Mont-sur-Marchienne.
- BPS22, musée d'art de la Province de Hainaut: musée d’art de la province du Hainaut installé dans un ancien hall industriel dans lequel on formait aux métiers de l’industrie au début du siècle dernier[111].
- Musée des Beaux-Arts (dans l'ancienne caserne de cavalerie de la gendarmerie à côté de la Tour Bleue).
- Musée Jules Destrée à l'Hôtel de Ville de Charleroi.
- Musée des Chasseurs à pied (dans la caserne caporal Trésignies).
- Service Archives de la ville de Charleroi à Marchienne-au-Pont : archives de l’administration communale et du CPAS de l’entité de Charleroi (et des 15 anciennes communes et Commissions d’Assistance Publique fusionnées en 1977). Bibliothèque accessible au public et centrée sur l’histoire et les grandes lignes de force de la région carolorégienne (industrielles, sociales, architecturales, etc.) à laquelle s'ajoutent les revues et quotidiens. Via les dons et dépôts, le service Archives prend en charge des fonds d’archives privées émanant de particuliers, d’institutions ou d’entreprises et dont le contenu touche à l’histoire et au patrimoine de Charleroi. Les archives sont mises en valeur par le biais de publications et en s’associant aux divers projets culturels, touristiques et patrimoniaux de la ville[112].
- Bibliothèque communale Arthur Rimbaud (Charleroi Ville-Haute).
- Centre international d'édition de la bande dessinée (Éditions Dupuis), Charleroi qui a vu éclore de nombreux talents de dessinateurs sous la houlette de sa célèbre École de Marcinelle a vu naître des personnages illustres du neuvième art tels que Spirou et Fantasio, le Marsupilami, Boule et Bill, et Lucky Luke, dont les statues polychromes ornent la ville.
- Centre de Culture scientifique[113] (CCS) de l'ULB[114] : expositions temporaires et événements à caractère scientifique.
- Musée archéologique (en cours de réaménagement).

### Traditions et folklore
- Les Climbias à Lodelinsart.
- Le Tour de la Madeleine à Jumet.

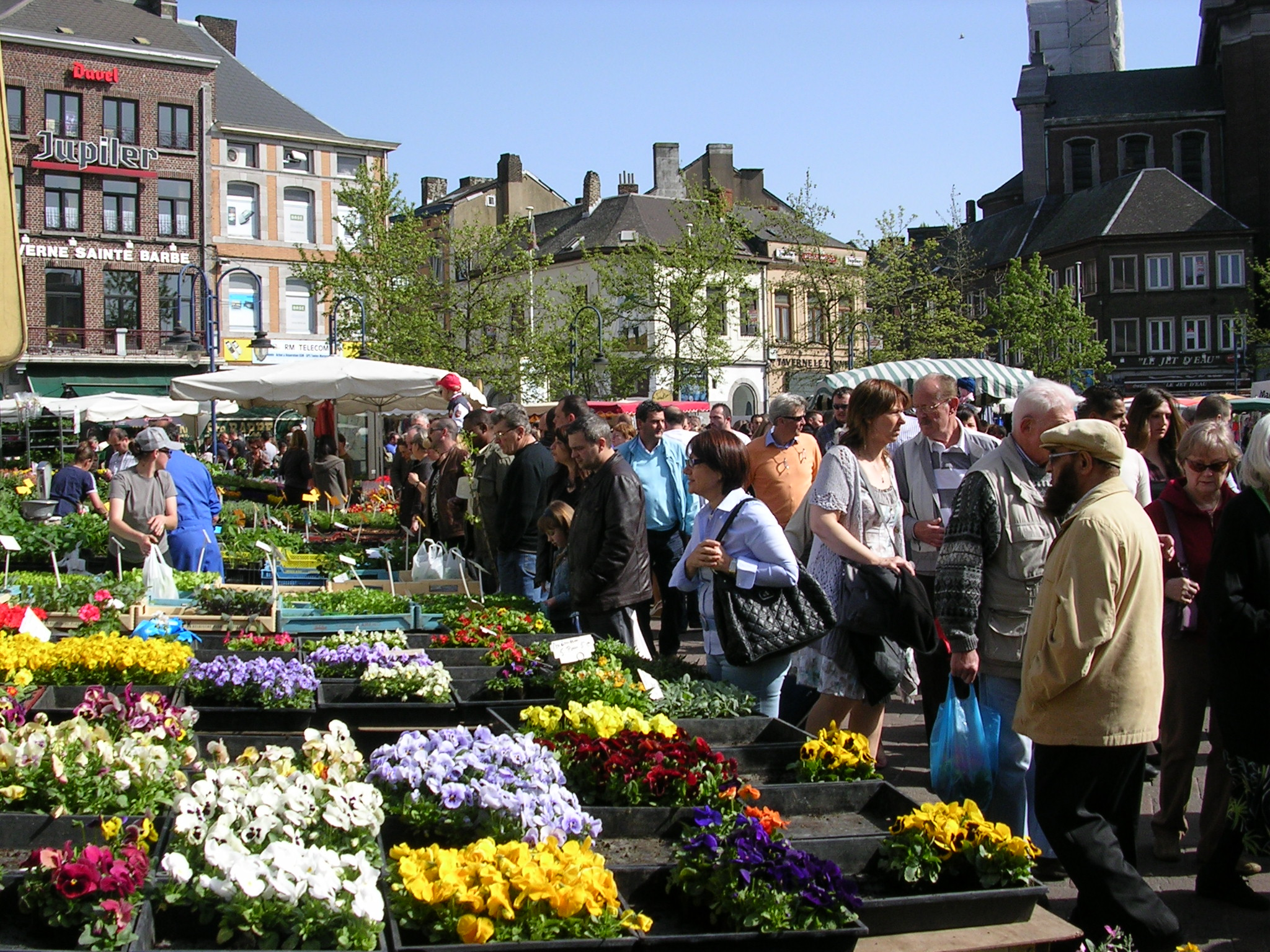
Dimanche, jour de marché à la Ville-Haute (place Vauban).

- Le carnaval du Mardi Gras avec la sortie des géants, des Gilles, des Spirous et des Climbias.
- Les foires de Pâques et d'août.
- Le marché dominical.

### Danse
Dans la mouvance de l'implantation à Charleroi en 1957 de ce qui deviendra plus tard le Ballet royal de Wallonie, la ville de Charleroi a connu depuis 1970 un très vif engouement pour la danse classique et contemporaine, avec la création de nombreuses écoles de danse privées et même de compagnies semi-professionnelles comme Carolo King Ballet.
Le Ballet royal de Wallonie a été dissous en 1990, à la mort de son directeur artistique Jorge Lefebre pour faire place à une entité intégralement contemporaine : Charleroi/Danses, Centre chorégraphique de la Communauté française.
La Biennale de Charleroi danse est un événement de niveau international consacré à la danse contemporaine. Durant près de trois semaines, aux Écuries, au Palais des Beaux-Arts de Charleroi, ainsi qu'à la Raffinerie (Bruxelles), des spectacles de danse sont proposés mettant en valeur la création chorégraphique belge et étrangère.

### Théâtre

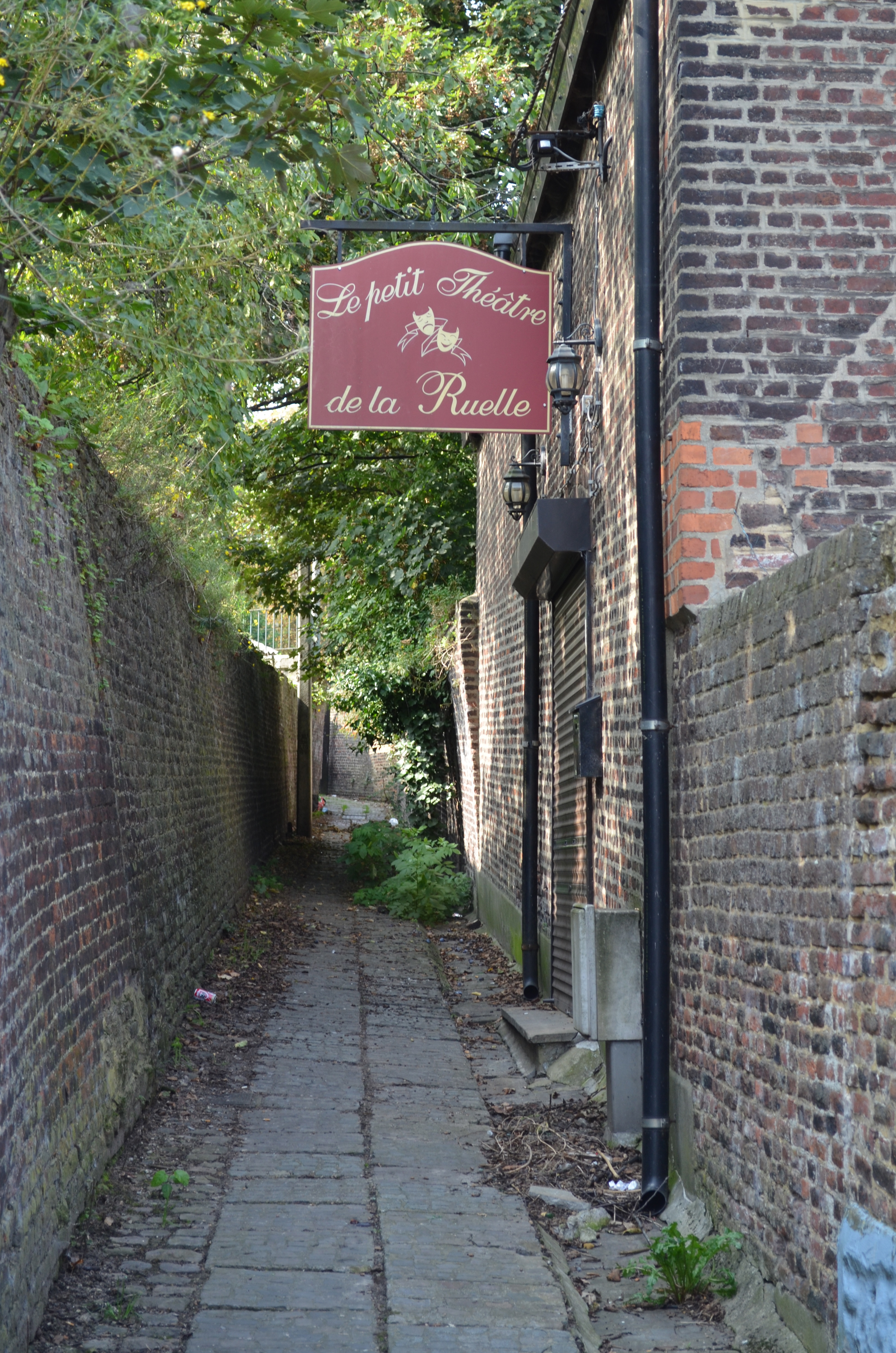
Le petit théâtre de la Ruelle.

- Comédie Centrale[116] dans la rue du Grand Central à Charleroi.
- Théâtre de l'Ancre à Charleroi.
- Théâtre Marignan (Cabaret 2000) au boulevard Tirou à Charleroi[117].
- Petit Théâtre de la Ruelle à Lodelinsart.
- Le Poche[118] dans la rue du Fort à Charleroi.
- L'Impromptu Théâtre[119] dans l'Avenue de l'Europe à Charleroi.

### Salles de spectacles et cinémas
- Le Palais des beaux-arts, dispose de la plus grande scène de Wallonie.
- Le Rockerill, situé sur l'ancien site de La Providence à Marchienne-au-Pont, salle de concerts alternative, lieu d'expositions, performances.
- Eden, salle de spectacle hébergeant le Charleroi Academy (Centre culturel régional).
- « Les Écuries », locaux de Charleroi/Danses.
- « Quai10 » : lieu culturel qui rassemble cinéma, jeux vidéo et brasserie au sein d'une même structure. Il est également appelé Centre de l’image animée et interactive[120].
- Le Coliseum, ville Basse.
- Le Vecteur, plateforme culturelle pluridisciplinaire, située dans l'ancien théâtre rénové du Vaudeville, rue de Marcinelle. Cet espace accueille la bibliothèque Le Rayon et le festival Livresse à chaque automne.
- Le Dôme de temps à autre. Il a notamment accueilli une édition du festival Night of the Proms.
- Le Centre Temps Choisi à Gilly.
- Théâtre Marignan (Cabaret 2000) au boulevard Tirou à Charleroi[117].
- La Ruche à Marcinelle.
- L'Impromptu Théâtre à l'Avenue de l'Europe à Charleroi (Dérisoir Prod).
- Plusieurs centres culturels qui organisent des concerts, pièces de théâtre, spectacles de danse et expositions : Mont-sur-Marchienne, Couillet, Gosselies.

### Médias

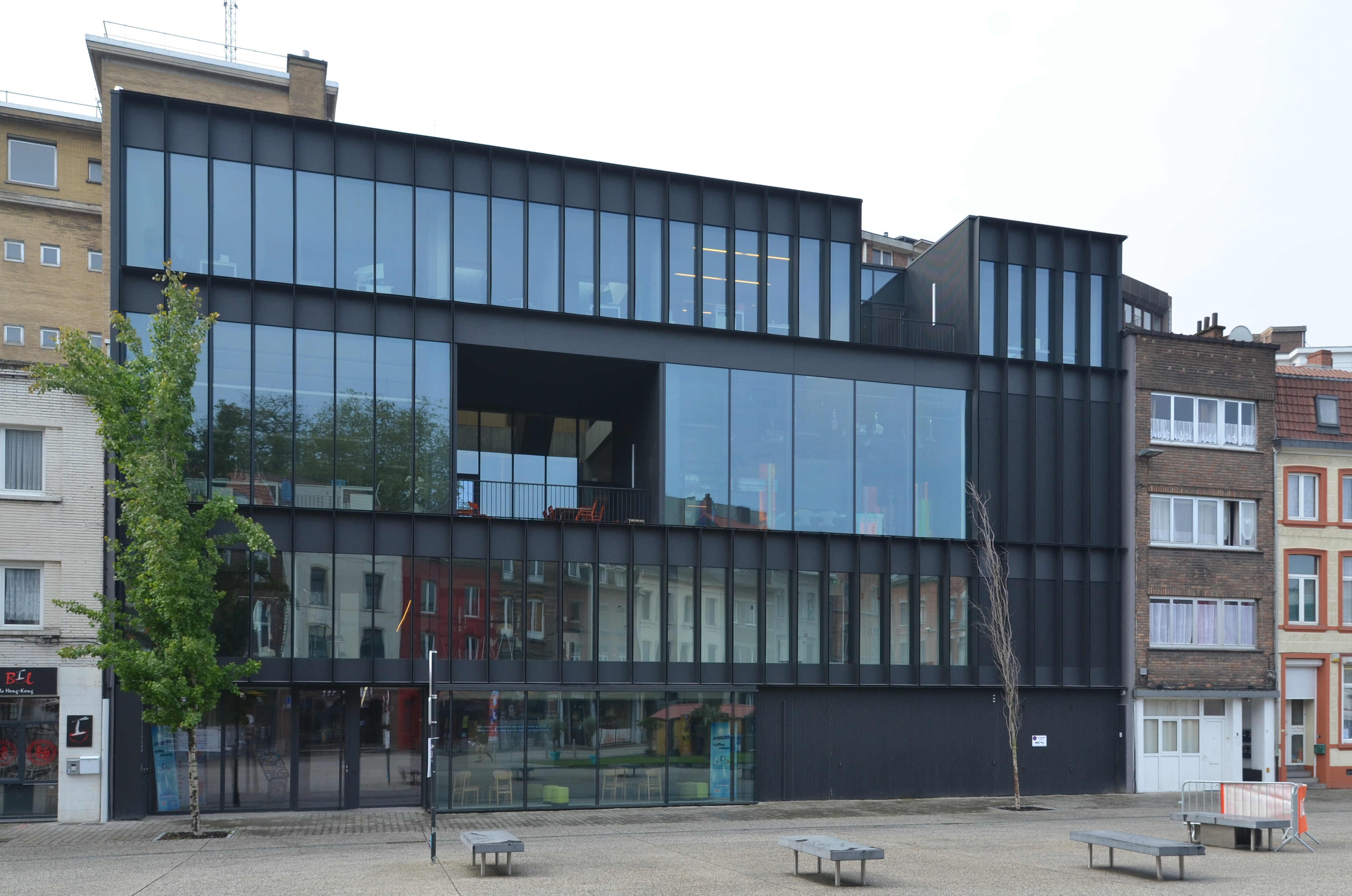
Le bâtiment Médiasambre, situé place de la digue à Charleroi, abrite les studios de la RTBF et de Télésambre.

- Télésambre, chaîne de télévision régionale à la Ville-Basse.
- Plusieurs studios de la RTBF se situent à Charleroi ("Un Gars, un Chef !", "69 minutes Sans Chichis", Vivacité…) à la Ville-Basse.
- La Nouvelle Gazette, quotidien à la Ville-Basse.
- Vlan-Belgique no 1, hebdomadaire publicitaire toutes boîtes à la Ville-Basse.
- Éditions Dupuis: Le Journal de Spirou à Marcinelle.

### Événements
L'ASBL Charleroi CentreVille organise des événements annuels tels que « Le Carnaval de Charleroi » (mi-février-mi-mars), « Les Médiévales » (en mars), « Fantaisies » (fin avril), « Le Jardin dans la ville » (en mai), « Quartier d'été » (en juillet) et « Les fêtes de Wallonie » (en septembre) se déroulant Ville-Basse ou Ville-Haute.
Fréquemment, des festivals ou concerts de musiques sont organisés dans les nombreux cafés de la ville, comme le Carolo Musique Rally. Chaque année, au printemps, se tient également une des plus grandes brocantes de Belgique, à savoir, la brocante des Quais de Charleroi qui dure 24 heures.
Un « Festival du Film au Féminin » est organisé au Cinéma Quai10 depuis 2008.
La City Parade, grand rassemblement de musiques électroniques, a été plusieurs fois organisée dans les rues de la cité. Les deux dernières éditions (2014 & 2015) s'y sont par ailleurs déroulées.
La biennale « Asphalte », un festival consacré à l’art urbain ou encore les festivals Urban Dream sont organisés par la ville de Charleroi depuis 2014. De ce fait, l' Art urbain (ou Street art) trouve de plus en plus une place dans le paysage de Charleroi et des artistes internationaux ont pu créer des fresques monumentales à découvrir dans la ville,.

### Films tournés à Charleroi

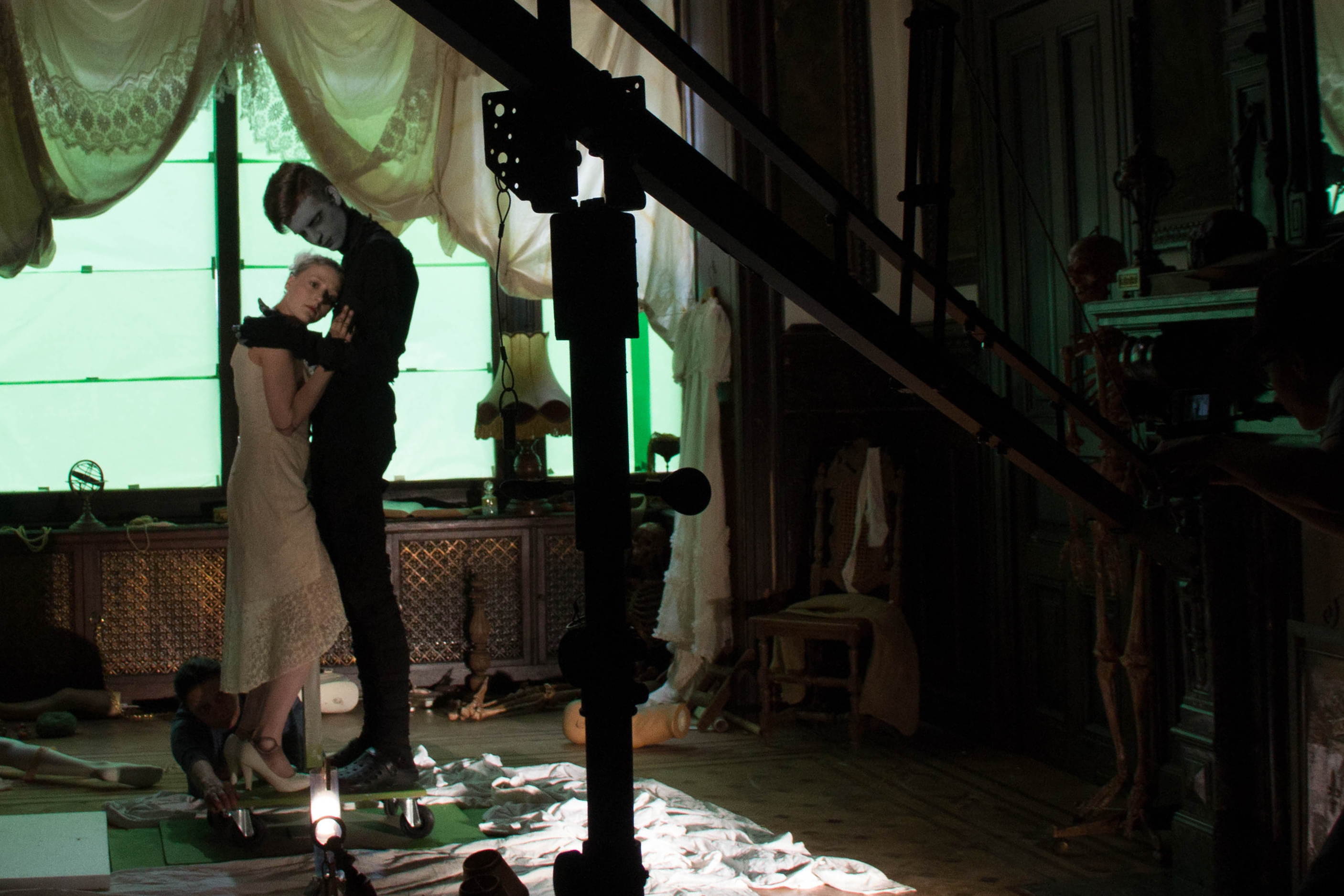
Edgar et la Douze Demoiselle filmé dans la Maison Audent.

- Les Mines, divers réalisateurs de 1911 à 1982 ;
- L'Étoile du Nord de Pierre Granier-Deferre d'après le roman de Georges Simenon Le locataire (filmé à Roux en 1982) ;
- Marchienne de vie de Richard Olivier (1994) ;
- Les convoyeurs attendent de Benoît Mariage (1998) ;
- Et la vie de Denis Gheerbrant (2002) ;
- Spirou, une renaissance de Laurent Boileau (2004) ;
- Miss Montigny de Miel Van Hoogenbemt (2005) ;
- Odette Toulemonde d'Eric-Emmanuel Schmitt (filmé à l'Inno, à la librairie Molière et au boulevard Joseph Tirou en 2006) ;
- Largo Winch 2 de Jérôme Salle (filmé à Carsid à Marchienne-au-Pont en 2011) ;
- La French de Cédric Jimenez (2014) ;
- Les Rayures du zèbre de Benoît Mariage (filmé au RCSC Charleroi en 2014) ;
- Edgar et la Douze Demoiselle de Frédéric Legrand (2015) ;
- Un petit boulot de Pascal Chaumeil (2016) ;
- Angle Mort de Nabil Ben Yadir (filmé sur le site d'un ancien charbonnage en 2017) ;
- Raid dingue de Dany Boon (filmé sur le site de l'usine AGC à Roux en 2017) ;
- Mon crime de François Ozon (2023).

### Littérature
- Poésies, « Le cabaret vert », poème, Arthur Rimbaud (1870) ;
- Romances sans paroles, « Charleroi », deuxième poème de la section paysages belges, Paul Verlaine, (1874) ;
- Le locataire, roman policier de Georges Simenon (1934) ;
- La comédie de Charleroi, nouvelle de Pierre Drieu la Rochelle (1934) ;
- Souvenirs pieux, mémoires autobiographiques de Marguerite Yourcenar (1974).

## Tourisme et patrimoine

### Patrimoine architectural
Charleroi et les localités environnantes qui y ont été intégrées lors de la fusion des communes disposent d’un patrimoine remarquable qui rend compte d’un passé riche de plusieurs siècles d’histoire. L'on y côtoie de multiples édifices anciens remontant au Moyen Âge, aux Temps modernes et à l'Époque contemporaine. Par leur destination, ils répondaient à leur époque aux besoins et aux goûts de leurs constructeurs parfois illustres : châteaux, beffrois, églises anciennes, remparts, moulins, etc.
Pendant plus de deux siècles, du XVIIe siècle au XIXe siècle, le centre ville de Charleroi a connu une évolution architecturale propre avec la construction de la forteresse espagnole qui devient française, autrichienne et hollandaise. À l'ancien village de Charnoy, se substitue ainsi une architecture militaire à caractère principalement classique. Cette période se clôture à la fin du XIXe siècle par la destruction de la forteresse hollandaise. Sur les terrains libérés par les anciens remparts, les autorités communales entament alors un programme ambitieux de construction de grand boulevards arborés et d'un parc en son centre permettant à Charleroi d'affirmer son caractère de capitale économique de la province de Hainaut. Le long de ces artères, les architectes en vue érigent des demeures bourgeoises et bâtiments de style éclectique. Le centre ville a ensuite accompagné l'évolution des styles avec de nombreux bâtiments Art Nouveau, Art déco et Moderniste. Dans le domaine public, les bâtiments sont érigés à l'initiative de bourgmestres bâtisseurs tels Joseph Tirou et Octave Pinkers à qui l'on doit le beffroi de l’hôtel de ville de Charleroi, chef d’œuvre alliant classicisme et Art déco (inscrit au patrimoine mondial de l’Unesco), le Palais des beaux-arts et le nouveau Palais de justice. Au XXIe siècle, s'y est ajouté la Tour Bleue à la silhouette caractéristique à la Ville-Haute. Plus récemment, les projets urbanistiques (tels Rive Gauche et le réaménagement de la place Verte) à la Ville-Basse ont eu pour vocation de ramener de l'activité et du commerce dans le centre-ville et, à la Ville-Haute, de créer un campus universitaire préservant les bâtiments de style néo-classique érigés en 1903 à l'occasion de l’Exposition de Charleroi de 1911.
Dans les communes faisant depuis 1976 partie du grand Charleroi, ont également été érigés des châteaux, églises, chapelles, manoirs, immeubles de style, charbonnages et cités ouvrières témoignages architecturaux des temps anciens laissés par les pouvoirs locaux, maîtres de forge, industriels et notables carolorégiens.

#### Préhistoire et Antiquité
- Tumulus de Marcinelle : date du IIe siècle. Non loin de là, des restes d'une villa gallo-romaine[127].

#### Moyen Âge

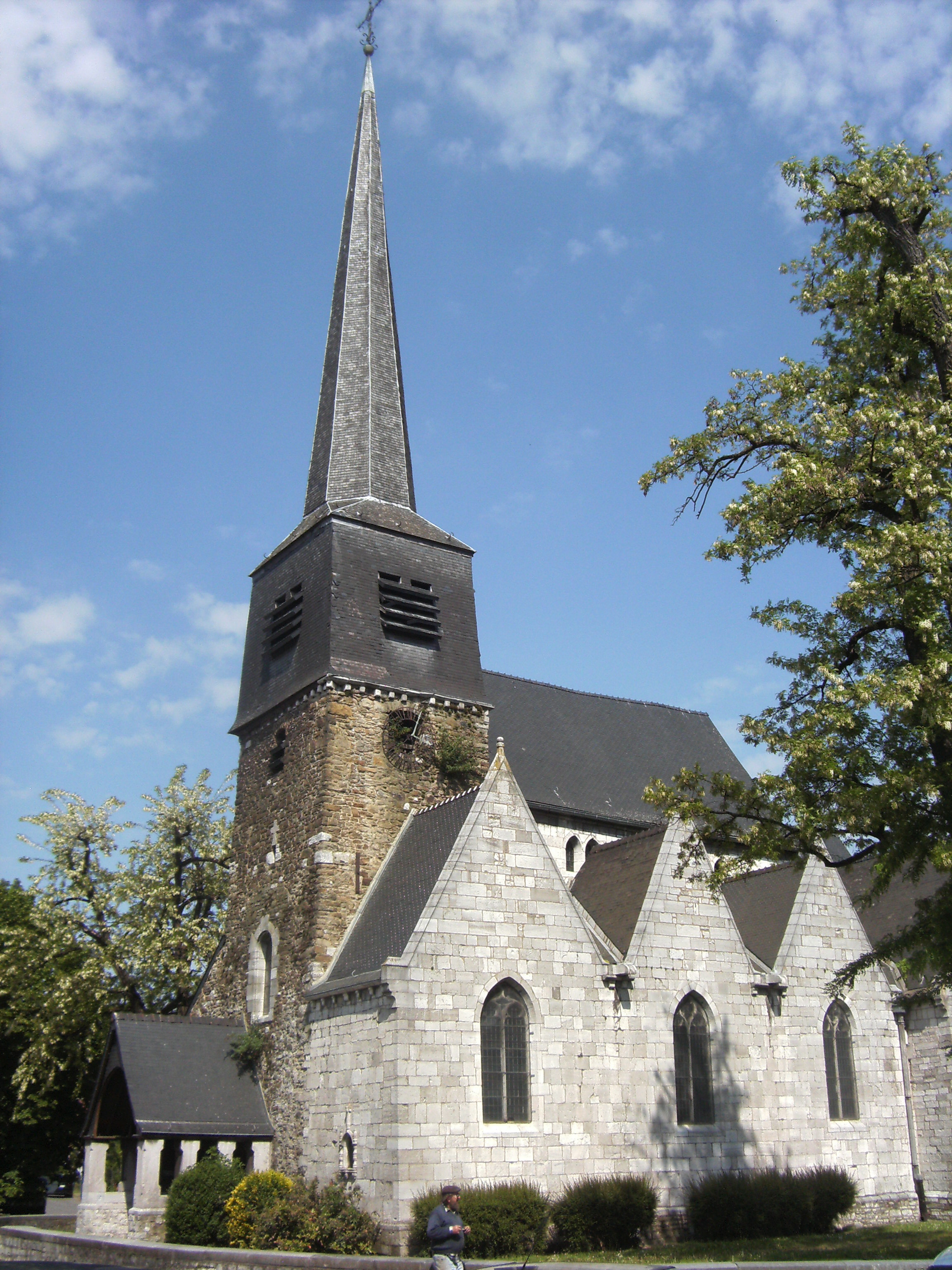
Église Saint-Laurent de Couillet datant du IXe siècle au XXe siècle[128].
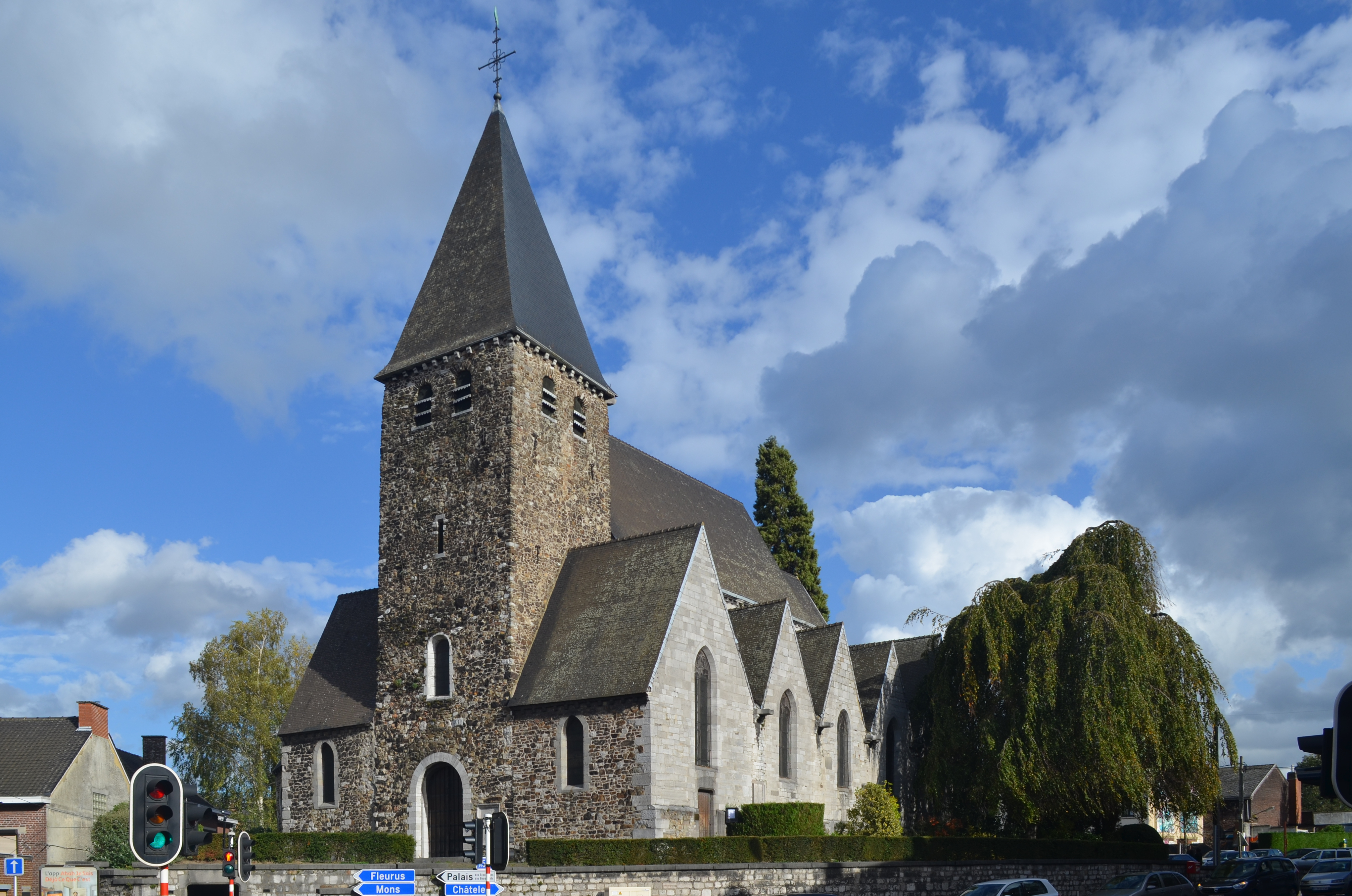
Église Saint-Martin de Marcinelle datant du XIe siècle.

- Église Saint-Laurent de Couillet : construite à partir du IXe siècle en style carolingien, roman puis gothique[129].
- Église Saint-Martin de Marcinelle : édifice religieux de style roman mosan dont les parties les plus anciennes ont été construites entre le XIe siècle et le XIIIe siècle[130].
- Chapelle Notre-Dame de Heigne à Jumet : édifice roman du XIIe siècle[131].
- Tour de l'ancien château de Gosselies (XVe siècle).

#### Temps Modernes

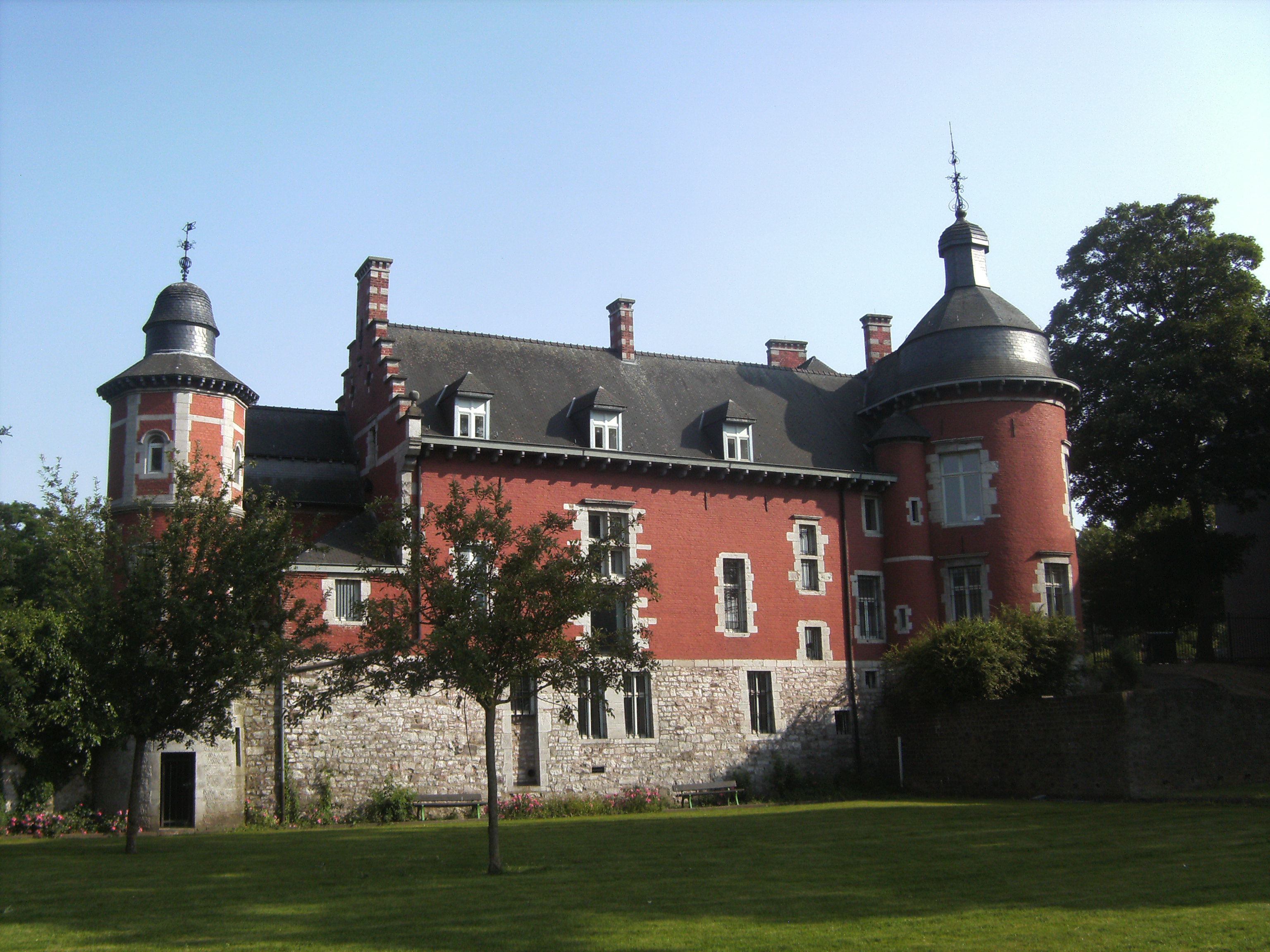
Château Bilquin-de Cartier datant du XVIIe siècle vu depuis la rive de la Sambre[132].
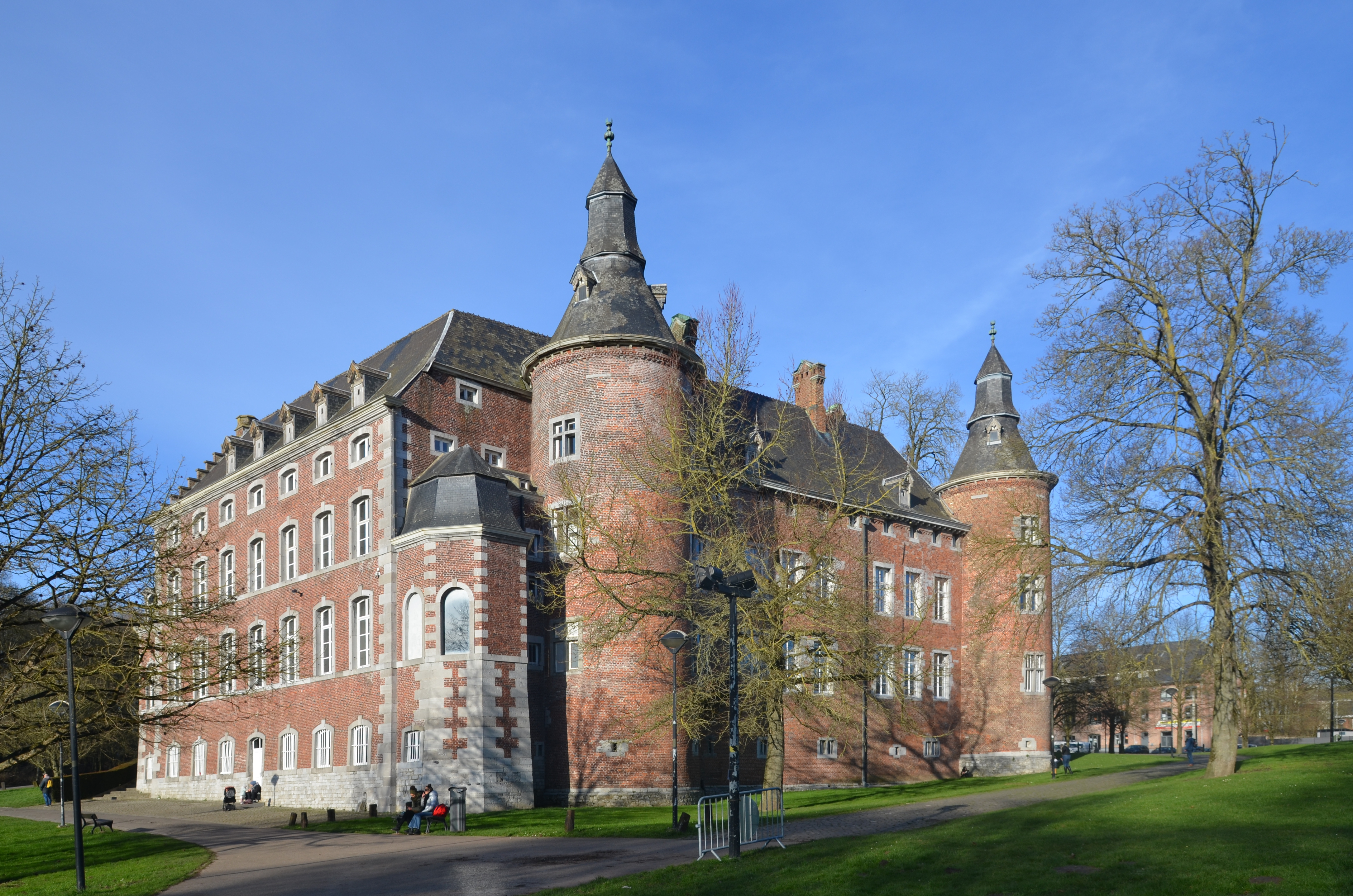
Château de Monceau-sur-Sambre datant des XVIIe et XVIIIe siècles[133].
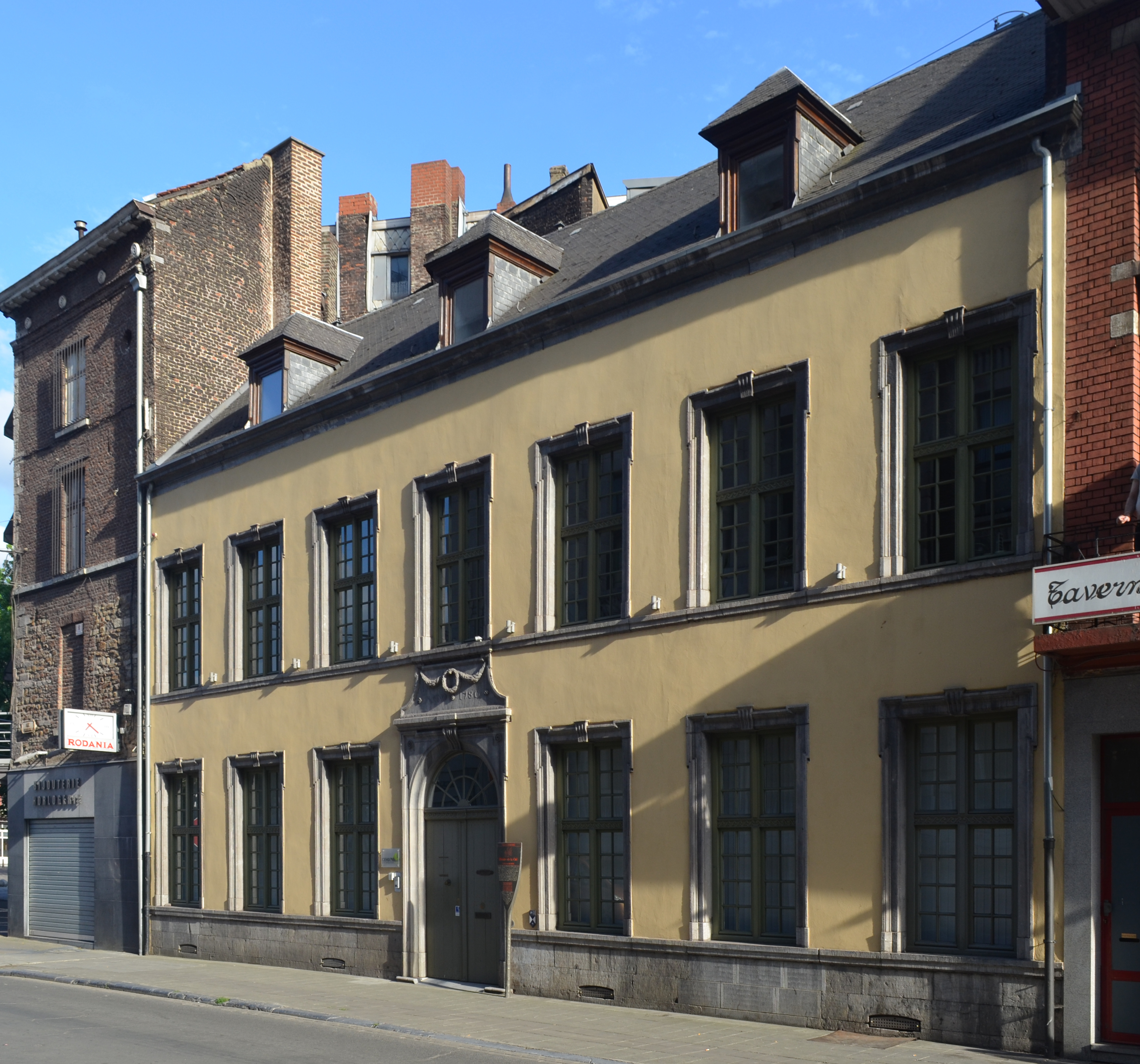
Maison du Bailli. De style Louis XVI, cette maison fut bâtie à la fin du XVIIIe siècle.
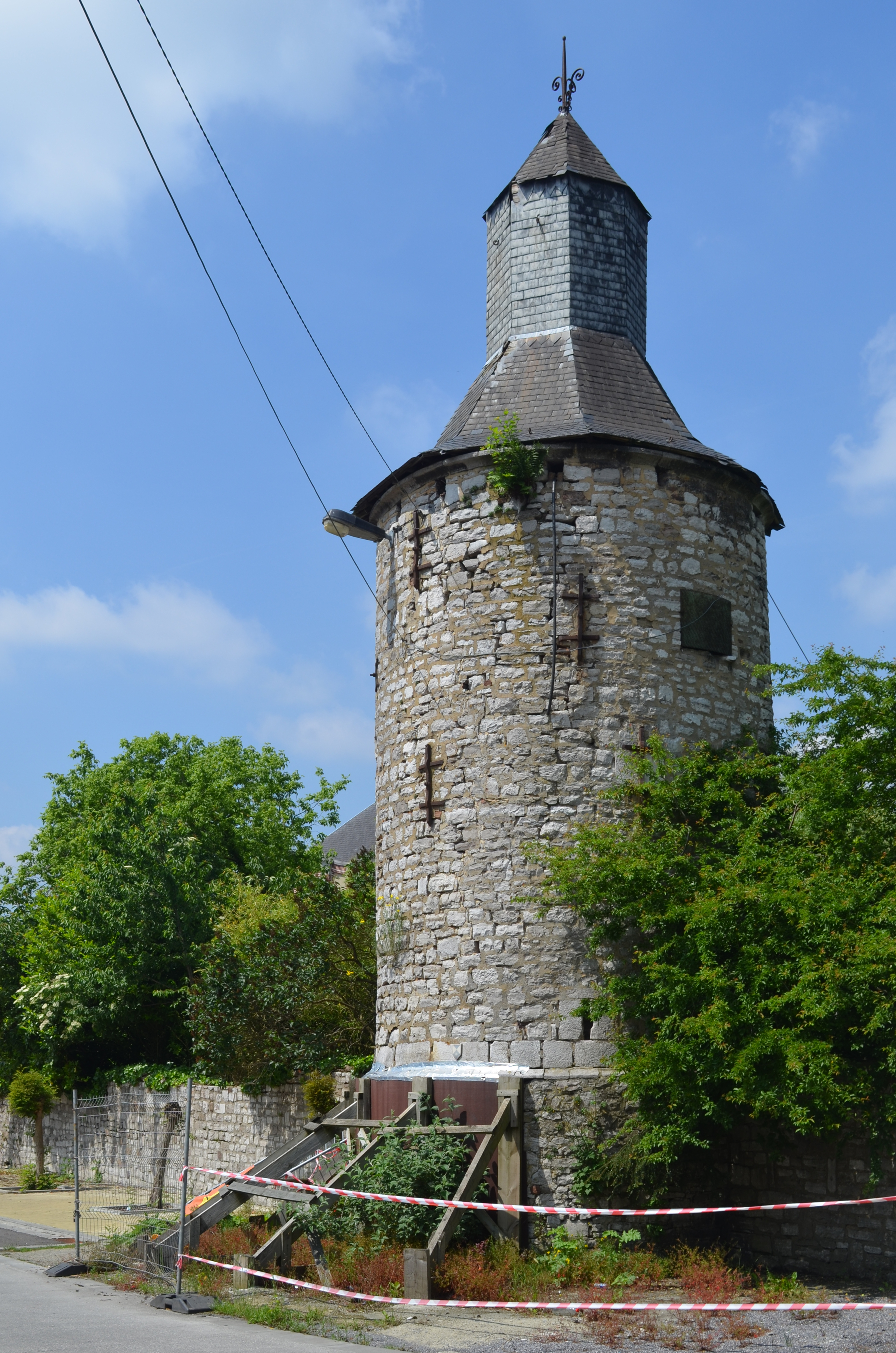
Tours de l'ancien château-ferme de la Torre situé à Mont-sur-Marchienne, datant du XVIe siècle.

- Tours de l'ancien château-ferme de la Torre à Mont-sur-Marchienne qui flanquaient autrefois une bâtisse remontant principalement au XVIe siècle[134].
- Chapelle du Calvaire de Montignies-sur-Sambre : construite vers 1640.
- L'église Saint-Christophe de Charleroi (Charleroi Ville-Haute) : chapelle de garnison à l'origine (1667), l'église sera plusieurs fois abîmée et restaurée avant d'être fortement transformée et agrandie en 1956.
- Maison du Bailli (Charleroi Ville-Haute) : de style Louis XVI, cette maison est bâtie à la fin du XVIIIe siècle.
- Le puits de la forteresse française et les souterrains de la forteresse hollandaise. L'hôtel de ville abrite une reproduction du plan relief de la forteresse française commandé par Louis XIV.
- Château de Monceau-sur-Sambre : plantée dans un vaste parc à l'anglaise et jadis ceinturée de douves, haute bâtisse en U flanquée de tours circulaires aux angles, remontant pour l'essentiel au XVIIe siècle et XVIIIe siècle et construite en briques, moellons calcaires et pierre de taille[133].
- Château Bilquin-de Cartier (Marchienne-au-Pont) : érigé au début du XVIIe siècle par la famille Honoré sur un terrain qu’elle reçut en 1593 du prince-évêque de Liège[135].
- Château Halloint (Mont-sur-Marchienne) : édifice en moellons portant une pierre millésimée de 1721[136].
- Église Saint-Sulpice de Jumet : édifiée au XVIIIe siècle en architecture classique[137].
- Église de la Conversion de Saint-Paul à Mont-sur-Marchienne, construite au XVe siècle, transformée au XVIIIe siècle : construction de deux nefs latérales suivie en 1772 par le percement du portail de la tour et la construction du nouveau chœur.

#### Période contemporaine

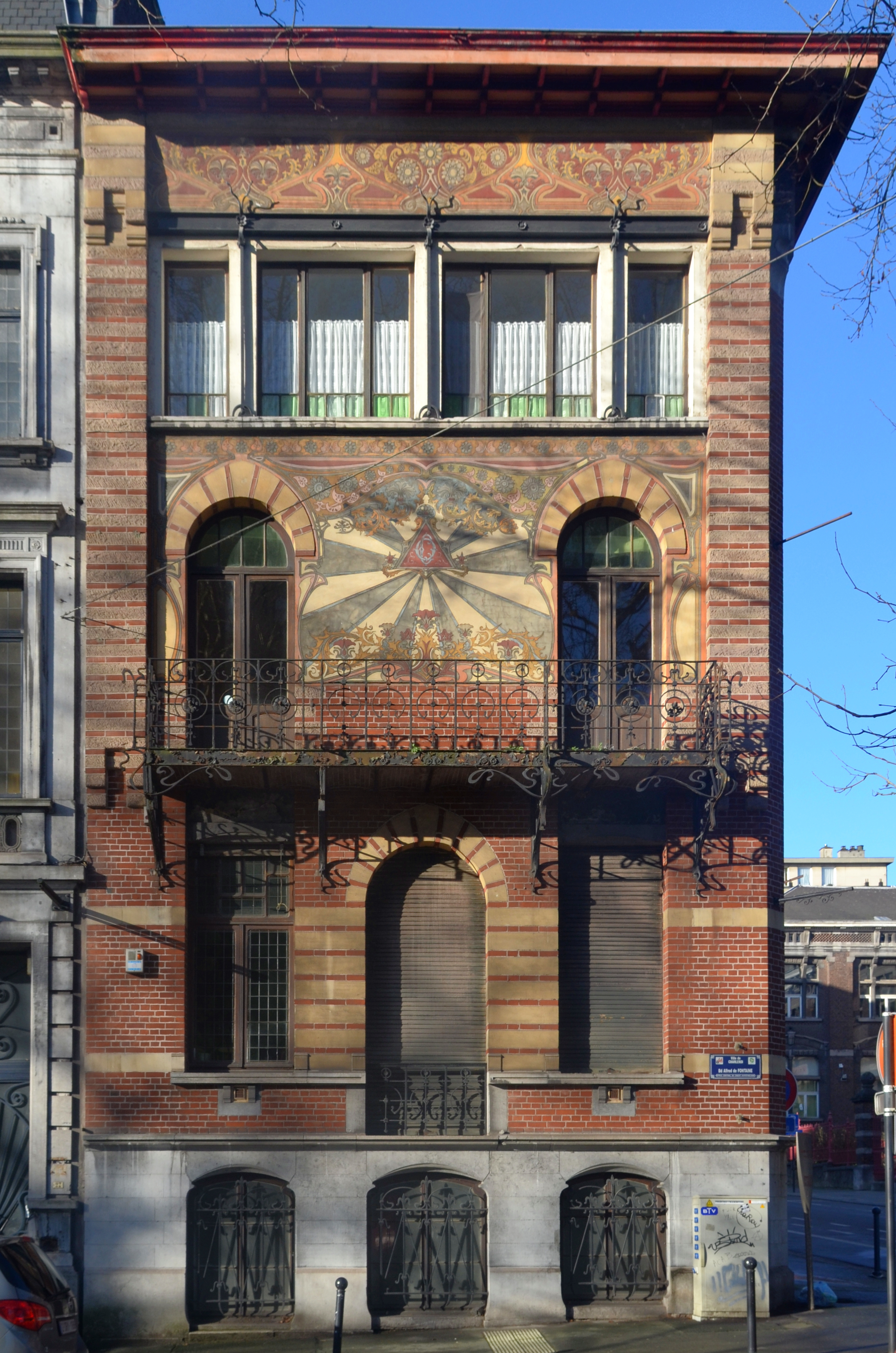
Maison dorée. Œuvre de l'architecte Alfred Frère et décorée de sgraffites par Gabriel Van Dievoet, datant de 1899.
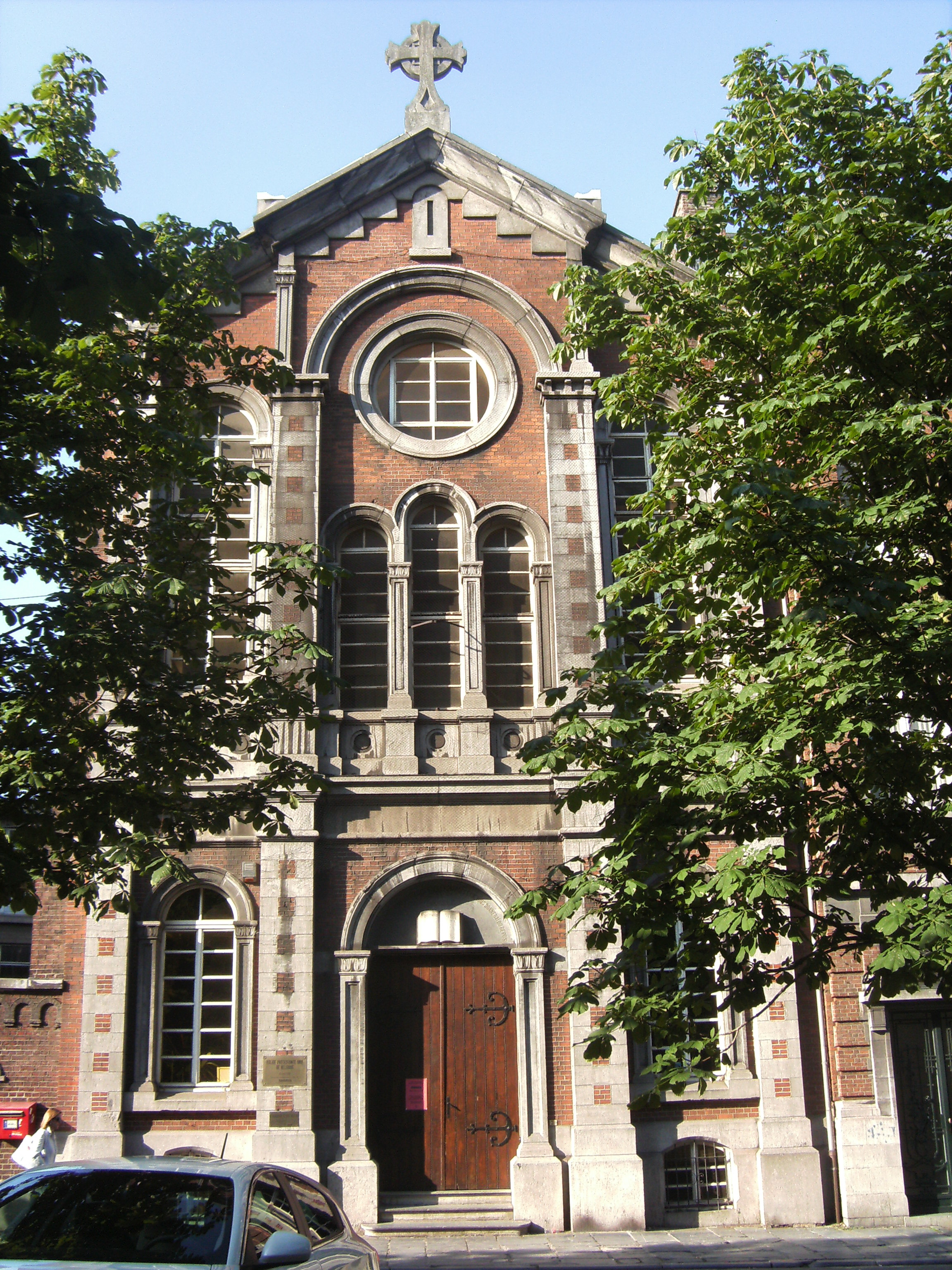
Temple protestant. Œuvre de E. Dubois datant de 1880[138].
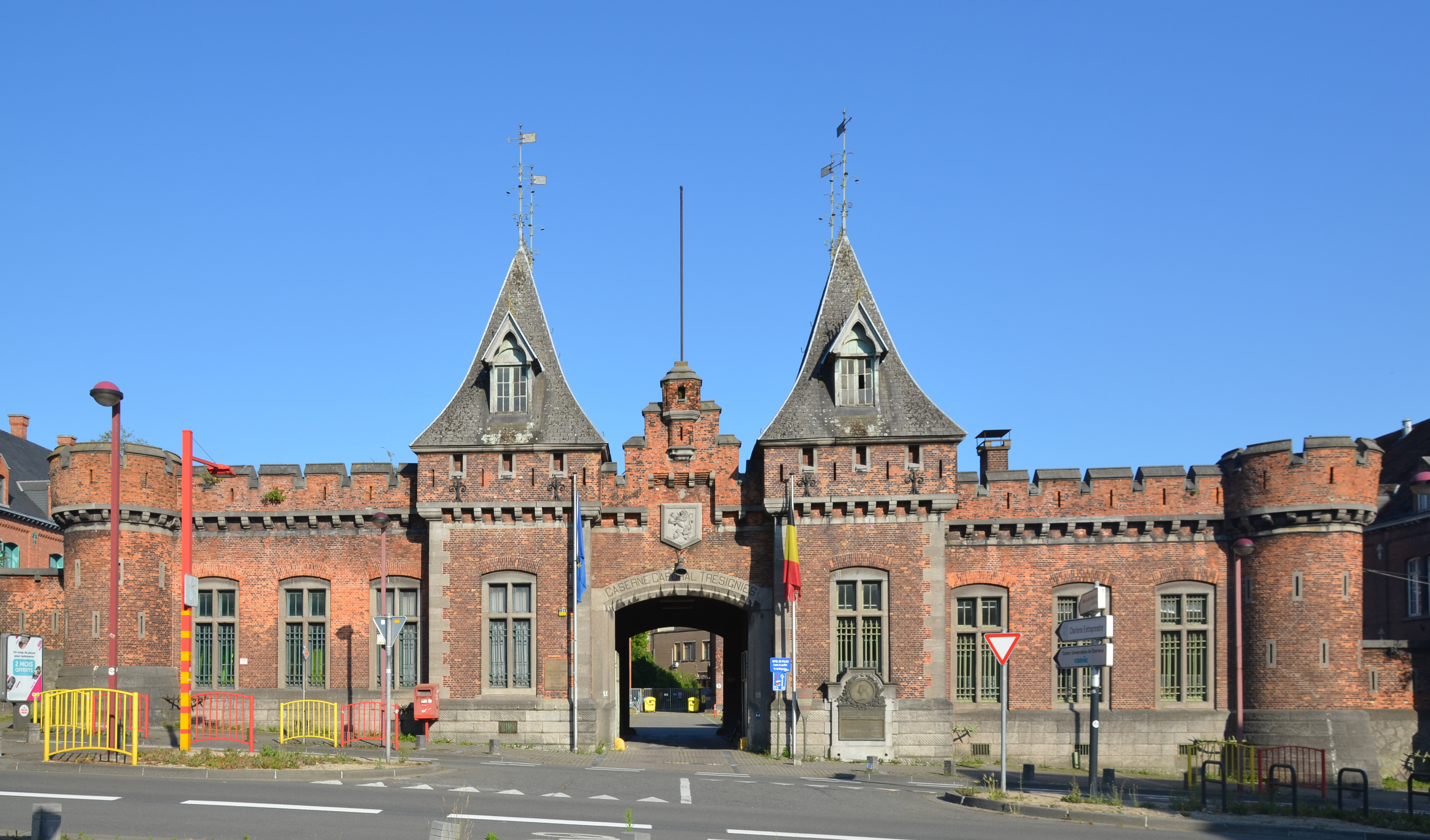
Caserne Caporal Trésignies (1887)[139]. Ancienne caserne d'infanterie, exemple d'architecture néogothique.
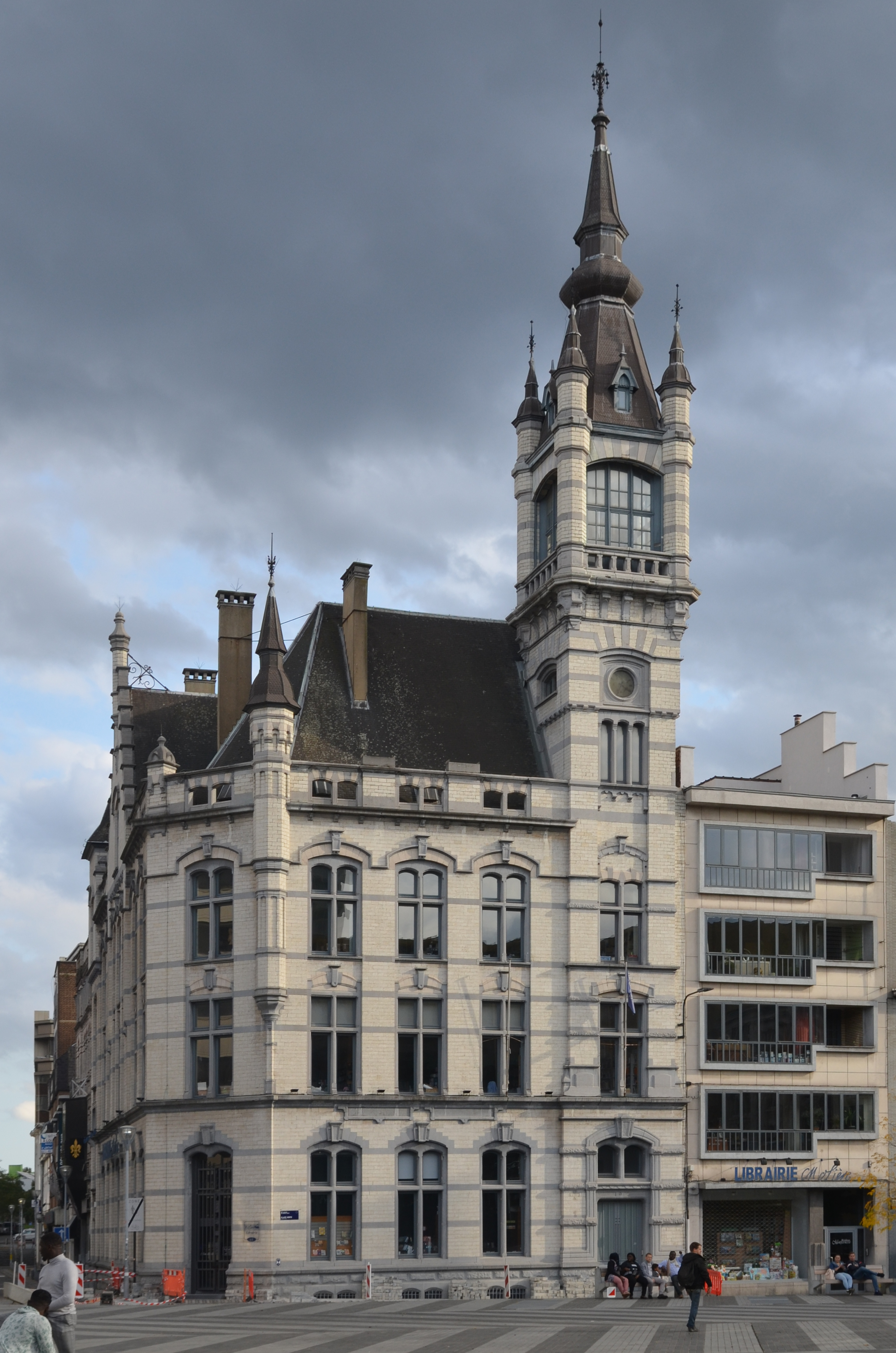
Ancien hôtel des Postes, Place Verte (Ville-Basse) construit en 1907[140].
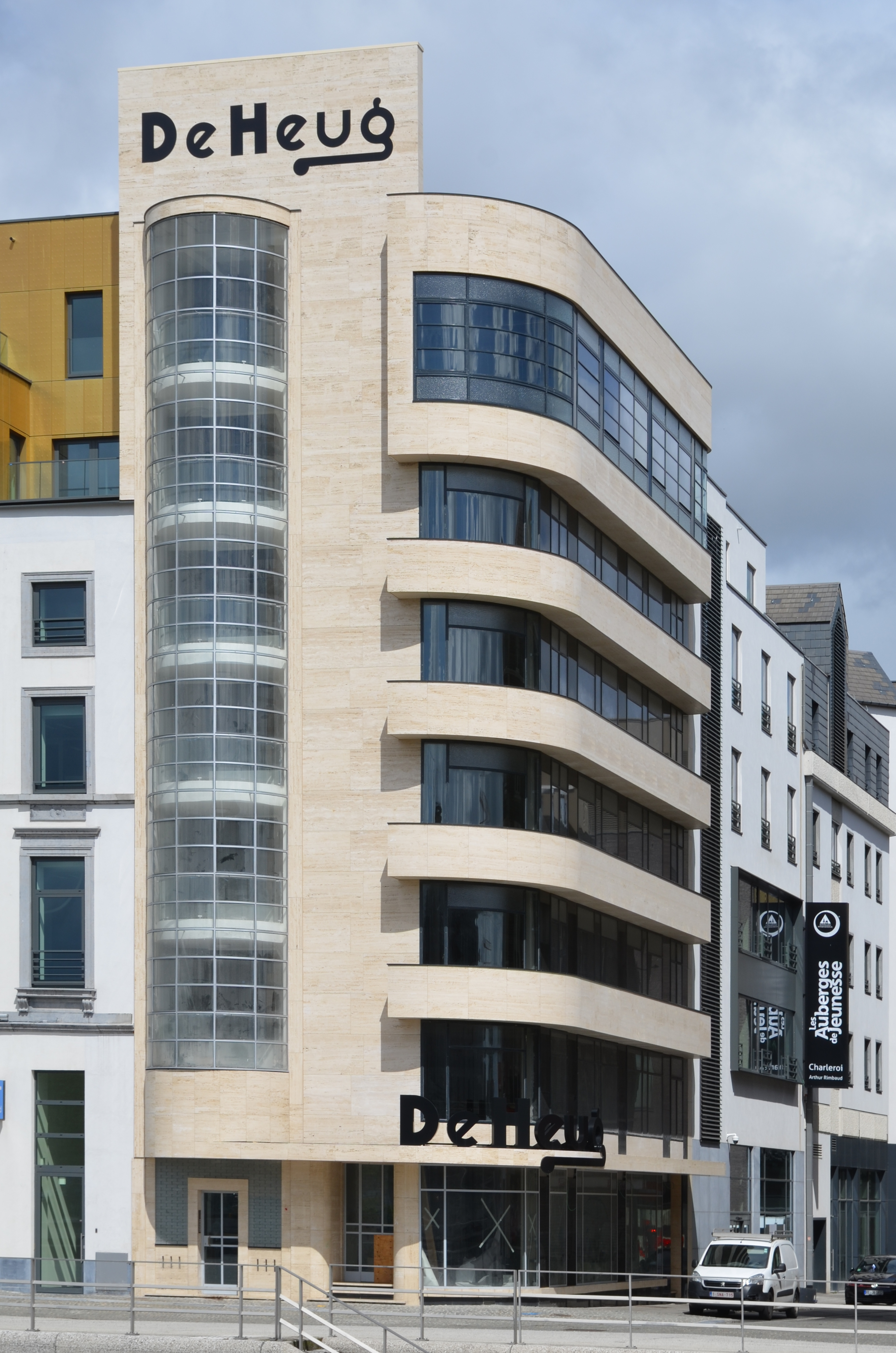
Immeuble De Heug par l'architecte Marcel Leborgne (1933)[141].
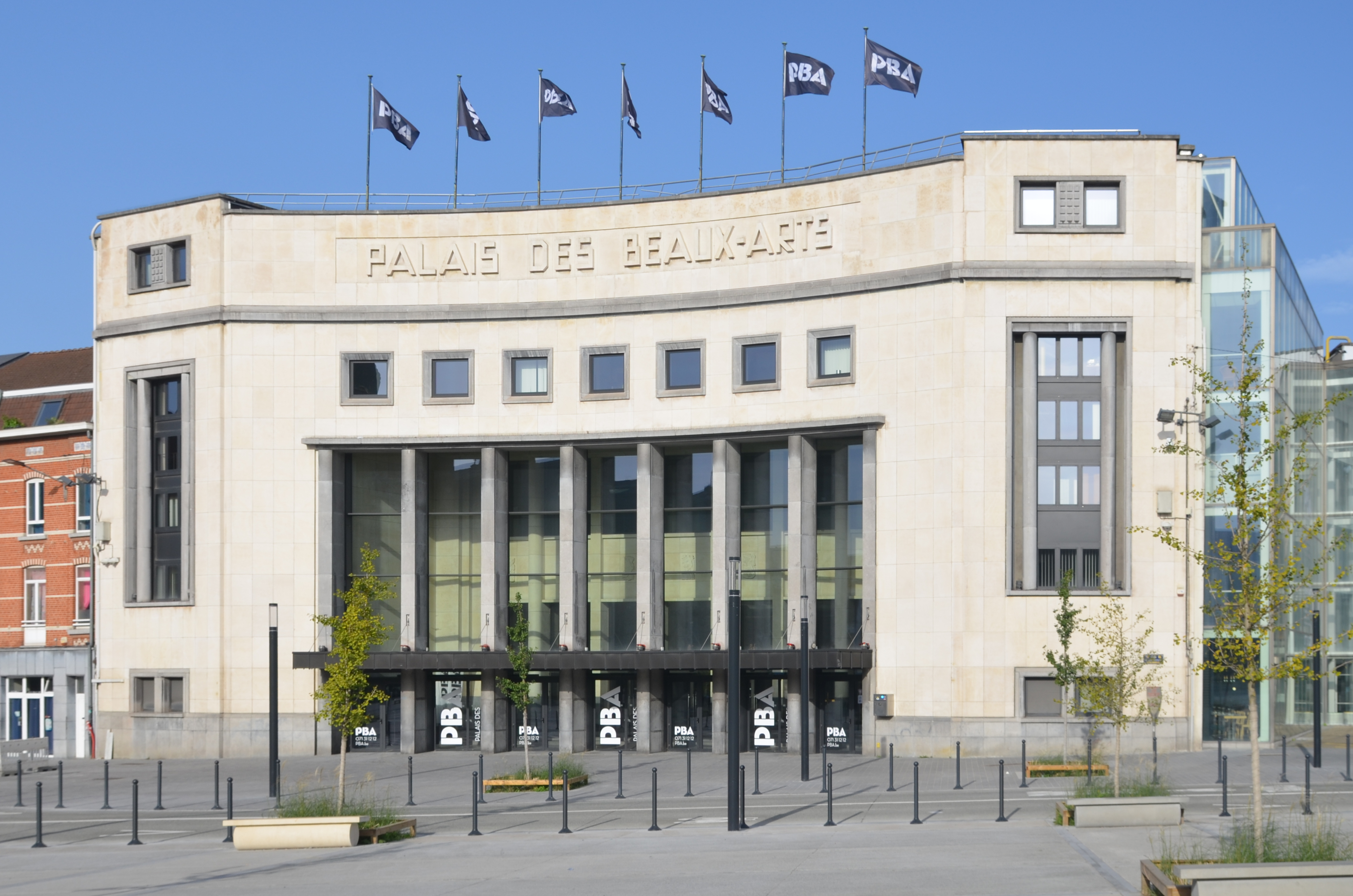
Le Palais des beaux-arts sur la place du Manège, par l'architecte Joseph André (rénovée en 2023).
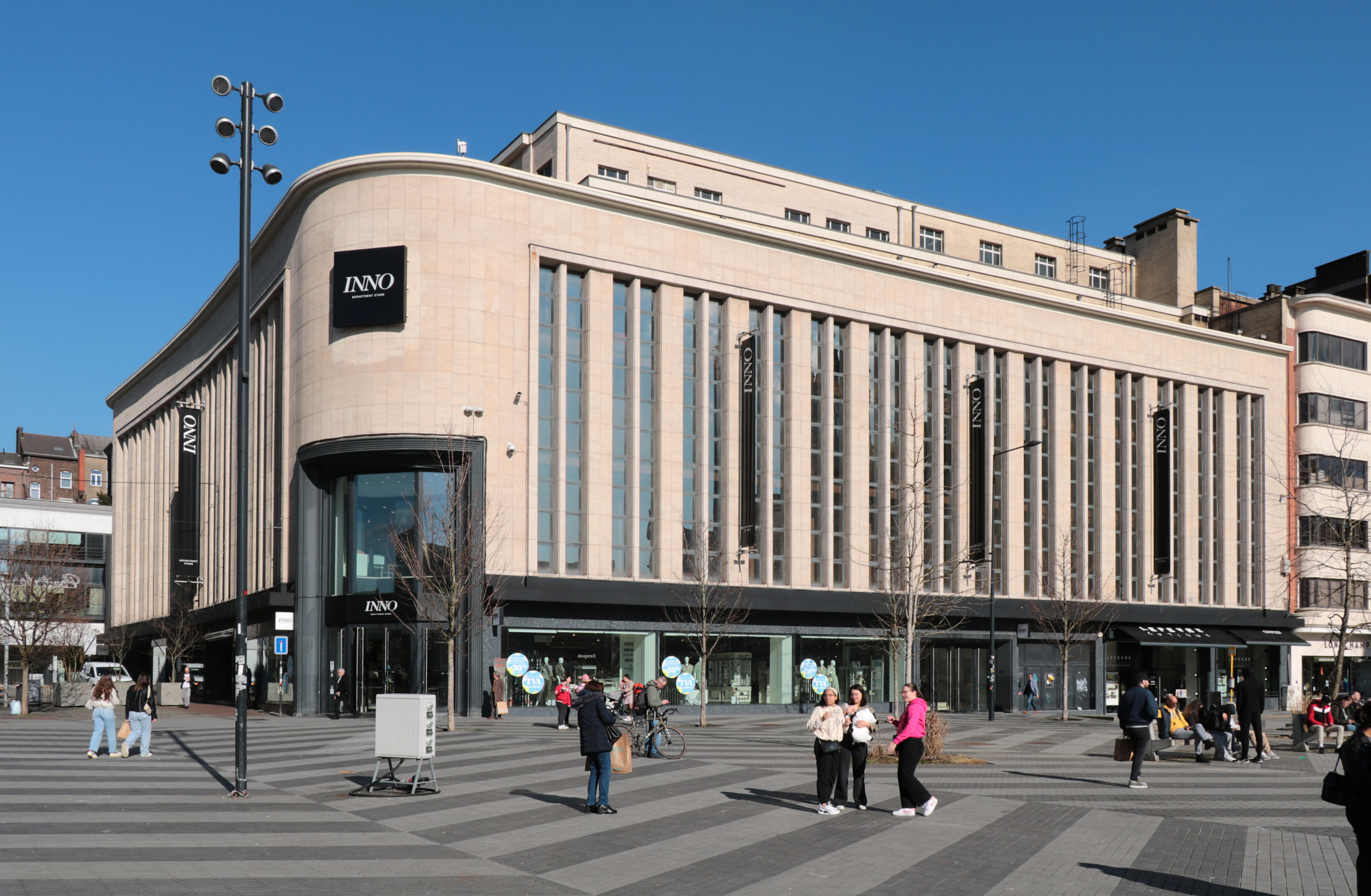
À l'Innovation, immeuble commercial construit par Jean-Marie Plumier en 1951.
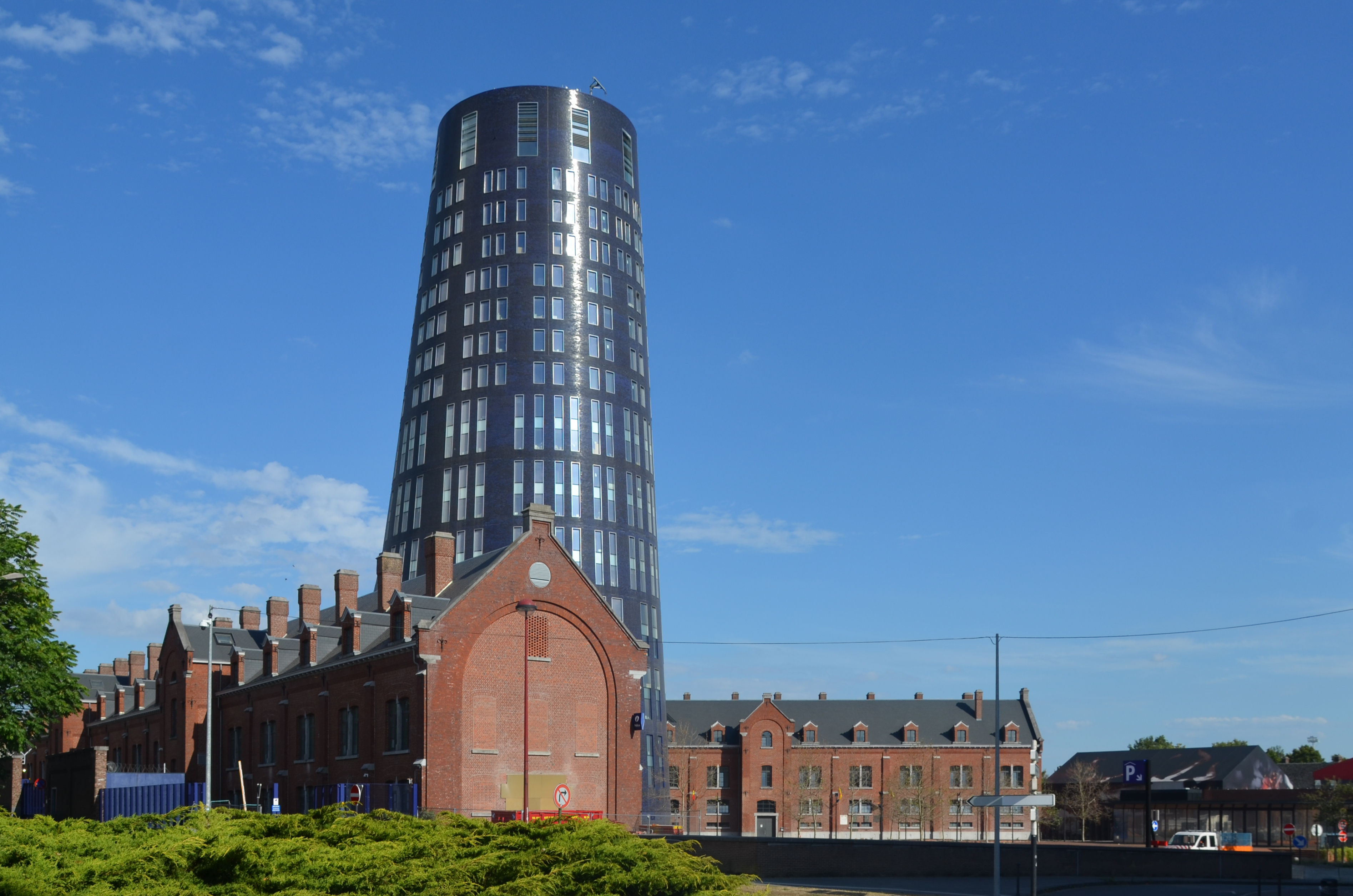
La Tour Bleue à la Ville-Haute construite en 2014 par l'architecte Jean Nouvel.
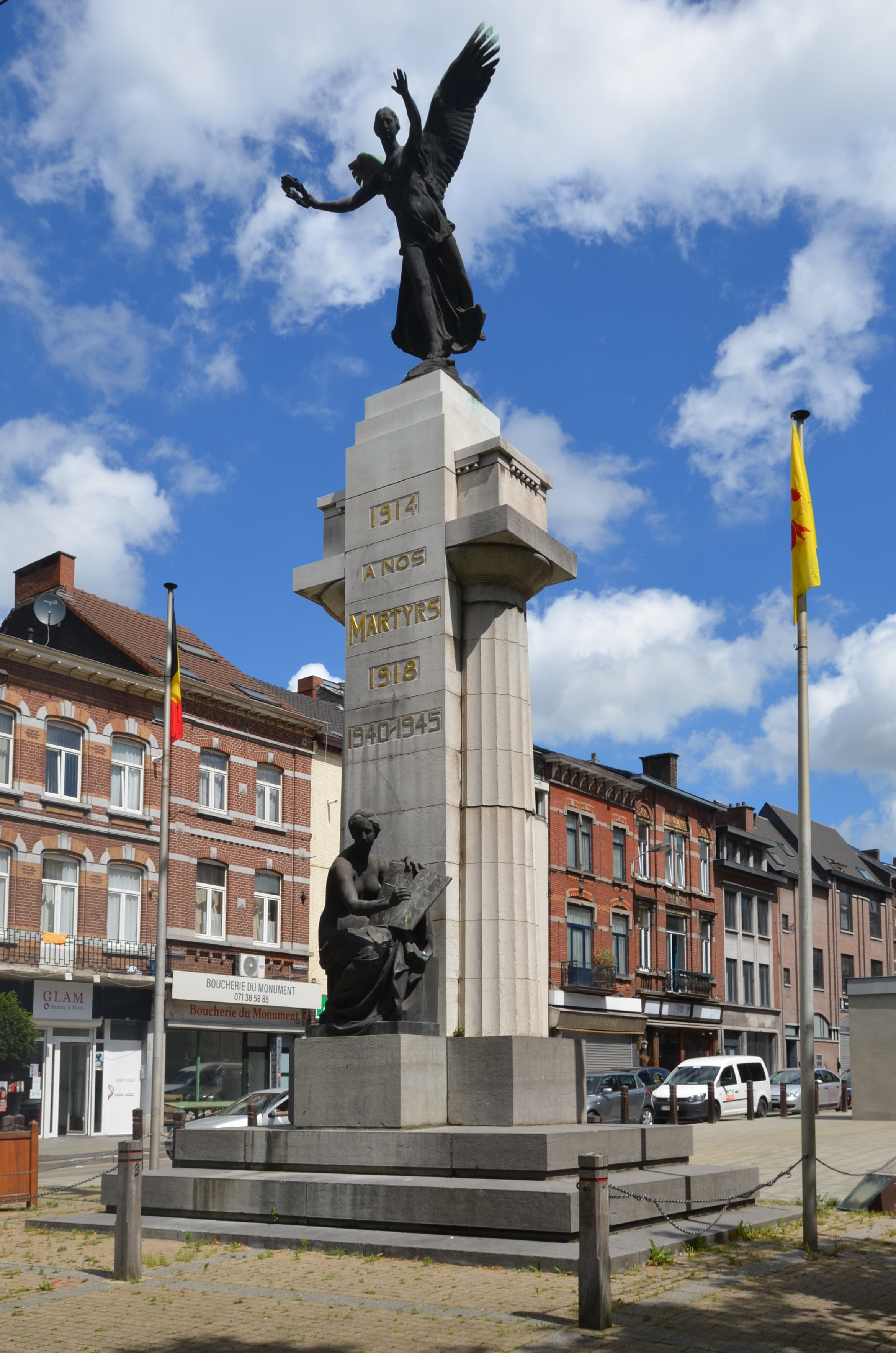
Le Monument aux martyrs sur l'Avenue de Waterloo inauguré en 1922 par l'architecte Émile Devreux[142].

- Porte de Waterloo ou de la Belle Alliance de Charleroi (Montignies-sur-Sambre) : éléments des anciennes portes des fortifications de Charleroi construites par les Néerlandais en 1816[143].
- Église de l'Immaculée-Conception (Jumet) : construite en 1866 par l'architecte Justin Bruyenne en style néo-roman avec des influences gothiques.
- Le Passage de la Bourse (Charleroi Ville-Basse) : imaginée par l'architecte Edmond Le Graive et réalisée de 1890 à 1893, cette galerie courbe est l'ensemble de tradition classique le plus remarquable de Charleroi[144].
- Temple protestant (Charleroi Ville-Haute) : dans un style éclectique à dominante classique, œuvre de l'architecte Émile Dubois datant de 1880[138].
- Caserne Caporal Trésignies (Charleroi Ville-Haute) : construite en 1887, exemple d'architecture néo-gothique à la Ville-Haute. Ancienne caserne d'infanterie.
- Ancien couvent de Carmel (Mont-sur-Marchienne) : érigé 1887 en style néo-gothique. Aujourd'hui, c'est le musée de la photographie.
- Château Mondron (Jumet) : de style néo-Renaissance construit à la fin du XIXe siècle.
- Ancien hôtel des Postes[145] (Charleroi Ville-Basse) : de style néo-Renaissance flamande sur la place Verte à la Ville-Basse construit en 1907.
- La maison dorée (Charleroi Ville-Haute) : remarquable pour les sgraffites dorés qui en ornent les façades (chardons stylisés et soleil), et qui lui ont donné son nom. Elle est édifiée en 1899 par l'architecte Alfred Frère et acquise en 1906 par les industriels verriers Chausteur[146]. Propriété du docteur Léon Lempereur en 1952, elle devient ensuite un restaurant (1993) avant d'être achetée par la Ville de Charleroi (1999). Classée en 1993, elle sert actuellement de local à l'Association de la Presse.
- La maison Lafleur (Charleroi Ville-Haute) : habitation de style Sécession viennoise. Construite en 1908, elle a été rénovée dans les années 1990 par Paul Warin et Luc Schuiten, qui lui ajoutent un second corps en retrait conçu dans le même esprit.
- La maison des Médecins (Charleroi Ville-Haute) : Art nouveau avec de nombreuses baies vitrées pourvues de petits bois et de vitraux colorés.
- Cinéma-théâtre Varia (Jumet) : de style éclectique teinté d'Art nouveau.
- La Ruche verrière (Lodelinsart) : ensemble de bâtiments comportant des salles de réunions, un café et une salle des fêtes fondés à fin du XIXe siècle par la « Nouvelle union verrière », syndicat d'ouvriers verriers[147],[148].
- Université du Travail Paul Pastur (Charleroi Ville-Haute) : les bâtiments représentent le savoir-faire belge de l'époque industrielle par de grandes et lumineuses verrières tout en conservant à l'extérieur un style académique et un parement classique alternant pierre et brique.
- Coron d'Appaumée (Ransart) : ensemble architectural de l'époque industrielle.
- Bois du Cazier (Marcinelle) : charbonnage datant du XIXe siècle inscrit en 2012 au patrimoine mondial de l'UNESCO. Il abrite le musée de l'Industrie et le musée du Verre et l'espace du 8 août 1956.
- Immeuble De Heug (Charleroi Ville-Basse) : architecture moderniste, construit par l'architecte Marcel Leborgne (1933).
- L'hôtel de ville de Charleroi et le beffroi (Charleroi Ville-Haute) : l'hôtel de ville de Charleroi, est un vaste bâtiment éclectique mêlant classicisme et art déco construit par l'architecte Jules Cézar en collaboration avec Joseph André, inauguré en 1936. L'ensemble forme un vaste quadrilatère comprenant un beffroi d'une hauteur de 70 mètres. Le beffroi fait partie des beffrois de Belgique et de France classés au patrimoine mondial de l'UNESCO depuis le 1er décembre 1999.
- Villa Darville (Mont-sur-Marchienne) : exemple de l'architecture moderniste de Marcel Leborgne[149].
- Palais des Beaux-Arts de Charleroi (Charleroi Ville-Haute) : de style architecture monumentale, inauguré en 1957 dû à l'architecte Joseph André.
- Palais de Justice de Charleroi (Charleroi Ville-Haute) : construit entre 1959 et 1963 selon les plans de l'architecte carolorégien Jacques Depelsenaire.
- Palais du verre (Charleroi Ville-Haute) : achevé en 1967, il a été entièrement repensé et rénové de 2006 à 2010 pour abriter pour héberger le tribunal de l’entreprise du Hainaut[150], le tribunal du travail et l’auditorat du travail du Hainaut[151].
- La Tour Bleue (Charleroi Ville-Haute) : hôtel de police construit par l'architecte français Jean Nouvel et inauguré en 2014.

### La route Napoléon - parcours voiture

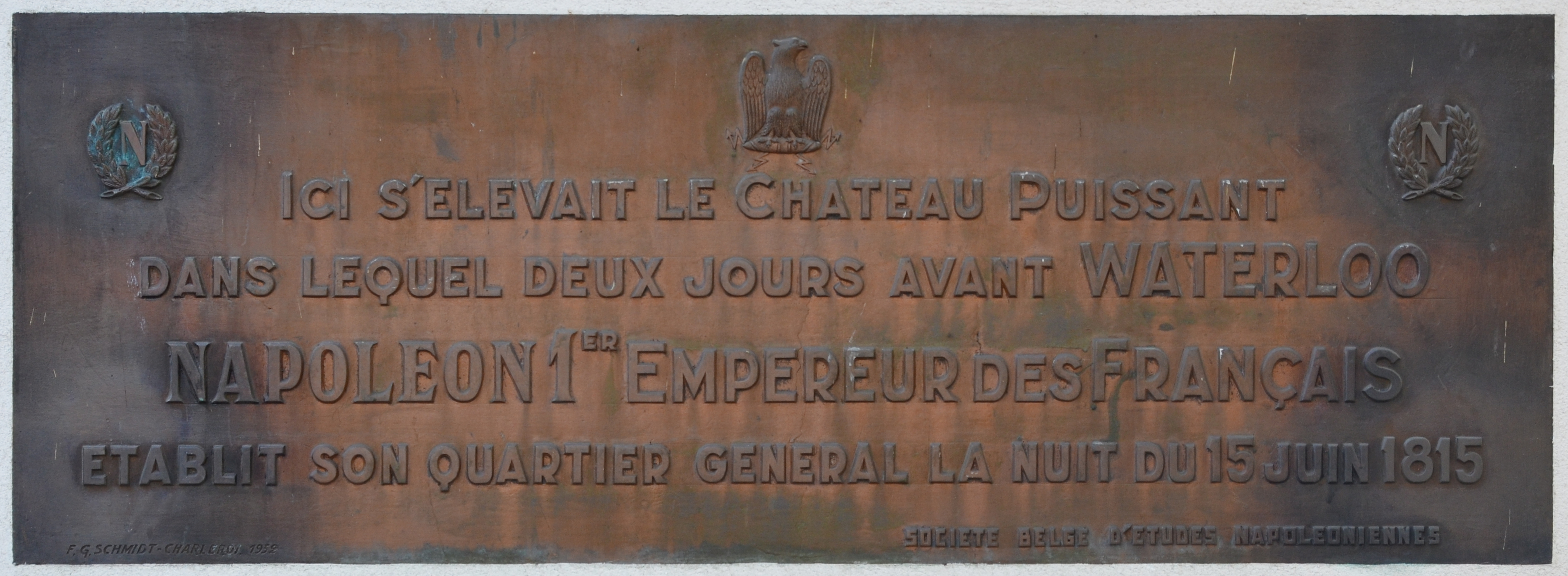
Plaque commémorative du passage de Napoléon à Charleroi.

La Route Napoléon longue de 94 km qui part de Waterloo et qui aboutit à la frontière française de côté de Beaumont permet de suivre l'itinéraire de l'Empereur Napoléon en 1815 avant la bataille de Waterloo. Dans la région de Charleroi, cette route passe par Charleroi, Marcinelle et Gilly. Un itinéraire et une signalétique spécifique ont été mises en place par le commissariat au tourisme de Wallonie avec les lieux emblématiques de son passage en Wallonie comprenant des musées, le patrimoine et le folklore local, les sites UNESCO, la gastronomie de terroir et les trois champs de bataille marquants de sa campagne (Ligny, les Quatre-bras et Waterloo). Un de ces lieux est le lieu de l'ancien château Puissant à la Ville-Basse de Charleroi où il a établi son quartier général et où il loge dans la nuit du 15 juin 1815. On notera également qu'ont lieu à Gilly et Gosselies, au nord-est de Charleroi, les premiers combats sérieux de la campagne de Belgique. À Gilly, il oppose l'armée française commandée par Napoléon Ier et l'arrière-garde de l'armée prussienne composée d'environ 10 000 hommes, commandée par le général von Ziethen. Il se conclut par une victoire française et par la retraite de l'armée prussienne.
Encore maintenant, l'on trouve un témoignage vivant du passage de Napoléon et de son armée à Charleroi. Chaque année, de mai à octobre, ont lieu les marches de l'Entre-Sambre-et-Meuse à Jumet (Tour de la Madeleine), Marcinelle (marche Saint-Louis) et dans la région au sud de Charleroi qui regroupent de nombreux marcheurs en uniforme du Premier Empire.

### Tourisme à vélo
Dans la région de Charleroi, le RAVeL (Réseau Autonome des Voies Lentes) permet la pratique du vélo à des fins sportives et de tourisme sur des itinéraires protégés. Les itinéraires empruntent les chemins de halage le long de la Sambre et du canal Charleroi-Bruxelles et des voies de chemin de fer désaffectées.
Les itinéraires en région de Charleroi sont les suivants :
- RAVeL 1 « La Houillère » : traverse quasiment tout le nord-est de Charleroi. « La Houillère » permet de joindre les deux rives de la Basse-Sambre à Châtelet à celles du canal Charleroi-Bruxelles à Roux. Elle relie les entités de Gilly, de Jumet et de Gosselies. Le RAVeL 1 est inclus dans l’itinéraire W4 « Canaux, fleuves et rivières » qui permet de rejoindre La Louvière et Bruxelles depuis Charleroi ;
- RAVeL W6 « Au fil de l’eau » : ce chemin longeant la Sambre permet de relier Charleroi à Thuin (côté ouest) ou à Namur (côté est).

Certains tronçons du Ring Vélo sont progressivement mis en service. Ce réseau cyclable de 24 km et situé à une distance de 1 à 3 km par rapport au centre-ville a été élaboré pour promouvoir une mobilité douce et sécurisée et pour relier les différents quartiers de la ville. Á l'été 2025, le premier tronçon, Avenue de la Cité Parc — Marcinelle, a été ouvert à la circulation cycliste.
De même, Charleroi se situe sur la route EuroVelo3, également nommée « Véloroute des pèlerins » . Il s'agit d'une route longue de 5 122 km qui relie Trondheim en Norvège à Saint-Jacques-de-Compostelle en Espagne. L’itinéraire traverse ainsi sept pays, la Norvège, la Suède, le Danemark, l’Allemagne, la Belgique, la France et l’Espagne.

### Promenades et tourisme vert

#### Le parcours bande dessinée (BD)

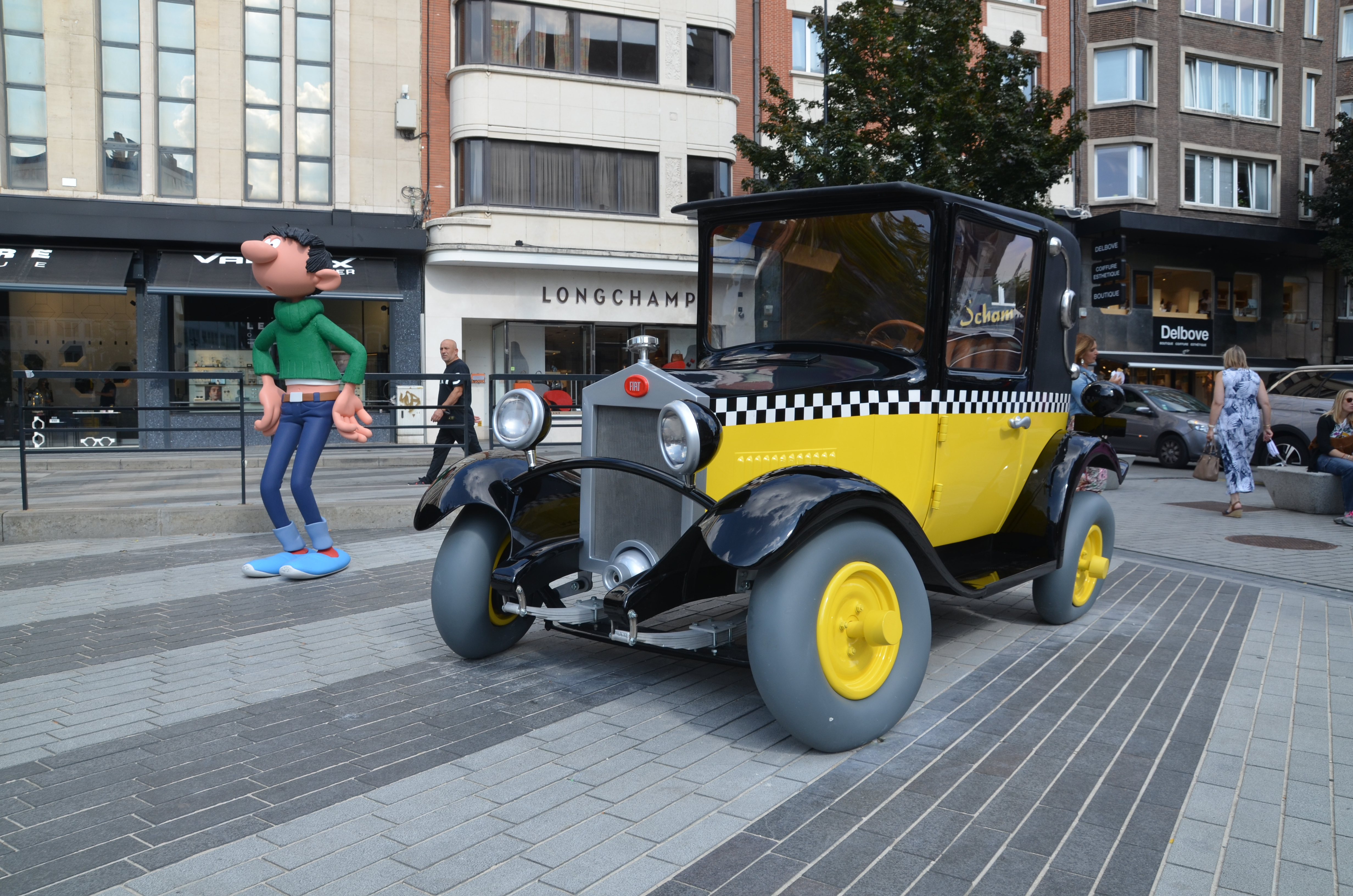
Gaston Lagaffe et sa Fiat 509 sur la place Verte.

Les éditions Dupuis à Marcinelle sont un des hauts-lieux de la bande dessinée et c'est là qu'est née l'école dite de Marcinelle, constituée des auteurs du journal « Spirou ». On compte parmi les personnages de BD les plus connus : Spirou, Tif et Tondu, Boule et Bill, Lucky Luke, Buck Danny, les Schtroumpfs, Natacha, Gaston Lagaffe, Yoko Tsuno, Papyrus, les Tuniques bleues, Mélusine, Cédric, Largo Winch, etc.
Pour rendre hommage aux auteurs et à leurs héros sur papier, un parcours BD ludique de 2.1 km a été créé dans le centre de Charleroi reliant la Ville-Basse à la Ville-Haute. L'on y trouve des sculptures des héros du Journal Spirou et décorations à l'intérieur des stations de métro Le parc (univers de Lucky Luke) et Janson (éditions Dupuis et ses personnages : Spirou et Fantasio, les Schtroumfs, Natacha, l'Agent 212, Gaston Lagaffe, etc.).

#### Les terrils
Le paysage carolorégien post-industriel est ponctué par de nombreux terrils couvrant une superficie de plus de 500 ha. Ils sont désormais colonisés par une flore parfois abondante et deviennent des refuges de biodiversité. L'on trouve ainsi des pelouses pionnières, friches fleuries, mares temporaires, roselières, zones boisées, etc. Un réseau de sentiers entretenus relie un certain nombre de terrils et constitue un corridor écologique. Ces terrils sont traversés par le Réseau RAVeL qui permet des balades à pied, à cheval ou équipé d'un vélo. La Maison du Tourisme du Pays de Charleroi organise régulièrement des promenades guidées (dont une promenade photo le long du chemin de halage).

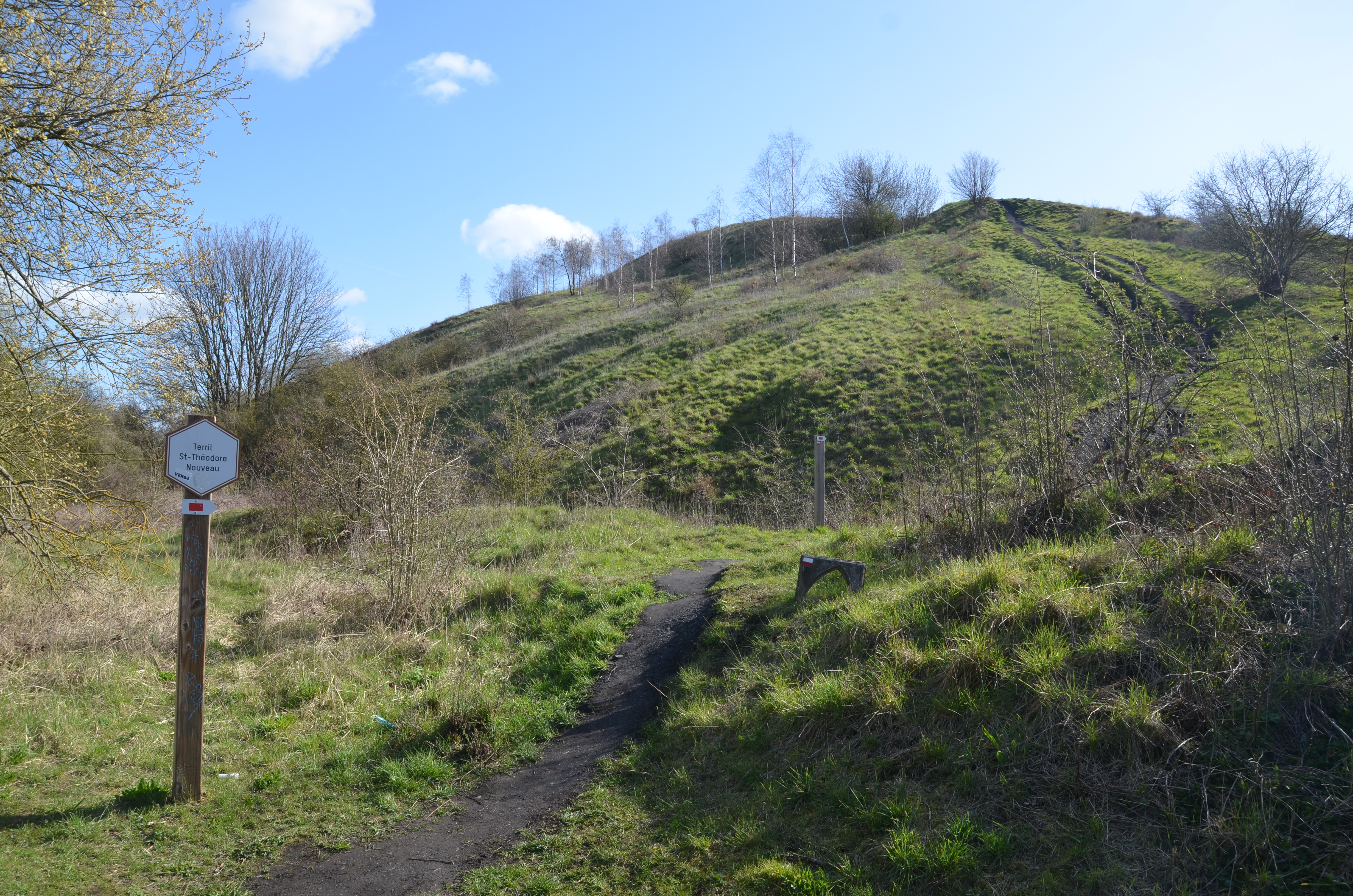
Terril Saint-Théodore est.

Parmi les terrils les plus représentatifs, l'on trouve la chaîne des terrils de la porte ouest (des Piges, Saint-Théodore nouveau, Saint-Théodore ancien, Saint-Charles et Bayemont) et le terril du Martinet. À leur sommet, l'on découvre différents panoramas de la métropole carolorégienne, des anciennes industries et charbonnages qui soit ont été préservés soit sont en cours de réaffectation avec des vignobles, l'installation de ruches, la réutilisation de bâtiments miniers (musée du verre et de l'industrie, brasserie). Le terril Saint-Charles n°2 (à côté de l'ancien charbonnage du Bois du Cazier) est aujourd'hui classé comme site de grand intérêt biologique (SGIB) à cause des nombreuses espèces végétales et animales qu'on y retrouve. Il présente des pentes presque entièrement boisées et un sommet sur lequel se dresse une terrasse panoramique culminant à 240 m. On y accède à partir du site et des musées du Bois du Cazier.
Un grand itinéraire de randonnée balisé GR 412, la Boucle noire, a été tracé dans les années 2000. Il chemine sur 22 km en passant par les terrils, où la nature a repris ses droits, et par le chemin de halage en bord de Sambre le long d'anciens sites industriels. Le long du chemin de halage, l'on chemine ainsi à côté de l'ancienne aciérie de Carsid  et du haut fourneau numéro 4 qui a été préservé ainsi que trois cheminées, symboles de la sidérurgie à Charleroi,,.
En 2023, un autre grand itinéraire de randonnée balisé GRP1666 a vu le jour, la Grande Dérive. Ce chemin forme une boucle de 54 km entourant le grand Charleroi. La Grande Dérive, passe à travers les marges vertes de Charleroi, sur des sentiers balisés en grimpant sur les terrils et en traversant parcs publics, bois, zones agricoles et friches.

#### Les parcs et jardins
Le centre-ville de Charleroi dispose de nombreux parcs soit dans le centre-ville soit dans les anciennes communes environnantes: le parc Reine Astrid et le parc Jacques Depelsenaire à la Ville-Haute de Charleroi, le parc Lambert (Charleroi-nord), les parcs de la Serna et Bivort (Jumet), les parcs Misonne et Sénécharles (Gilly), le parc Appaumée, le jardin didactique et les serres (Ransart), le parc Gobbe (Lodelinsart), le parc de Gosselies, les parcs communal, de la Vieille Place et Ligny (Couillet), le parc communal de Marchienne-au-Pont, le parc du Château Soupart (Mont-sur-Marchienne), le parc Nelson Mandela de Monceau-sur-Sambre, le parc Hembise (Roux), Le Bois du Prince-Centre de loisirs (Marcinelle).

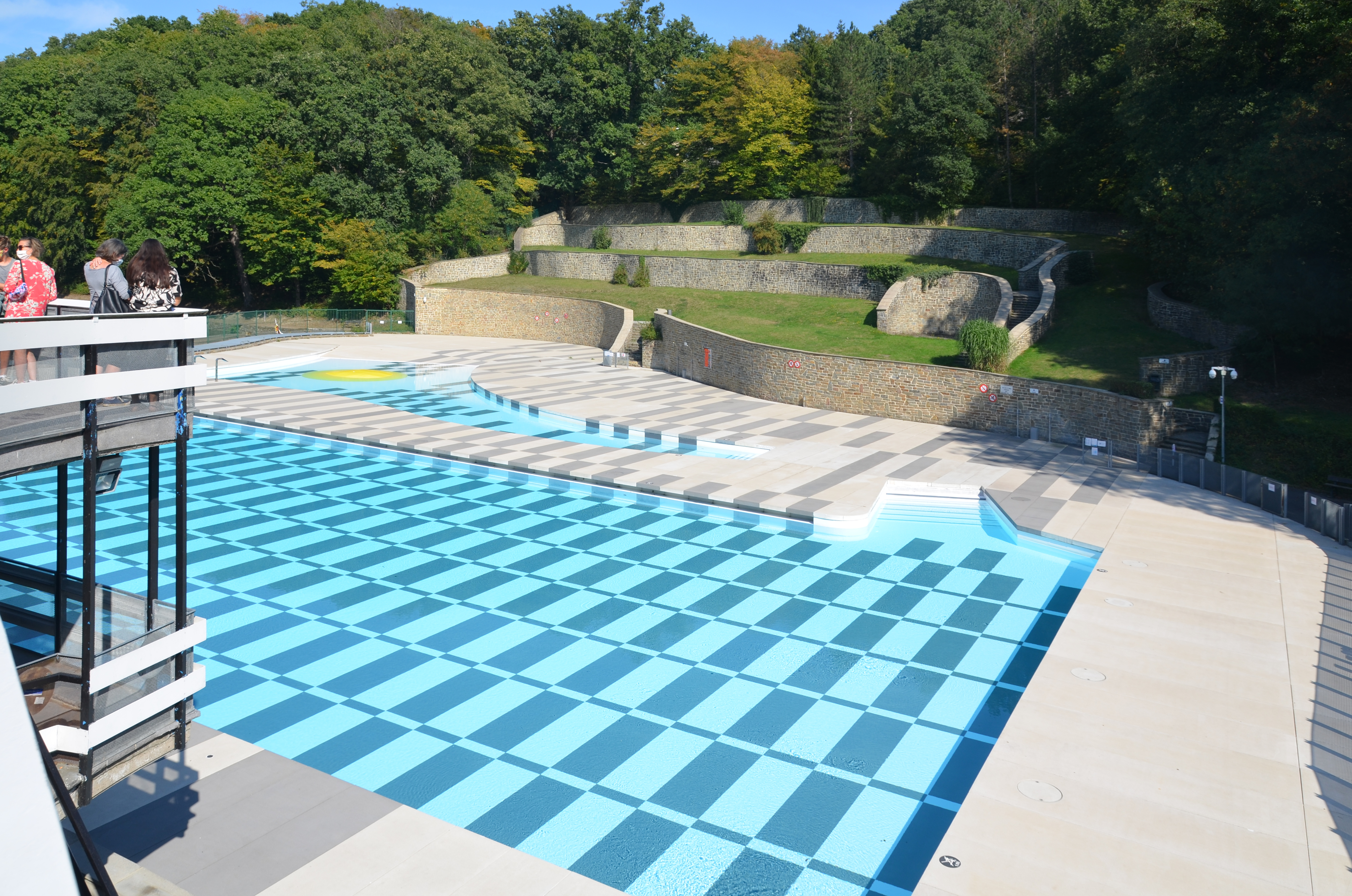
Piscine de Charleroi-les-Bains au Centre de loisirs de Marcinelle.

Le Bois du Prince situé à Marcinelle est le plus important d'entre eux avec un domaine boisé de 150 ha parsemé de nombreux sentiers. Un grand centre de loisirs comprenant une piscine à ciel ouvert, des courts de tennis, un mini-golf, un parcours sportif et accrobranche, une plaine de jeux et des étangs y a été aménagé et attire de nombreuses familles en été.

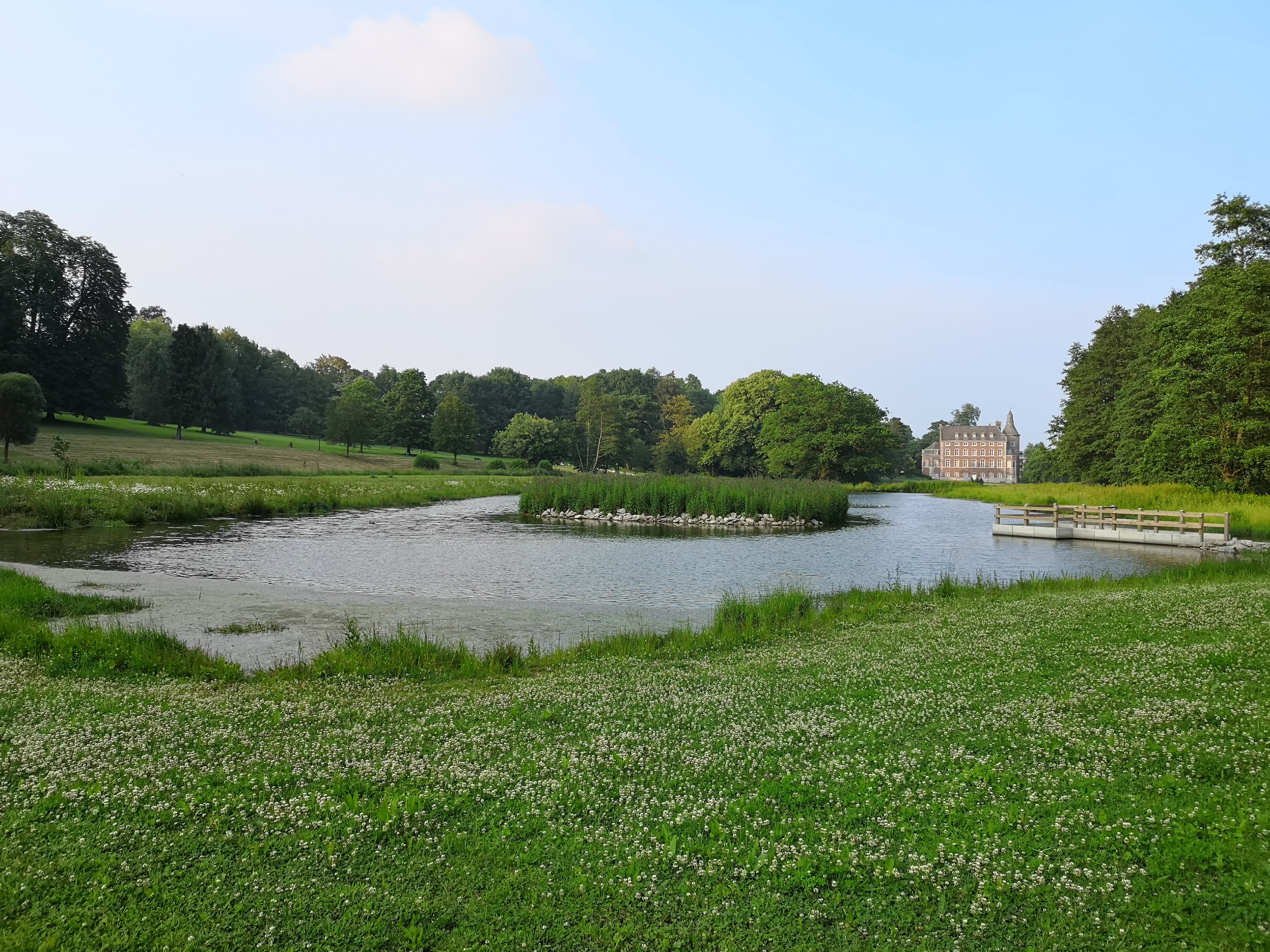
Parc et Château de Monceau-sur-Sambre.

L'attrait paysager du parc communal de Marchienne-au-Pont est renforcé par l'élégance du château Bilquin-de Cartier érigé au XVIIe siècle. C'est également le cas au parc Nelson Mandela de Monceau-sur-Sambre avec les tours et les ailes du château de Monceau-sur-Sambre dont la construction date également du XVIIe siècle.

#### Les carrières
Trois anciennes carrières se situent sur le territoire de l'entité de Mont-sur-Marchienne dont une dotée d'un grand lac. L'ancienne carrière du « Brun-Chêne », seule carrière dont l'accès est autorisé, abrite une réserve naturelle de 18 ha créée en 2014. Les parois rocheuses et la roselière abritent des oiseaux remarquables et des espèces de batraciens menacées et d'anciens fours à chaux hébergent des rapaces.

## Personnages célèbres

### Artistes

#### Architectes
- Joseph André (architecte) (1885-1969), architecte, concepteur de nombreux bâtiments publics dont le Grand Palais (anciennement palais des expositions) et le Palais des Beaux-Arts.
- Victor Bourgeois (1897-1962), architecte et urbaniste, grand prix des arts décoratifs de Paris en 1925, né à Charleroi.
- Marcel Depelsenaire (1890-1981), architecte ayant construit un nombre important d'immeubles à Charleroi et les environs dont plusieurs ont été classés.
- Jacques Depelsenaire (1923-2009), architecte né à Montignies-sur-Sambre, concepteur de nombreux bâtiments publics dont le palais de justice de Charleroi.
- Georges Faniel (1882-1959), architecte, peintre et sculpteur, né à Charleroi.
- Alfred Frère (1851-1918), architecte natif de Gilly.
- Marcel Leborgne (1898-1978), architecte mort à Charleroi. Plusieurs de ces œuvres ont été classées.
- Jean Yernaux (1930-2024), architecte et urbaniste né à Marbais, concepteur de nombreux bâtiments et infrastructures iconiques tels que la piscine Hélios et le Ring belge R9.

#### Écrivains
- Léon Bernus (1834-1881), écrivain en langue wallonne (patois de Charleroi), né à Charleroi.
- Pierre Bourgeois (poète) (1898-1976), poète et cinéaste belge, né à Charleroi.
- Achille Chavée (1906-1969), poète belge figure du surréalisme wallon, né à Charleroi.
- Mehtap Teke (1982-), autrice, née à Charleroi.
- Marcel Thiry (1897-1977), écrivain et militant wallon, né à Charleroi.
- Pol Vandromme (1927-2009), critique littéraire, essayiste, biographe, né à Gilly

#### Peintres, dessinateurs, sculpteurs
- Charles Delporte (1928-2012), peintre et sculpteur, né à Marcinelle et mort à Charleroi.
- René Magritte (1898-1967), peintre surréaliste qui a habité Châtelet et Charleroi.
- Didier Matrige (1961-2008), peintre et dessinateur, né à Charleroi et mort à Couillet.
- Clémence Michel (1849-1925), peintre, née à Charleroi.
- Cécile Miguel (1921-2001), née Lise Piérard, peintre et poétesse née à Gilly.
- Eudore Misonne (1891-1968), peintre et aquarelliste, né à Gilly.
- François-Joseph Navez (1787-1869), peintre néoclassique né à Charleroi.
- Pierre Paulus (1881-1959), peintre de paysages industriels de la région de Charleroi et graveur expressionniste né à Châtelet.
- Charles Szymkowicz (1948-), peintre néo-expressionniste né à Charleroi.
- Jeanne Toussaint (1887-1976), joaillière chez Cartier à Paris, née à Charleroi.
- Fernand Verhaegen (1883-1975), peintre, est né à Marchienne-au-Pont.
- Ben Genaux (1911-1996), instituteur, peintre, illustrateur et poète, né à Ransart, où il a enseigné.

#### Musiciens
- Yves Barbieux (1971-), musicien fondateur du groupe Urban Trad, né à Gosselies.
- Jacques Bertrand (1817-1884), auteur de chansons dont "Pays de Charleroi", "El quézène au Mambourg", né dans la commune.
- Adolphe Biarent (1871-1916), compositeur, chef d'orchestre et violoncelliste.
- Mélanie De Biasio (1978-), chanteuse jazz, née à Charleroi.
- Bob Dechamps (1914-2002), chanteur en wallon de Charleroi, mort à Lodelinsart.
- Louis Delune (1876-1940), compositeur, chef d'orchestre et pianiste, né à Charleroi.
- William Dunker (1959-2023), chanteur de blues en wallon, né à Charleroi.
- Philippe Lafontaine (1955- ), musicien auteur-compositeur-interprète, né à Gosselies.
- JeanJass (1988-), rappeur et beatmaker originaire de Charleroi.
- Lio (1962-), chanteuse et actrice belgo-portugaise, a passé sa jeunesse à Charleroi.
- Paul Louka (1936-2011), musicien auteur-compositeur-interprète, comédien, écrivain, peintre et saltimbanque, né à Marcinelle et mort à Montignies-sur-Sambre.
- Loïc Nottet (1996-), chanteur et compositeur né à Charleroi, représentant de la Belgique à l'Eurovision en 2015 et vainqueur de Danse avec les Stars 6.
- Fernand Quinet (1898-1971), compositeur, chef d'orchestre et violoncelliste, né à Charleroi.

#### Acteurs
- Pierre Michaël (1932-2001), acteur et comédien belge, né à Charleroi.

### Médias
- François de Brigode (1962- ), journaliste de télévision, né à Charleroi.
- Fanny Jandrain (1985- ), présentatrice de télévision et animatrice radio, née à Charleroi.

### Politiques, militants et juristes
- Élie Baussart (1887-1965), homme de lettres, syndicaliste de la gauche chrétienne et un militant wallon, penseur du régionalisme, directeur de La Terre wallonne, né à Couillet.
- Thomas Dermine (1986- ), économiste et homme politique. Secrétaire d’État pour la Relance et les Investissements stratégiques, chargé de la Politique scientifique au sein du gouvernement fédéral d’Alexander De Croo, né à Charleroi.
- Jules Destrée (1863-1936), homme politique, natif de Marcinelle, publie sa Lettre au Roi sur la séparation de la Wallonie et de la Flandre (1912).
- Jean Duvieusart (1900-1977), Premier ministre belge et Président du Parlement européen.
- Marlise Ernst-Henrion (1914-2011), juriste spécialisée dans le droit de la famille, le droit des femmes et le droit des enfants, Déléguée de la Belgique à l’Association générale des Nations unies (1966), née à Charleroi.
- Paul Magnette (1971-), homme politique et professeur de sciences politiques, né à Louvain, il s'illustre notamment par son opposition à l'accord de libre-échange CETA. Bourgmestre de la ville depuis 2012, Ministre-président wallon et président du Parti socialiste.
- Joëlle Milquet (1961-), femme politique, ministre et vice-première ministre fédérale et présidente du Centre démocrate humaniste, née à Montignies-sur-Sambre.
- Paul Pastur (1866-1938), homme politique, fondateur de l'enseignement provincial du Hainaut, né à Marcinelle.
- Joseph Tirou (1876-1952), bourgmestre bâtisseur de nombreux bâtiments publics à Charleroi et sénateur, né à Jumet.
- Jean Van Lierde (1926-2006), natif de Charleroi, militant pacifiste et antimilitariste, refuse d'accomplir son service militaire. Il a joué un rôle important dans la reconnaissance du statut d'objecteur de conscience en Belgique.

### Entrepreneurs et industriels
- Jules Delhaize (1829-1898), créateur de Delhaize et pionnier de la grande distribution, né à Ransart.
- Jean-Jacques Desandrouin (1681-1761), maître de verrerie, de forges et de houillères, bailli de Charleroi.
- Julien Dulait (1855-1926), inventeur et industriel, fabrique dans ses ateliers les premières génératrices électriques (1881) de Zénobe Gramme. Ces ateliers deviendront les ACEC (Ateliers de constructions électriques de Charleroi).
- Jean Dupuis (1875-1952), imprimeur et éditeur, fondateur des éditions Dupuis, né et mort à Marcinelle.
- Émile Fourcault (1862-1919), ingénieur, directeur des Verreries de Dampremy où il met au point son procédé d'étirage mécanique du verre à vitres. Le berceau de sa famille est originaire de Charleroi.
- Paul-François Huart-Chapel (1770-1850), bourgmestre de Charleroi, industriel et constructeur du premier haut-fourneau au coke du bassin de Charleroi à Marcinelle (1827).
- Charles Lebeau (1812-1882), bourgmestre, député et sénateur de Charleroi, industriel et fondateur de la Banque de Charleroi.
- Pierre Marcolini (1964-) chef pâtissier-chocolatier et entrepreneur belge, né à Charleroi.
- Ernest Solvay (1838-1922), chimiste, industriel et mécène, fondateur de la Société Solvay & Cie, fonde à Couillet la première soudière de son vaste empire industriel (1864).

### Militaires
- Raoul Baligand (1913-1981) résistant et commandant de l'Armée belge des partisans, né à Roux.
- Jules Bastin (1889-1944) général et commandant de l'Armée secrète, né à Roux.
- Augustin Édouard Michel du Faing d'Aigremont (1855-1931), baron, général belge de la Première Guerre mondiale, défenseur de la Position fortifiée de Namur, né à Charleroi.
- Alfred Servais (1890-1943), officier et chef de la résistance carolorégienne fusillé par les Allemands à Marcinelle.

### Hommes d'Église
- Pierre Harmignie (1885-1944), prêtre, doyen de Charleroi, assassiné par les rexistes.
- Albert Hublet (1896-1973), prête jésuite et écrivain pour la jeunesse né à Marchienne-au-Pont.
- Paul Lebeau (1925-2012), prêtre jésuite, théologien, œcuméniste et écrivain, né à Couillet.
- Joseph Maréchal (1878-1944), prête jésuite, philosophe, psychologue et enseignant, né à Charleroi.

### Scientifiques
- Jean-Marie André (1944-2023), chimiste lauréat du prix Francqui, né à Charleroi.
- Georges Lemaître (1894-1966), chanoine catholique, astronome et physicien, formule la théorie de l'« atome primitif » (appelé plus tard « Big Bang ») sur base des équations d'Albert Einstein (1930), né à Charleroi.
- Léon Rosenfeld (1904-1974) physicien théoricien, disciple de Niels Bohr, né à Charleroi.
- Guy Tavernier (1924-1996), savant atomiste, père du nucléaire belge et en partie international, né à Charleroi.

### Sportifs
- Mehdi Bayat (1979- ), président du Royal Charleroi Sporting Club et président de la RBFA.
- Jacky Brichant (1930-2011), joueur de tennis vainqueur de la coupe Davis, demi-finaliste de Roland-Garros, né à Mont-sur-Marchienne.
- Dante Brogno (1966- ), joueur de football et entraîneur, né à Charleroi.
- Thomas Carmoy (2000- ), athlète belge spécialiste du saut en hauteur médaillé de bronze aux championnats d'Europe en salle, né à Charleroi.
- Jules Coelaert (1911-1996), coureur cycliste sur route professionnel, mort à Charleroi.
- Alexandre Czerniatynski (1960-), joueur de football international et entraîneur, vainqueur de la Coupe UEFA et de la Coupe de Belgique de football, né à Charleroi.
- Ismaël Debjani (1990- ), athlète belge spécialiste du demi-fond, demi-finaliste des Jeux olympiques de Tokyo, né à Montignies-sur-Sambre.
- Grégory Dufer (1981-), joueur de football international, né à Charleroi.
- Régis Genaux (1973-2008), joueur de football international et entraîneur, né à Charleroi.
- Marie-Isabelle Lomba (1974- ), judokate belge internationale médaillée de bronze aux Jeux Olympiques d'Atlanta, née à Charleroi.
- Florent Mabille (1996- ), athlète belge champion d'Europe du relais 4 x 400 m né à Charleroi
- Felice Mazzù (1966- ), entraîneur de football notamment au Royal Charleroi Sporting Club Charleroi, né à Charleroi.
- Eloi Meulenberg (1912-1989), coureur cycliste sur route professionnel champion du monde sur route en 1937, né à Jumet.
- Charles Meunier (cycliste) (1903-1971) coureur cycliste sur route professionnel vainqueur de Paris-Roubaix, né à Montignies-sur-Sambre.
- Silvio Proto (1983- ), joueur de football international, vainqueur à six reprises du championnat de Belgique de football et de la Coupe de Belgique, né à Charleroi.

## Jumelages
Charleroi et ses sections sont jumelés,, avec :
| Ville | Ville        | Pays | Pays       | Période     |
| ----- | ------------ | ---- | ---------- | ----------- |
|       | Casarano     |      | Italie     | depuis 2001 |
|       | Donetsk,     |      | Ukraine    | depuis 1983 |
|       | Follonica    |      | Italie     | depuis 1964 |
|       | Himeji       |      | Japon      | depuis 1965 |
|       | Hirson       |      | France     | depuis 1958 |
|       | Manoppello   |      | Italie     | depuis 2001 |
|       | Pittsburgh   |      | États-Unis | depuis 1976 |
|       | Saint-Junien |      | France     | depuis 1970 |
|       | Schramberg   |      | Allemagne  | depuis 1964 |
|       | Sélestat     |      | France     | depuis 1959 |
|       | Waldkirch    |      | Allemagne  | depuis 1974 |

Entité de Charleoi a hérité des jumelages de ses anciennes communes : Casarano, Donetsk, Himeji et Pittsburgh avec l'ancienne commune de Charleroi ; Saint-Junien jumelé avec Jumet ; Sélestat, Waldkirch et Follonica avec Montignies-sur-Sambre ; et Hirson, Manoppello et Schramberg avec Marcinelle.

### Villes sœurs
Charleroi, ville de Pennsylvanie près de Pittsburgh aux États-Unis, 5 000 habitants, a été nommée ainsi en l'honneur de sa grande sœur belge. Une localité située dans l'État de Victoria, en Australie, porte également le nom de Charleroi.